# Ägyptisches Museum der Universität Leipzig

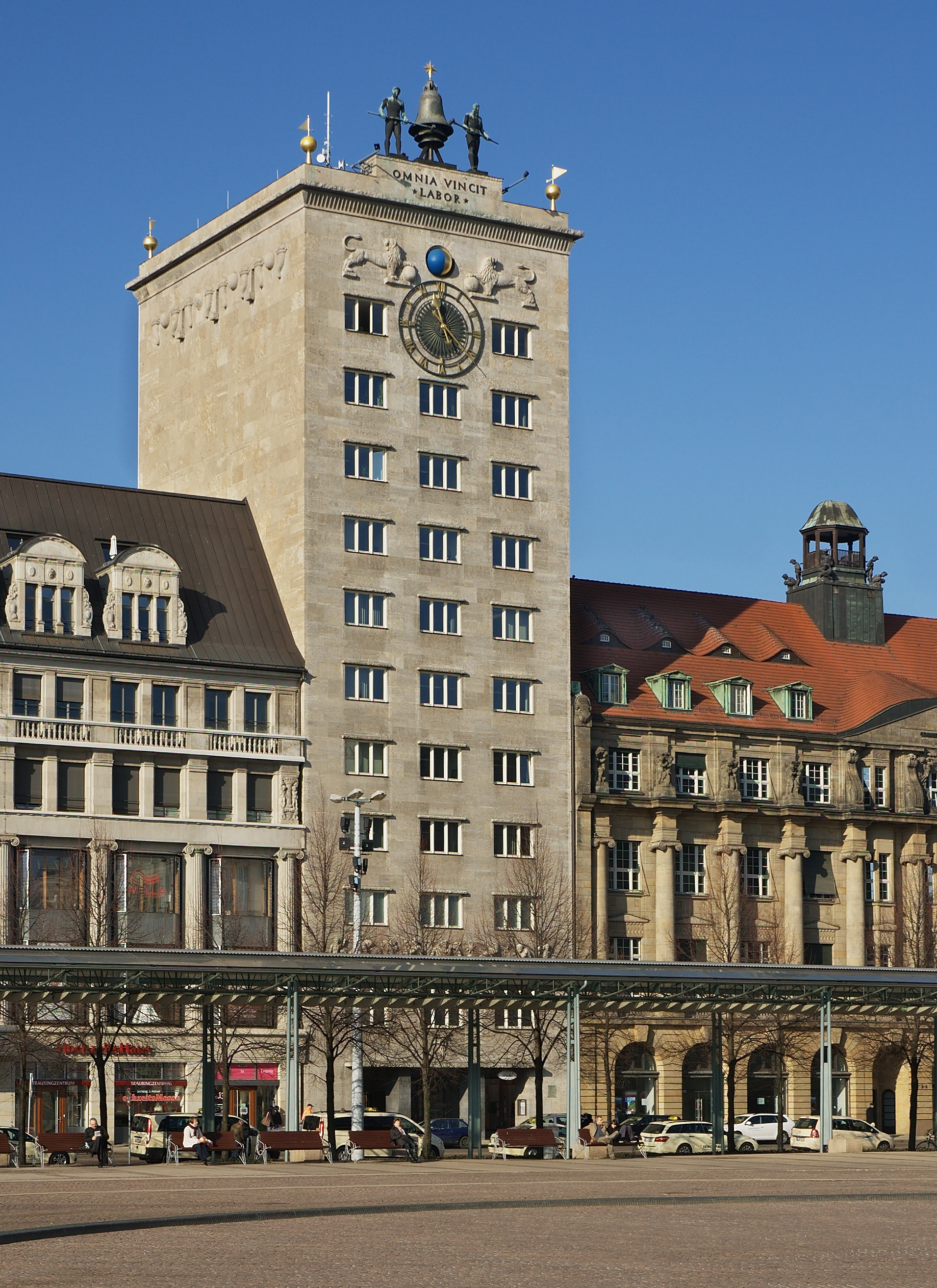
Das Krochhochhaus, Standort des Museums seit 2010 (Foto 2011)

Das Ägyptische Museum der Universität Leipzig (ÄMUL; vollständiger Name Ägyptisches Museum – Georg Steindorff – der Universität Leipzig) umfasst eine Sammlung von ca. 7.000 Fundstücken aus mehreren Jahrtausenden, von der Altsteinzeit und den vordynastischen Kulturen Ägyptens über alle Perioden des pharaonischen Ägypten (Frühzeit, Altes Reich, Mittleres Reich, Neues Reich, Spätzeit) bis hin zur griechisch-römischen und der frühen islamischen Zeit (Fatimidendynastie).

## Geschichte

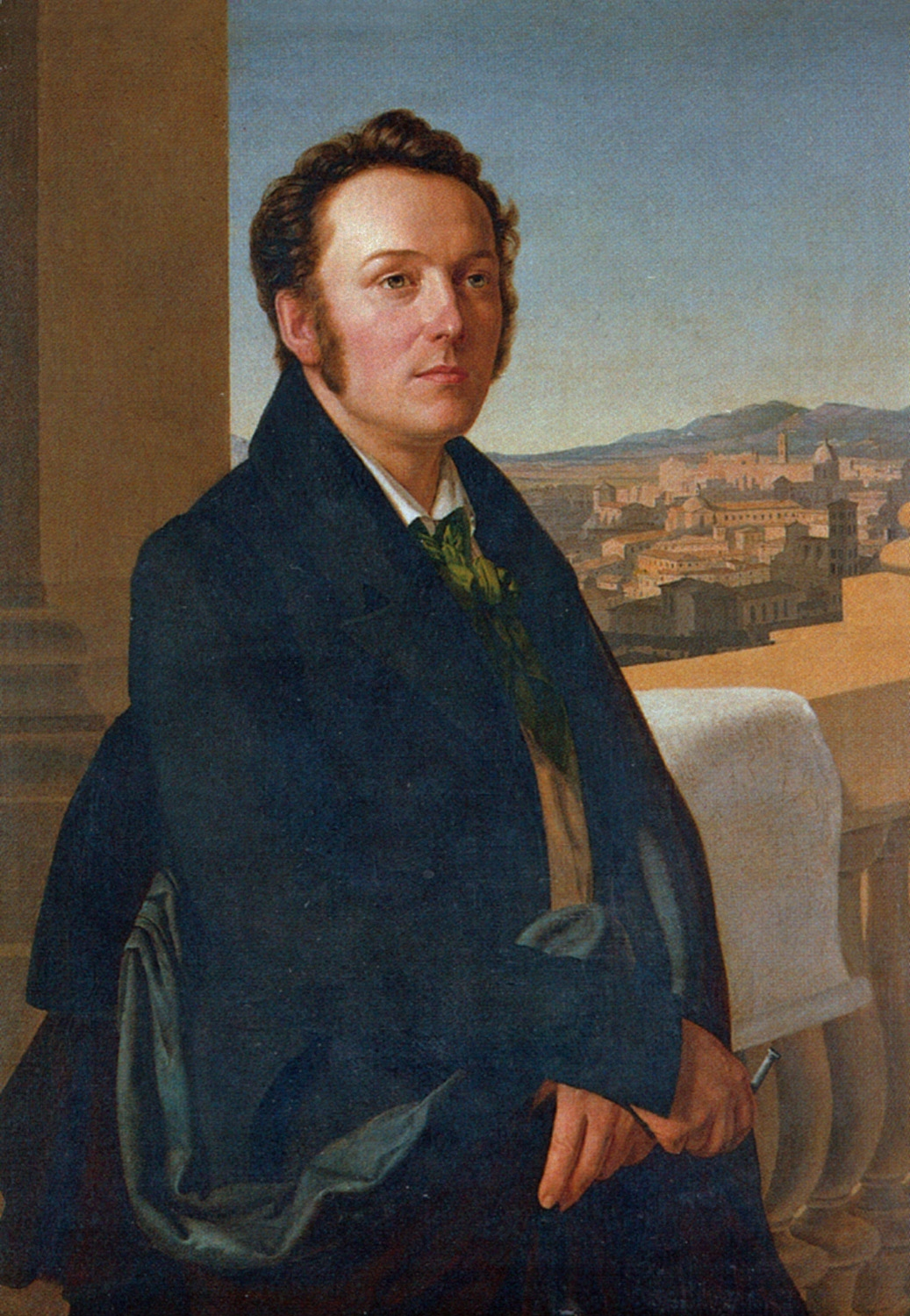
Gustav Adolph Hennig: Porträt Gustav Seyffarth, Gemälde aus dem Jahr 1837

### Die Anfänge unter Gustav Seyffarth (1840–1855)
Mit einem Glücksfall beginnt die Geschichte des Leipziger Museums. Gustav Seyffarth (1796–1885) kaufte 1840 in Triest einen mumiengestaltigen Sarg für 289 Taler. Dieser Sarg wurde der Grundstock des späteren Ägyptischen Museums und gehört bis heute zu dessen Glanzstücken. Seyffarth, der Professor für Archäologie an der Universität Leipzig war, gehörte zu den Schülern von Friedrich August Wilhelm Spohn (1792–1824) und wurde bald von der Leidenschaft Spohns für Ägypten und dessen Sprache angesteckt. Spohn beschäftigte sich neben Jean-François Champollion (1790–1832) und Thomas Young (1773–1829) mit der Entzifferung der ägyptischen Hieroglyphen, jedoch führte sein früher Tod dazu, dass kaum etwas von seinen Forschungsergebnissen veröffentlicht wurde. Seyffarth versuchte nach Spohns Tod dessen Werk zu Ende zu bringen, scheiterte jedoch. 1855 endete Seyffarths Leipziger Amtszeit mit seiner vorzeitigen Emeritierung. Er wanderte in die Vereinigten Staaten aus und starb dort 1885.

### Das eigenständige Museum unter Georg Ebers (1870–1889)

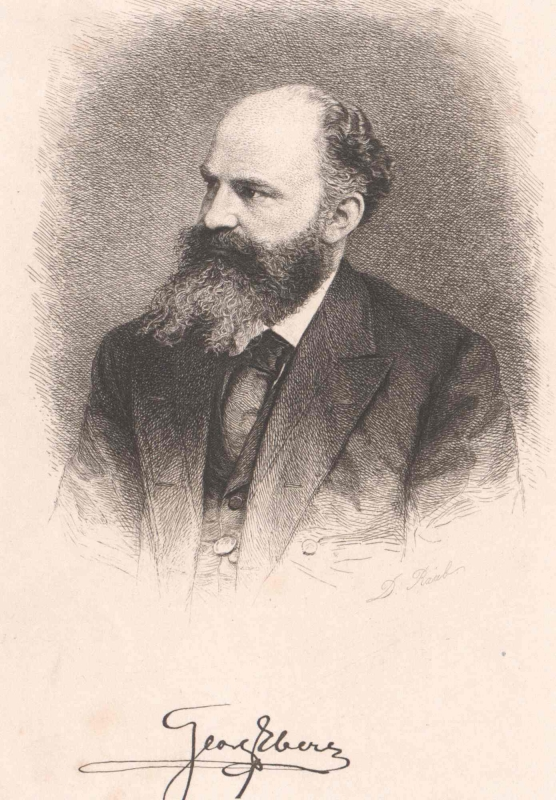
Georg Ebers

Die nächste Etappe in der Geschichte der Leipziger Sammlung setzte nach fünfzehnjähriger Unterbrechung 1870 mit der Einrichtung eines Lehrstuhls für Ägyptologie durch Georg Ebers (1837–1898) ein. Für den Schüler von Karl Richard Lepsius (1810–1884) stand der Aufbau der Ägyptologie als akademische Disziplin, das heißt der Lehrbetrieb, im Zentrum seines Interesses. Diesen wollte er aber nicht auf die Weitergabe von Buchwissen beschränken, sondern seinen Schülern „mit Vorzeigung von bildlichen und plastischen Nachbildungen wichtiger Monumente“ illustrieren.
Ebers gelang es, eine repräsentative Auswahl von Gipsabgüssen bedeutender Skulpturen und eine kleine Anzahl von Originalen trotz geringen Etats zu kaufen. Papierabklatsche von Reliefs und Inschriften fertigte er auf seinen Reisen eigenständig an. 1873 entdeckte er den berühmten medizinischen Papyrus des Neuen Reichs, welcher nach ihm benannt ist und den er der Leipziger Universitätsbibliothek übergab. Unter Ebers, wie auch unter Seyffarth, war es meist sonntags der Öffentlichkeit möglich, die kleine Sammlung zu besuchen. Neben seiner wissenschaftlichen Tätigkeit verfasste Ebers auch Professorenromane, unter anderem „Eine ägyptische Königstochter“ (1864) und „Uarda“ (1876). Diese halfen, der breiten Öffentlichkeit ein lebendiges Bild Ägyptens zu vermitteln. 1889 ließ sich Ebers, wie sein Vorgänger, vorzeitig in den Ruhestand versetzen, verließ Leipzig und setzte sich in Tutzing am Starnberger See zur Ruhe, wo er 1898 verstarb.

### Die Ära Georg Steindorff (1893–1934)

Georg Steindorff

Als Nachfolger von Ebers wurde – nach erneuter Unterbrechung – 1893 Georg Steindorff (1861–1951) an die Universität berufen. Unter ihm erhielt die Leipziger Sammlung ihre entscheidende Prägung. Georg Steindorff war ein Schüler Adolf Ermans (1854–1937) und hatte unter dessen Leitung als Direktoralassistent am Ägyptischen Museum in Berlin gearbeitet. Seine Erfahrung nutzend, wandte er viel Kraft, Phantasie und Organisationstalent dafür auf, die kleine Lehrschausammlung zu einem veritablen Museum auszubauen. Während seiner zahlreichen Ägyptenreisen erwarb er Gegenstände aller Epochen der altägyptischen Geschichte, um den Fundus des Museums zu vergrößern. Zudem gelang es ihm im großen Stil Sponsoren zu mobilisieren: Vordynastische Keramik wurde mehrfach von dem Egypt Exploration Fund in London gestiftet, die Berliner Deutsche Orient-Gesellschaft übergab nach Grabungen in Abusir die komplette Grabausstattung des Totenpriesters Herischefhotep an Georg Steindorff. Durch private Spenden wurden auch die Grabungen Steindorffs 1903, 1905, 1906, 1909 und 1910 finanziert. Diese erweiterten die Sammlung um zahlreiche Fragmente von Königsplastiken und prachtvolle Steingefäße, die Ausgrabungen von 1912, 1914 und 1930/31 um Keramik und andere Fundstücke der unternubischen Aniba- und sudanesischen Kerma-Kultur. Der Erste Weltkrieg bedeutete einen tiefen Einschnitt auch für diejenigen, die mit der Erforschung Ägyptens vor Ort beschäftigt waren. Durch den Krieg hatten viele Gönner ihr privates Vermögen verloren und es war schwer, Geld für weitere Grabungskampagnen zu erhalten. Steindorff ließ sich dadurch jedoch nicht entmutigen und durch Kontakte zu ausländischen Kollegen gelang es ihm, in dieser Zeit zahlreiche Neuerwerbungen zu tätigen.

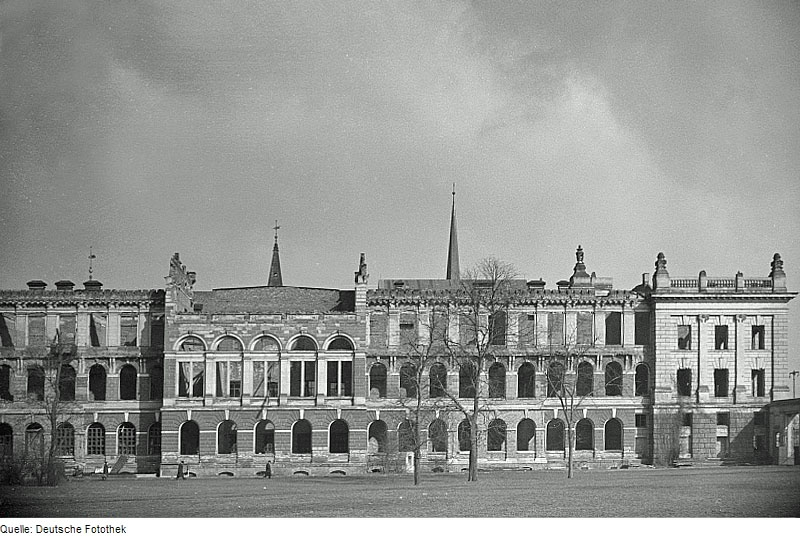
Das Johanneum war ab 1916 Standort des Museums

Am 21. Mai 1916 wurde das Ägyptische Museum im Anbau am Johanneum der Universität neu eröffnet. In den nächsten Jahren lehrte, forschte und reiste Steindorff und vergrößerte die Sammlung. Mit dem Beginn der nationalsozialistischen Herrschaft in Deutschland wurde das Wirkungsfeld Steindorffs, aufgrund seiner jüdischen Herkunft, mehr und mehr eingeschränkt. Seine Emeritierung wäre eigentlich Ende März 1931 fällig gewesen, wurde aber wegen Schwierigkeiten, einen Nachfolger zu finden, zunächst um zwei Jahre und 1932 und 1933 jeweils um ein weiteres Jahr verschoben, bis sie Ende März 1934 endgültig in Kraft trat. In letzter Minute gelang es ihm im März 1939 mit seiner Familie in die USA auszuwandern, wo er 1951, nahezu neunzigjährig, in Kalifornien starb. Steindorff gebührt das große Verdienst, innerhalb von zwanzig Jahren die bedeutendste ägyptische Universitätssammlung auf deutschem Boden aufgebaut zu haben.

### Nationalsozialismus und Nachkriegszeit
Steindorffs Schüler und Nachfolger, Walther Wolf (1900–1973), war als Privatdozent am Institut und Museum tätig. 1939 wurde Wolff zur Wehrmacht eingezogen. Nach Kriegsende kehrte er, wohl aufgrund seiner Verwicklung in das NS-System, nicht mehr nach Leipzig zurück. Er veranlasste zu Kriegszeiten die Auslagerung von Teilen der Sammlung.
Die Durchführung der Auslagerung fiel Siegfried Morenz (1914–1970) zu. Er studierte Theologie und Ägyptologie an der Universität Leipzig. Als wissenschaftliche Hilfskraft „auf Kriegszeit“ verpackte er im Frühjahr 1943 gut 2000 Objekte in Kisten, die an zwei Orten der sächsischen Provinz untergebracht wurden. Der Rest, vor allem die ortsgebundenen Gipsabgüsse, bedeutende Reliefs des Alten Reichs und meroitische Grabreliefs, blieben im Museum und wurden während des großen Bombenangriffs vom 4. Dezember 1943 zerstört. Nur wenige Reste konnten aus den Trümmern geborgen werden.

### Wiederaufbau der Sammlung ab 1951

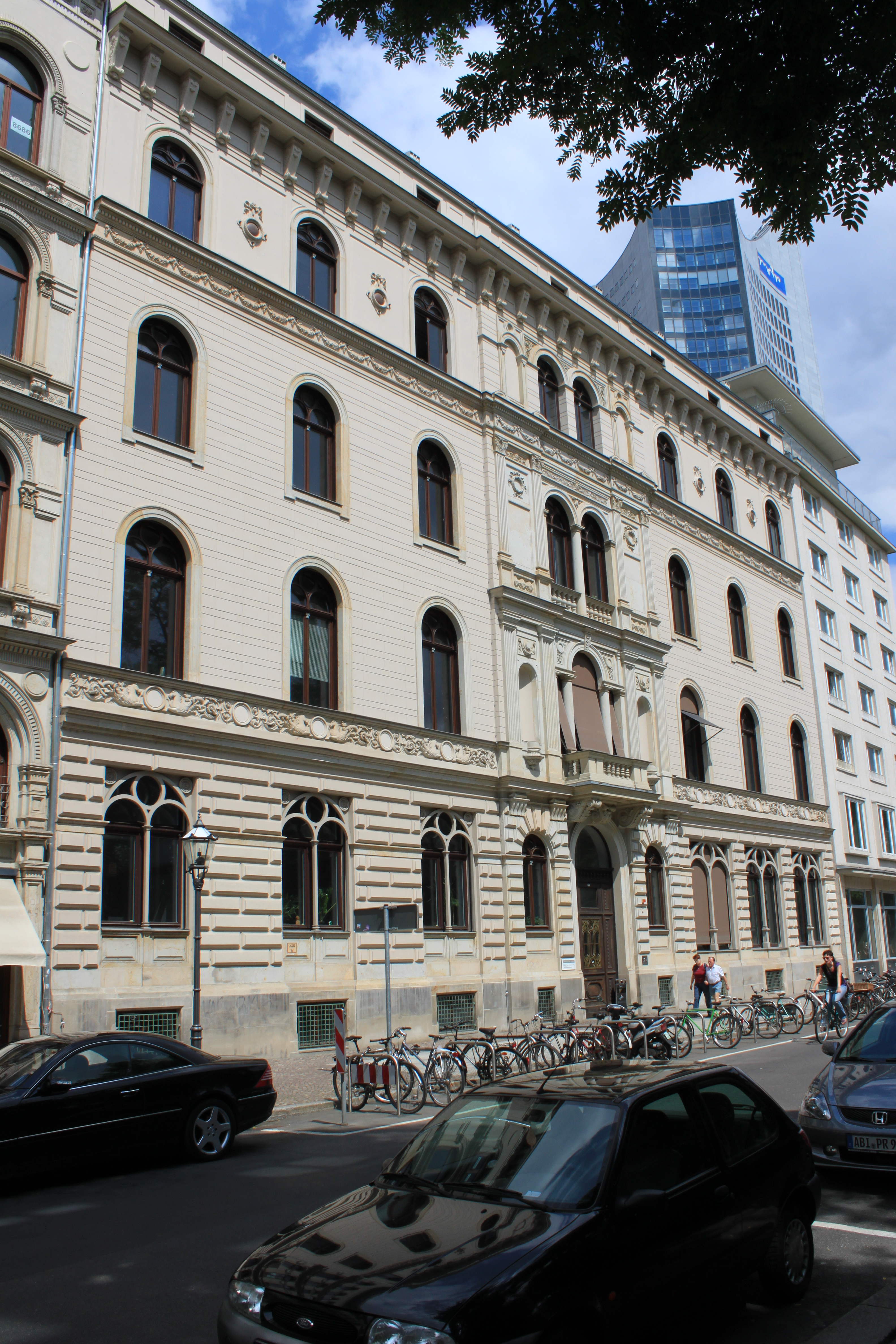
Die Schillerstraße 6 war zwischen 1951 und 2002 Standort des Museums

Auch die Etappe des Wiederaufbaus der Leipziger Ägyptologie ist mit dem Namen Siegfried Morenz verbunden. Zuerst als Assistent und Dozent, später als Ordinarius und Institutsdirektor sorgte er für eine neue Unterkunft im Erdgeschoss des Universitätsgebäudes Schillerstraße 6. In dessen Kellerräumen hatte weiterer ausgelagerter Sammlungsbestand die Angriffe überstanden. Dort gelang es ihm, 1951 mit einem Teil der sichergestellten und inzwischen zurückgekehrten Originale eine kleine Ausstellung aufzubauen.

„Wir haben nicht mehr alles, aber wir haben noch vieles, und nicht weniges davon ist gut.“

(Fazit Morenz, das er über die Rückführung der Gegenstände vor der Sächsischen Akademie der Wissenschaft zog)

Nach Morenz’ plötzlichem Tod 1970 bestand die Gefahr, dass der Museumsbestand auf andere Institute aufgeteilt würde. Morenz’ Mitarbeiterschaft setzte sich jedoch für den Erhalt der Sammlung ein. Durch verschiedene Studioausstellungen in Leipzig und Sonderausstellungen in Sachsen und Thüringen schaffte es die Gruppe innerhalb von kurzer Zeit, die Unentbehrlichkeit des Museums zu verdeutlichen und konnte eine Dauerausstellung in der Schillerstraße 6 am 12. Mai 1976 realisieren. Die Wiedereröffnung war nicht nur das Ende einer Arbeitsetappe, sondern bildete zugleich den Auftakt einer neuen. Ziel war es, das Erreichte zu festigen und auszubauen. Dies gelang Elke Blumenthal (1938–2022) und ihren Mitarbeitern und darüber hinaus auch die Förderung und der Ausbau des Ägyptologischen Instituts über die Zeit der Friedlichen Revolution und der Neuaufstellung der Universität Leipzig nach 1993.

### Das Museum seit 1990

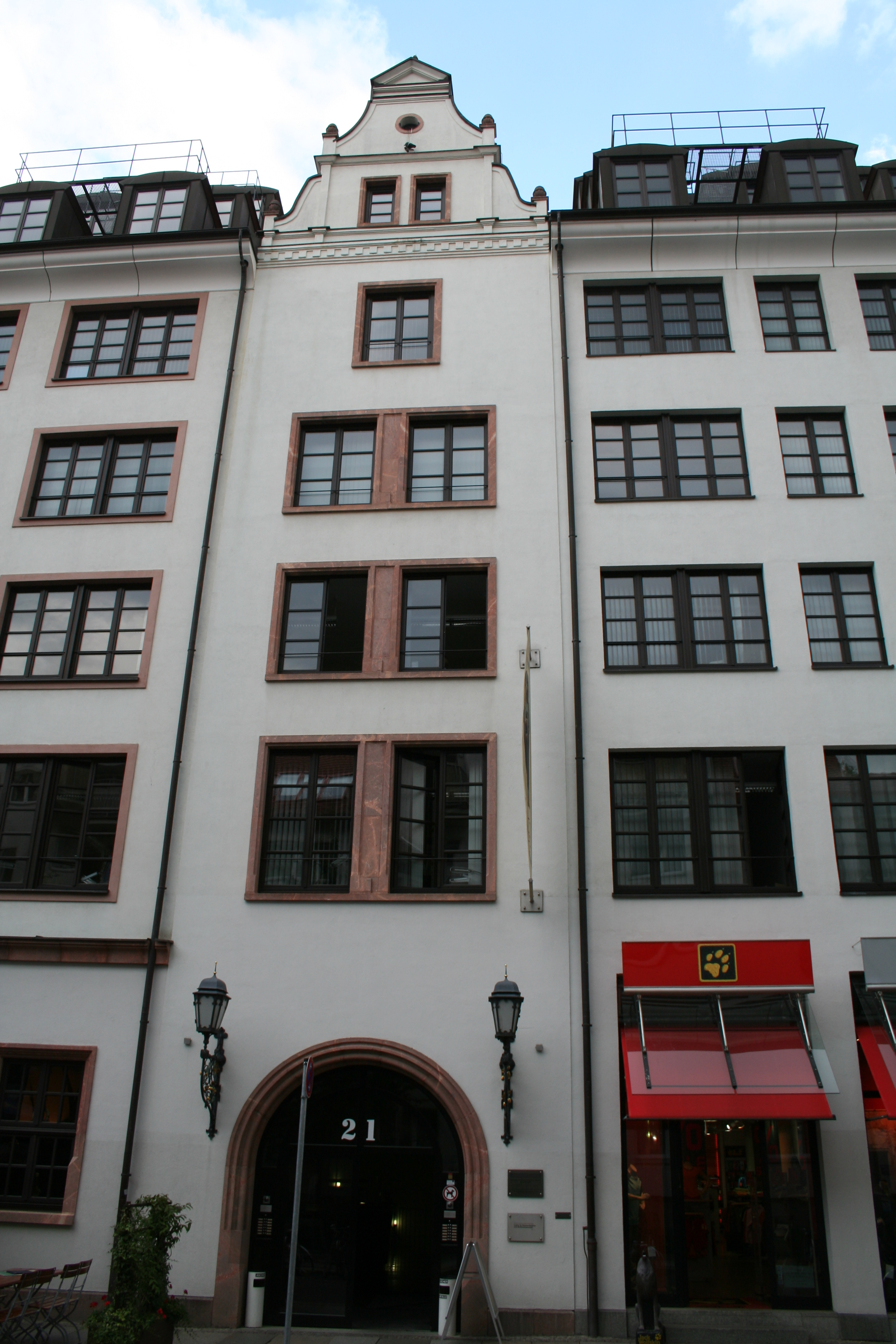
Interims-Standort zwischen 2003 und 2010 in der Burgstraße 21

Von 1999 bis 2020 führte Hans-Werner Fischer-Elfert (* 1954) das Ägyptologische Institut und das Museum, seit 2020 leitet Holger Kockelmann (* 1973) beide Institutionen. Im November 2002 musste das Museum seine bisherigen Räumlichkeiten in der Schillerstraße verlassen und in einen Interims-Standort in der Burgstraße 21 umziehen. Die Wiedereröffnung fand im Februar 2003 statt. Im April 2010 erfolgte schließlich der Umzug an den neuen, dauerhaften Standort im Krochhochhaus am Augustusplatz, wo die neue Dauerausstellung im Juni 2010 eingeweiht wurde.
Auf Beschluss des Berliner Verwaltungsgerichts vom 26. Mai 2011 musste die Universität Leipzig den Teil der 1936 von Georg Steindorff an die Universität zum Verkauf angebotenen Stücke an die Jewish Claims Conference übertragen, da es das Gericht als erwiesen ansah, dass Steindorff die Stücke unter Wert an die Universität verkaufte und ein Zwang aufgrund der damaligen Rechtssituation jüdischer Bürger nicht ausgeschlossen werden konnte. Die Universität Leipzig hat im Anschluss hieran den verfolgungsbedingten Entzug der Privatsammlung von Georg Steindorff anerkannt. In einer außergerichtlichen Einigung übertrug die Jewish Claims Conference am 22. Juni 2011, ganz im Sinne des in den USA lebenden Enkels Thomas Hemer, der sich für den Verbleib der Stücke in Leipzig eingesetzt hatte, das Eigentum in vollem Umfang an die Universität zurück. Die Universität wiederum verpflichtete sich, dem Andenken von Georg Steindorff an prominenter Stelle im Museum Platz zur Verfügung zu stellen und gerade auch bei Führungen für Kinder und Jugendliche auf das Schicksal der Familie von Georg Steindorff, dessen Schwester 1942 in Bernburg vergast worden war, hinzuweisen. Die Steindorff-Sammlung kann somit in Leipzig verbleiben und weiterhin im Sinne ihres Gründers für die akademische Lehre und die interessierte Öffentlichkeit genutzt werden.

### Kustoden der Sammlung
- Renate Krauspe (1978–1999)
- Friederike Seyfried (1999–2009)
- Dietrich Raue (2010–2022)
- Jana Helmbold-Doyé (seit 2023)

## Die Sammlung

### Vorgeschichtliche und vordynastische Zeit
Der vorgeschichtliche Teil der Leipziger Sammlung deckt einen Zeitraum ab, der vom Paläolithikum bis zur Staatswerdung Ägyptens in vordynastischer Zeit reicht. Die ältesten Stücke stellen Faustkeile und Pfeilspitzen aus Chalcedon dar, die alle von unbekannter Herkunft sind. Ein Großteil der vordynastischen Ausstellungsstücke wurden vom Egypt Exploration Fund in London erworben und stammt aus Grabungen William Matthew Flinders Petries in Naqada und Tarchan. Ein kleinerer Teil stammt aus dem Kunsthandel, aus Grabungen der Deutschen Orientgesellschaft in Abusir el-Meleq und aus Leipziger Grabungen in Qau el-Kebir. Bei den Funden handelt es sich unter anderem um Keulenköpfe, Schminkpaletten und Amulette. Einen Schwerpunkt stellen aber Keramik- und Steingefäße dar, die einen breiten Überblick über das Formen- und Dekorspektrum der vordynastischen Keramik, vor allem der Naqada-Kultur, geben.

Funde der vorgeschichtlichen und vordynastischen Zeit
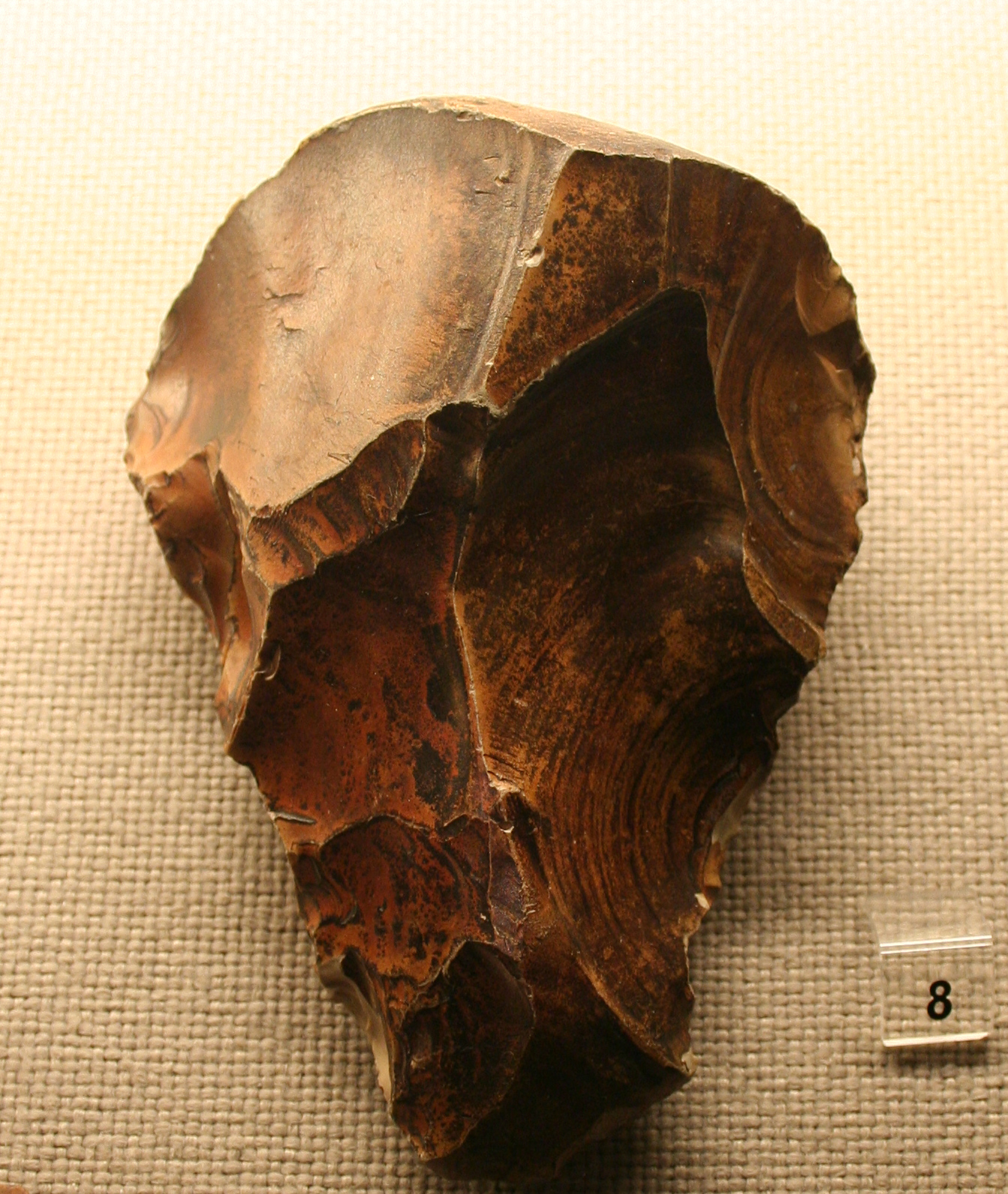
Faustkeil, Fundort unbekannt
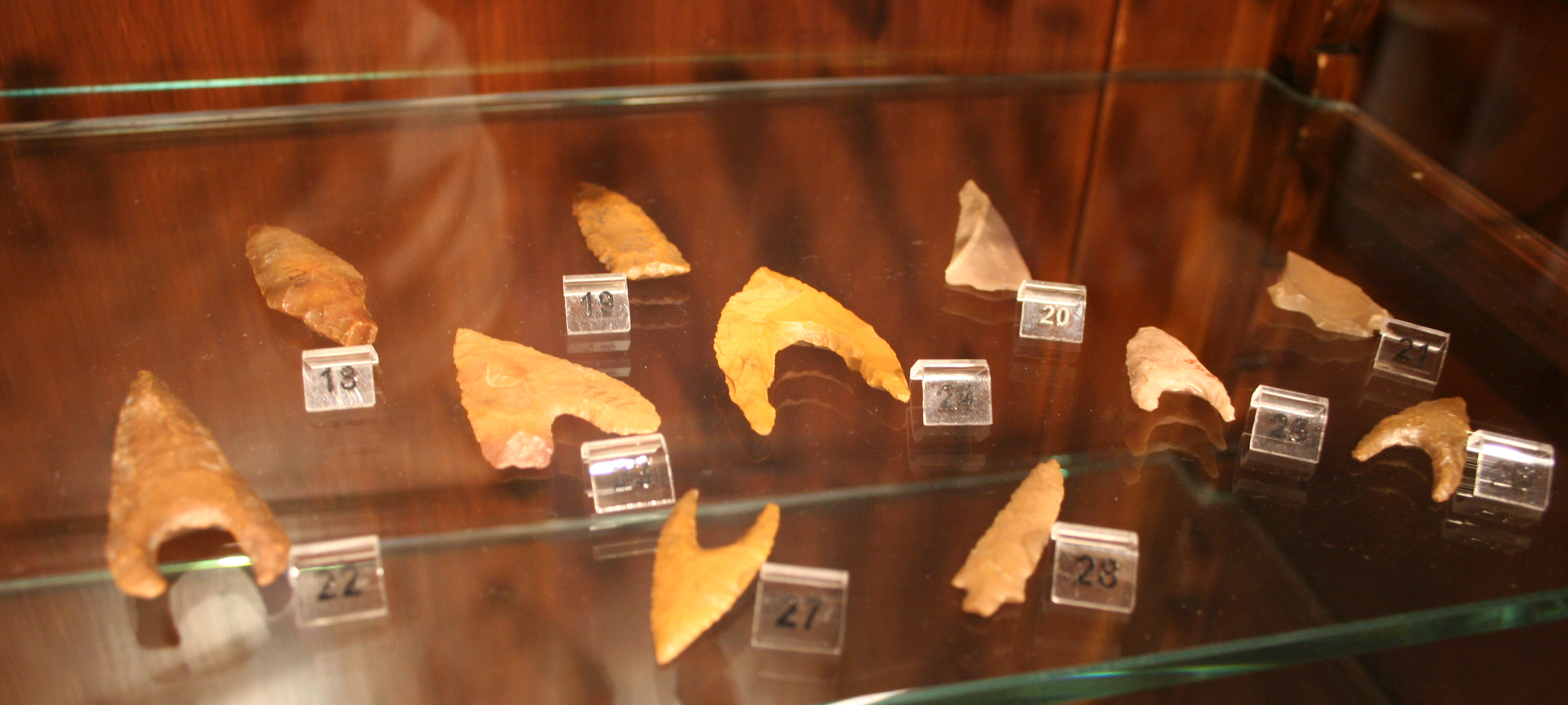
Pfeilspitzen, Fundort unbekannt
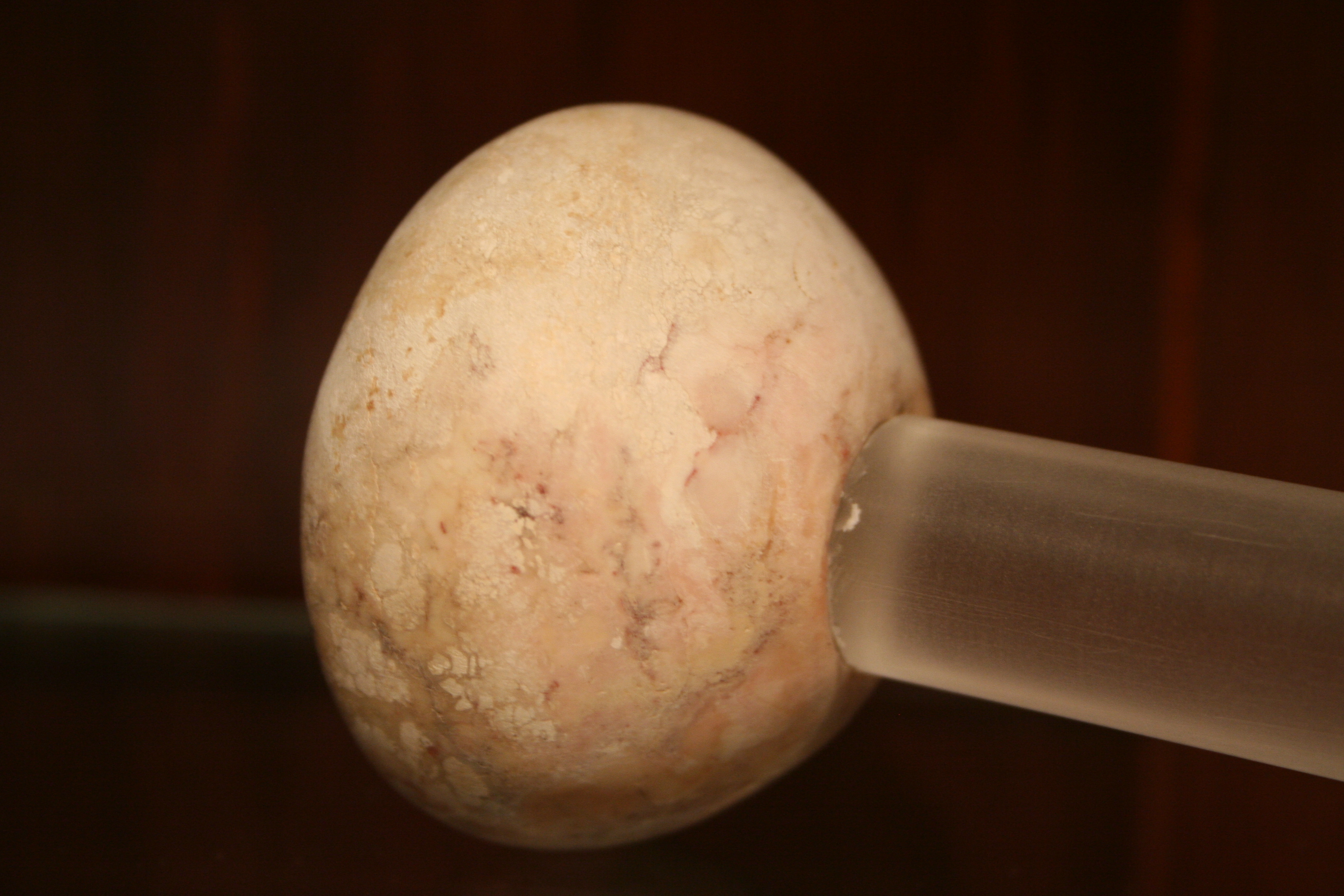
Keulenkopf, Naqada
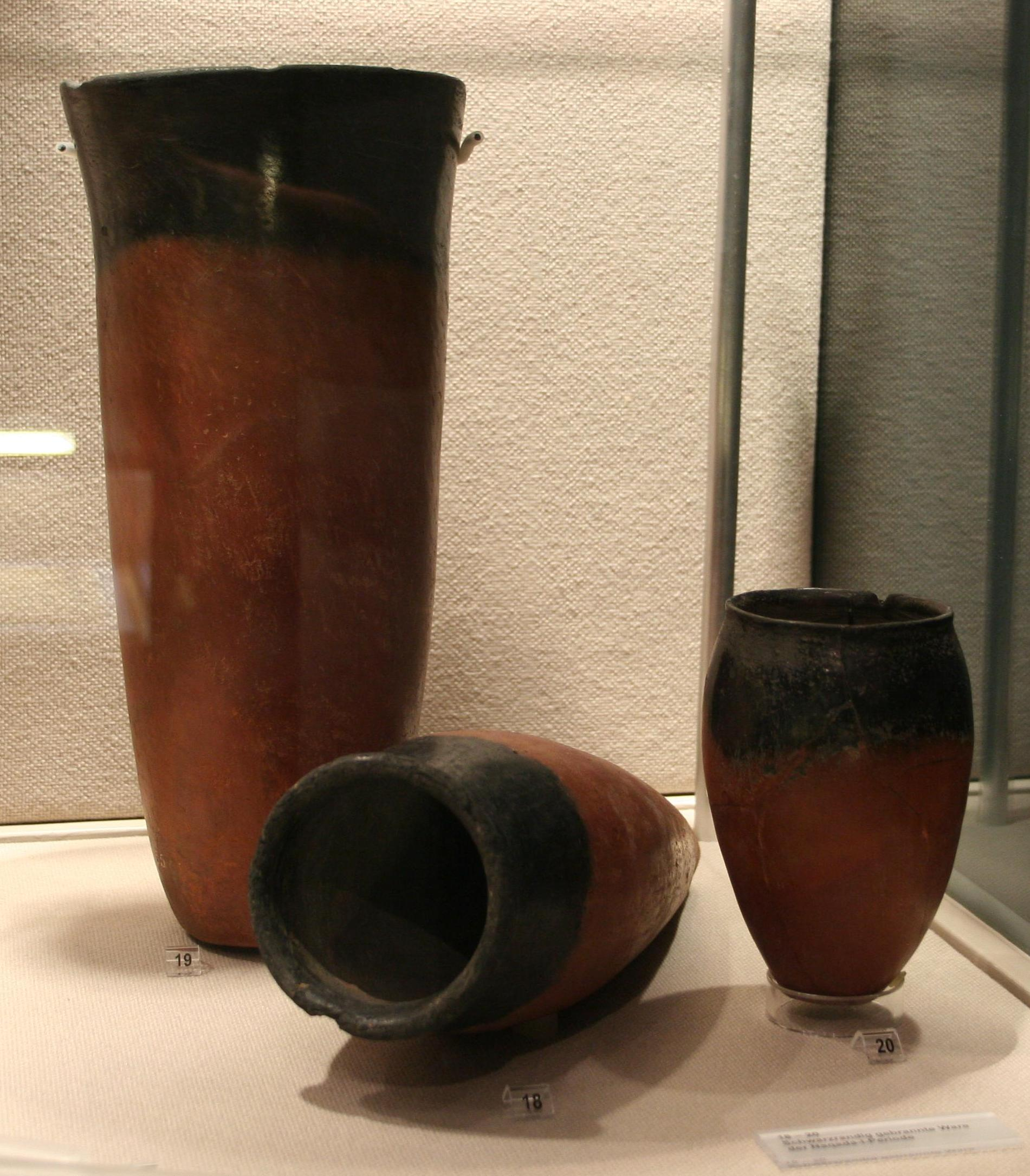
Keramik-Gefäße, (Naqada I), Naqada
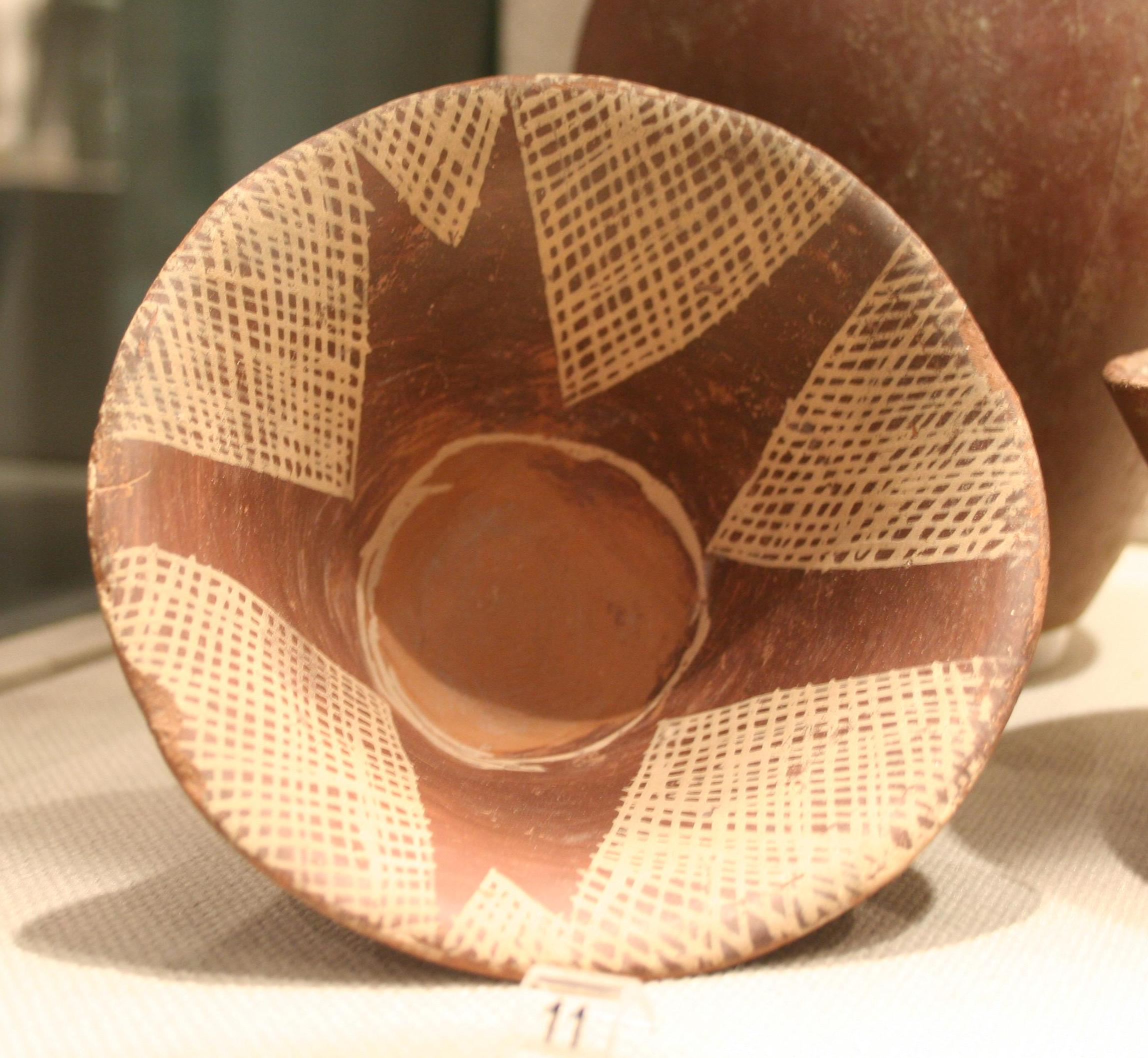
Schale (Naqada I), Fundort unbekannt
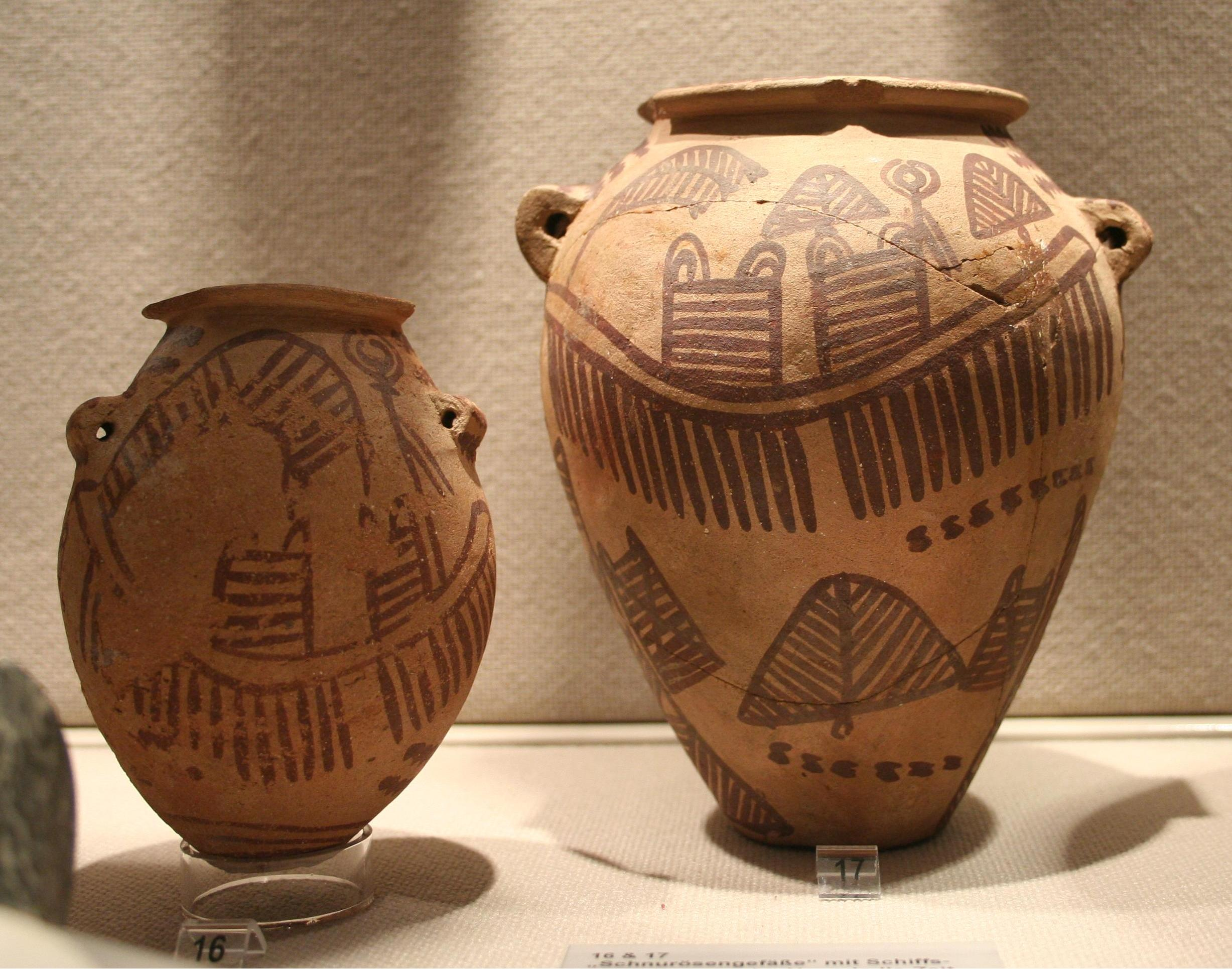
Keramik-Gefäße, (Naqada II), Fundort unbekannt
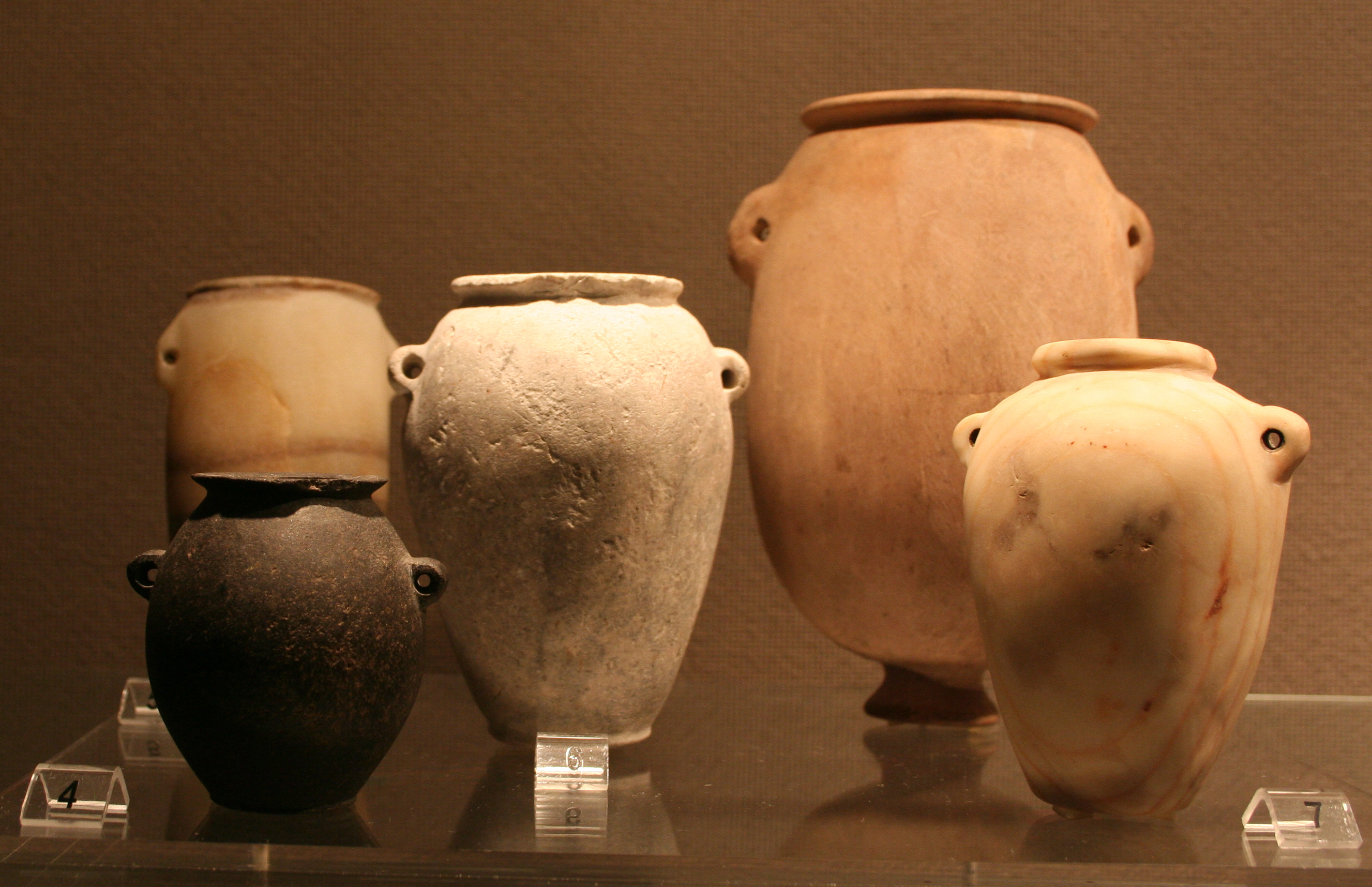
Stein-Gefäße, (Prädynastik), Naqada, Nawaura und Fundort unbekannt

### Frühdynastische Zeit
Die meisten Stücke aus frühdynastischer Zeit stammen von Grabungen der Deutschen Orientgesellschaft in Abusir. Einige Stücke stammen aber auch aus Abydos, Tarchan und Tura oder aus dem Kunsthandel. Den Schwerpunkt bilden hier Stein-Gefäße, darunter auch ein Stück aus Metagrauwacke, das eine Inschrift aufweist, die den Besitzer des Gefäßes als einen Sem-Priester der Neith mit dem Namen Tet identifiziert. Weitere frühdynastische Fundstücke sind Spielsteine, Schmuckstücke, Löffel, Rollsiegel, Messer und Pfeilspitzen aus Chalcedon sowie eine Harpunenspitze und eine Beilklinge aus Kupfer.

Funde der frühdynastischen Zeit
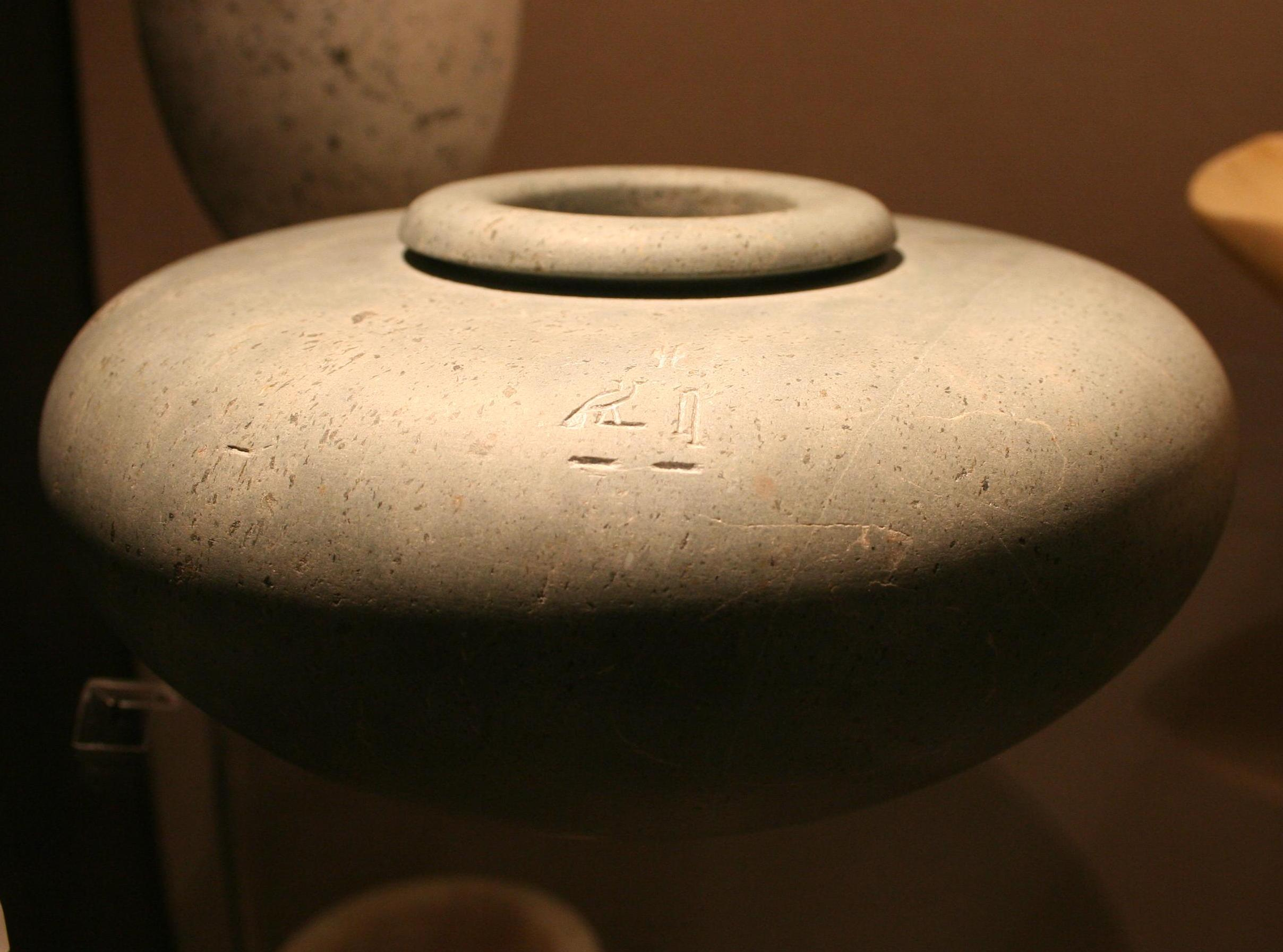
Stein-Gefäß des Priesters Tet, Abusir
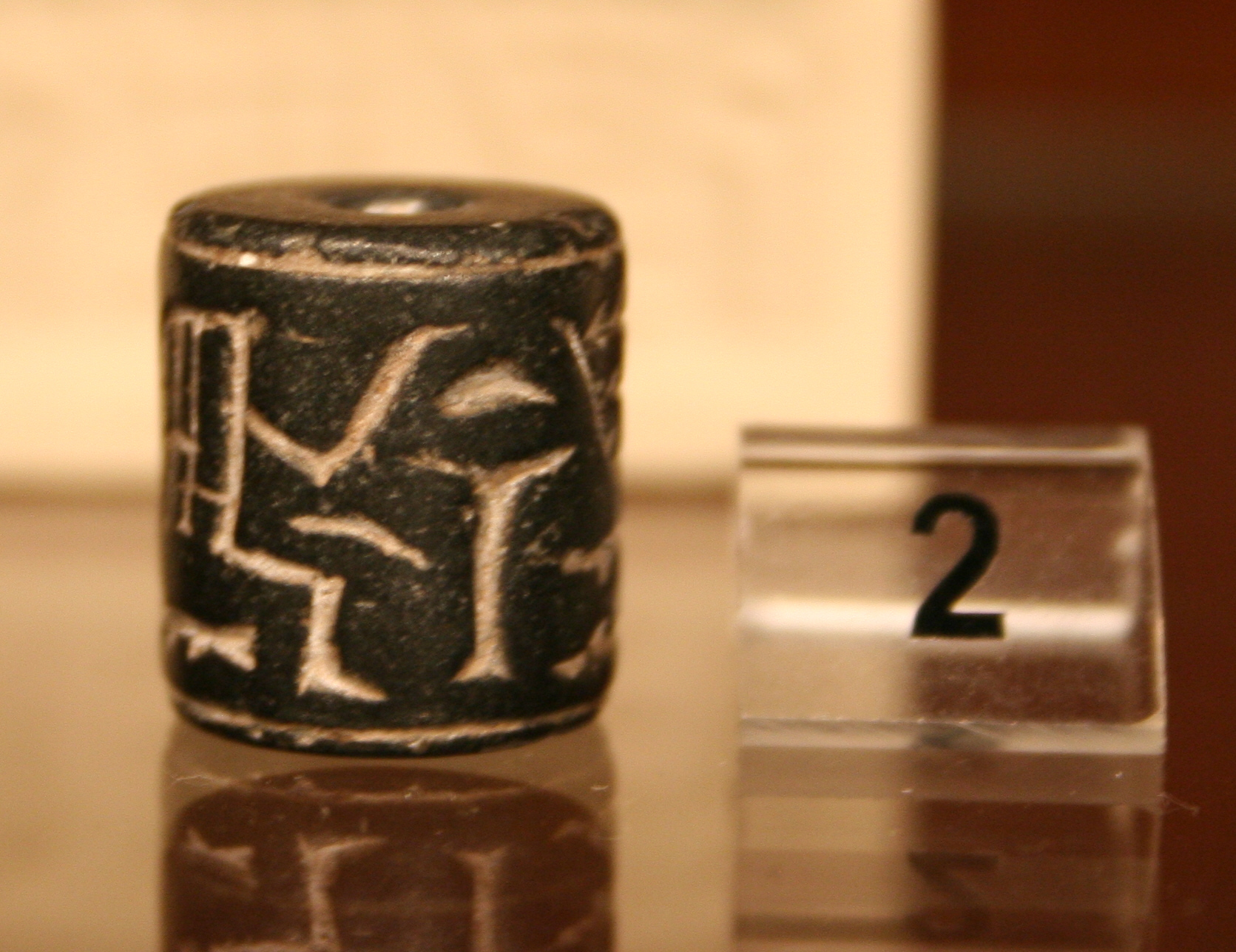
Rollsiegel, Fundort unbekannt
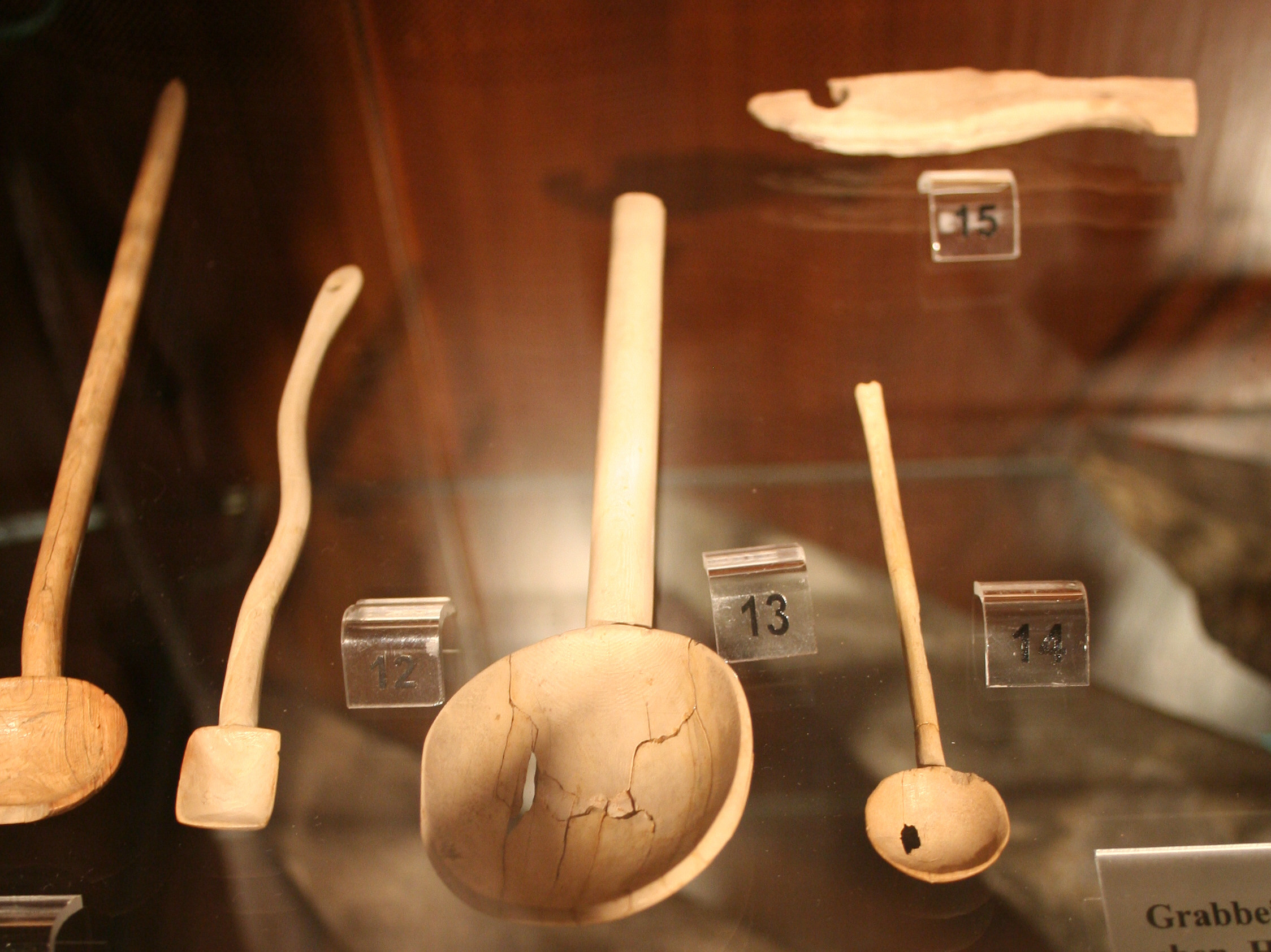
Elfenbein-Löffel, Tarchan, Abusir und Abusir el-Meleq

### Altes Reich und Erste Zwischenzeit
Einen bedeutenden Teil der Leipziger Sammlung machen Fundstücke aus, die zwischen 1903 und 1906 bei Grabungen auf dem Westfriedhof der Nekropole von Gizeh entdeckt wurden. Hierbei wurden zahlreiche Mastaba-Gräber der 4. bis 6. Dynastie untersucht. Nach der Fundteilung mit dem Roemer- und Pelizaeusmuseum in Hildesheim und dem Ägyptischen Museum in Kairo gelangten mehrere Grabensembles komplett oder teilweise nach Leipzig. Bedeutende Funde stellen etwa zahlreiche Statuen der Grabbesitzer dar, wie die beiden Standfiguren des Nikauchnum und des Nikauchnum und seiner Gemahlin, oder die Sitzfigur des Memi. Aus der Mastaba D 208 stammen eine aus Granit gefertigte Schreiberfigur des Neferihi sowie der Grabschmuck seiner Gemahlin bestehend aus einem Diadem aus Kupfer mit Blattgold-Beschichtung und hölzernen Ornamenten sowie einem Halskragen, einer Kette und zwei Fußbändern aus Keramikperlen. Aus mehreren Gräbern, vor allem aber aus der Mastaba des Djascha, stammen Dienerfiguren, die Männer und Frauen beim Speichern und Mahlen von Korn, beim Brauen von Bier und beim Kochen zeigen.
1926 und 1927 beteiligte sich die Universität Leipzig noch einmal als Geldgeber an österreichischen Grabungen auf dem Westfriedhof und erhielt dafür im Gegenzug weitere Fundstücke zugesprochen, darunter die Statuengruppe des Iaiib und der Chuaut und der Sarkophag des kleinwüchsigen Beamten Seneb.

Funde vom Westfriedhof in Gizeh
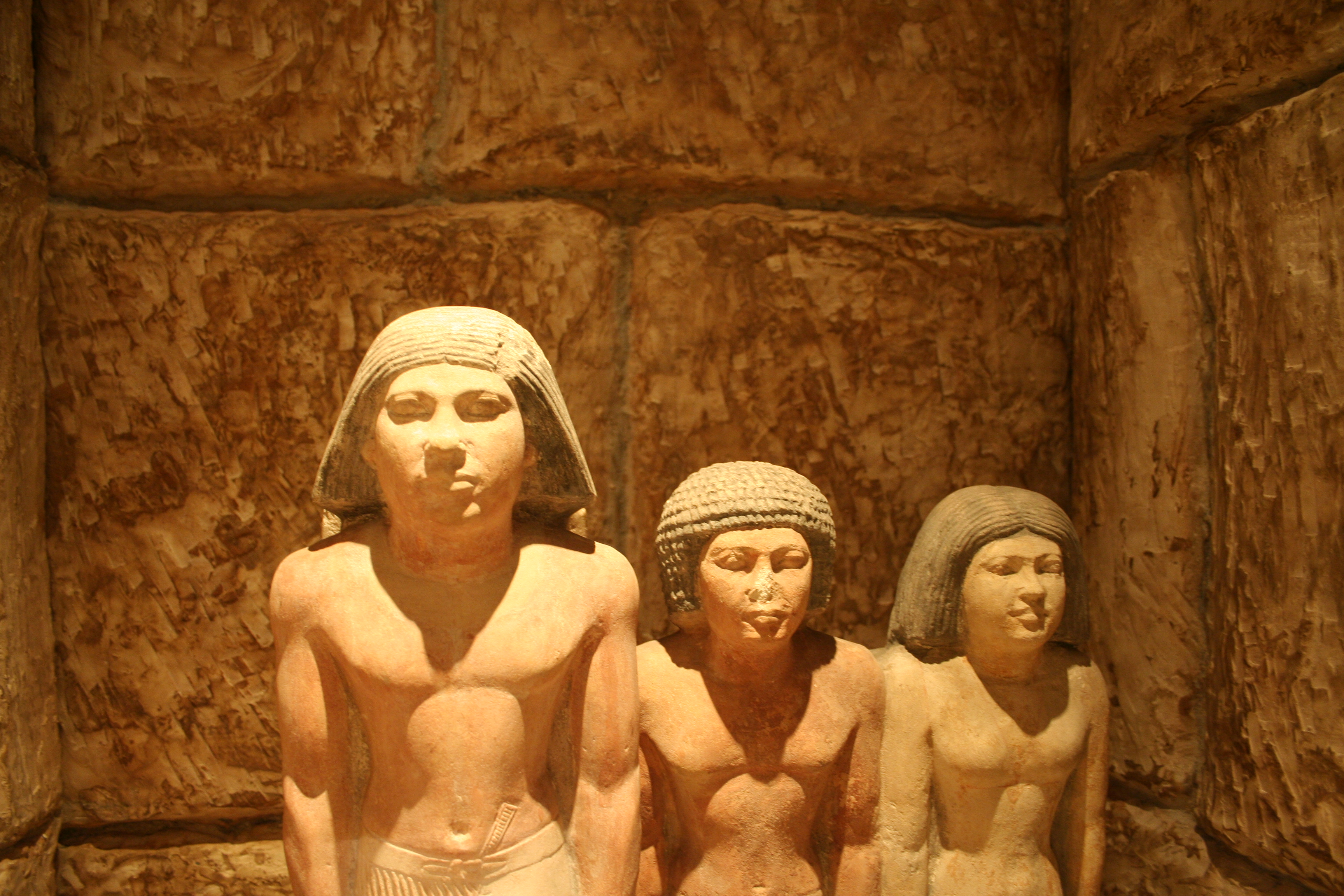
Statuen des Nikauchnum und seiner Gemahlin, Mastaba D 208
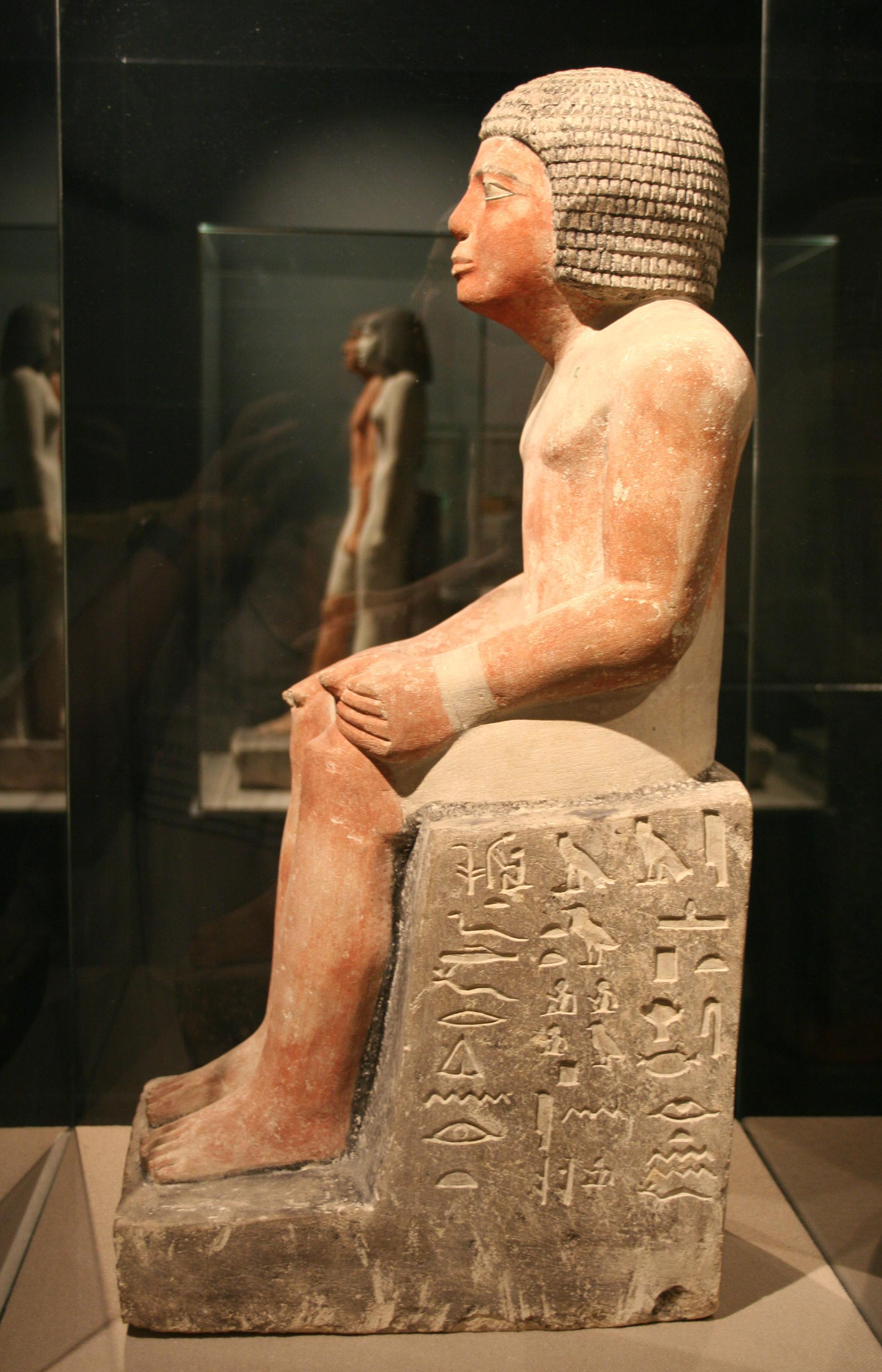
Statue des Memi, Mastaba D 32 A
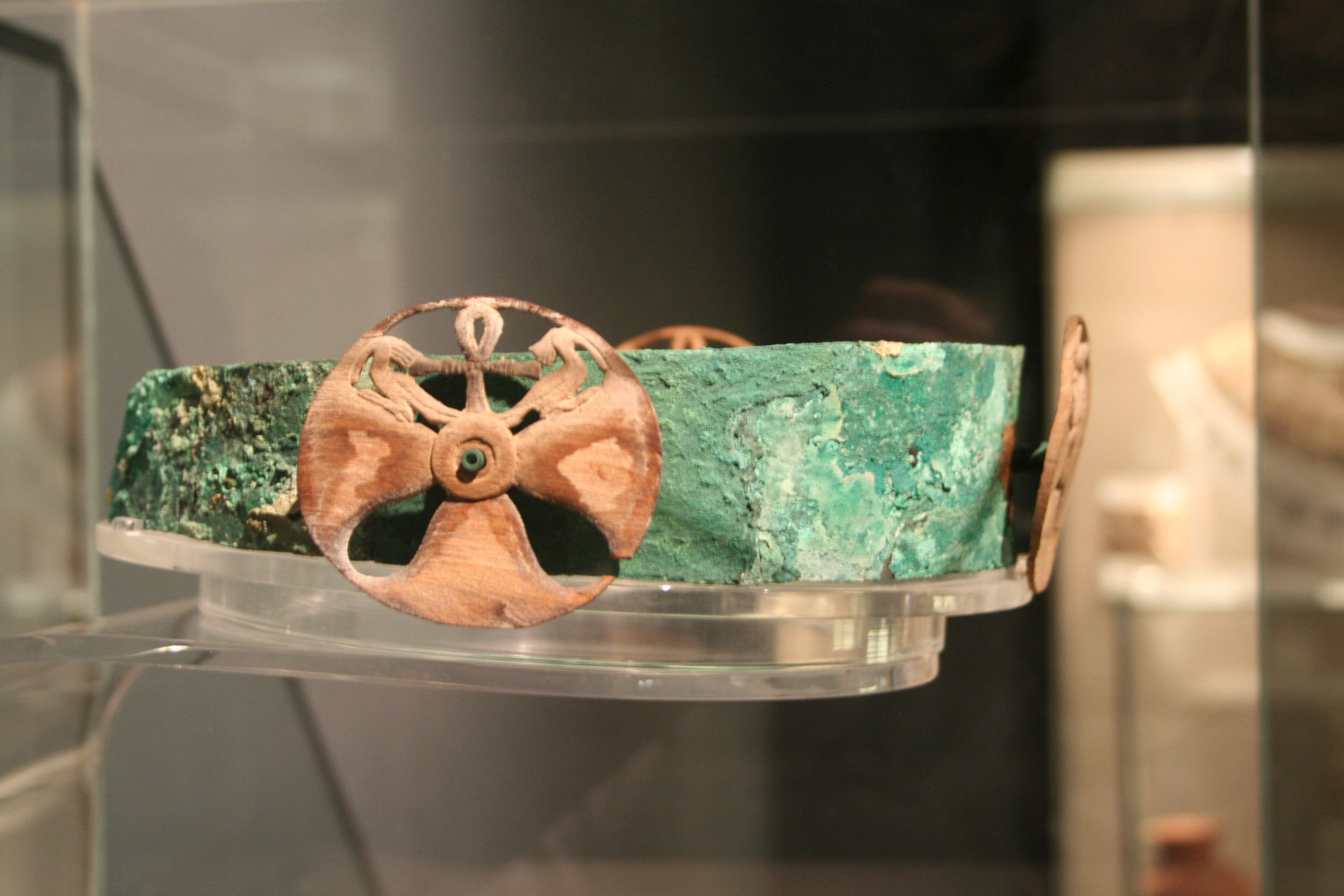
Diadem, Mastaba D 208
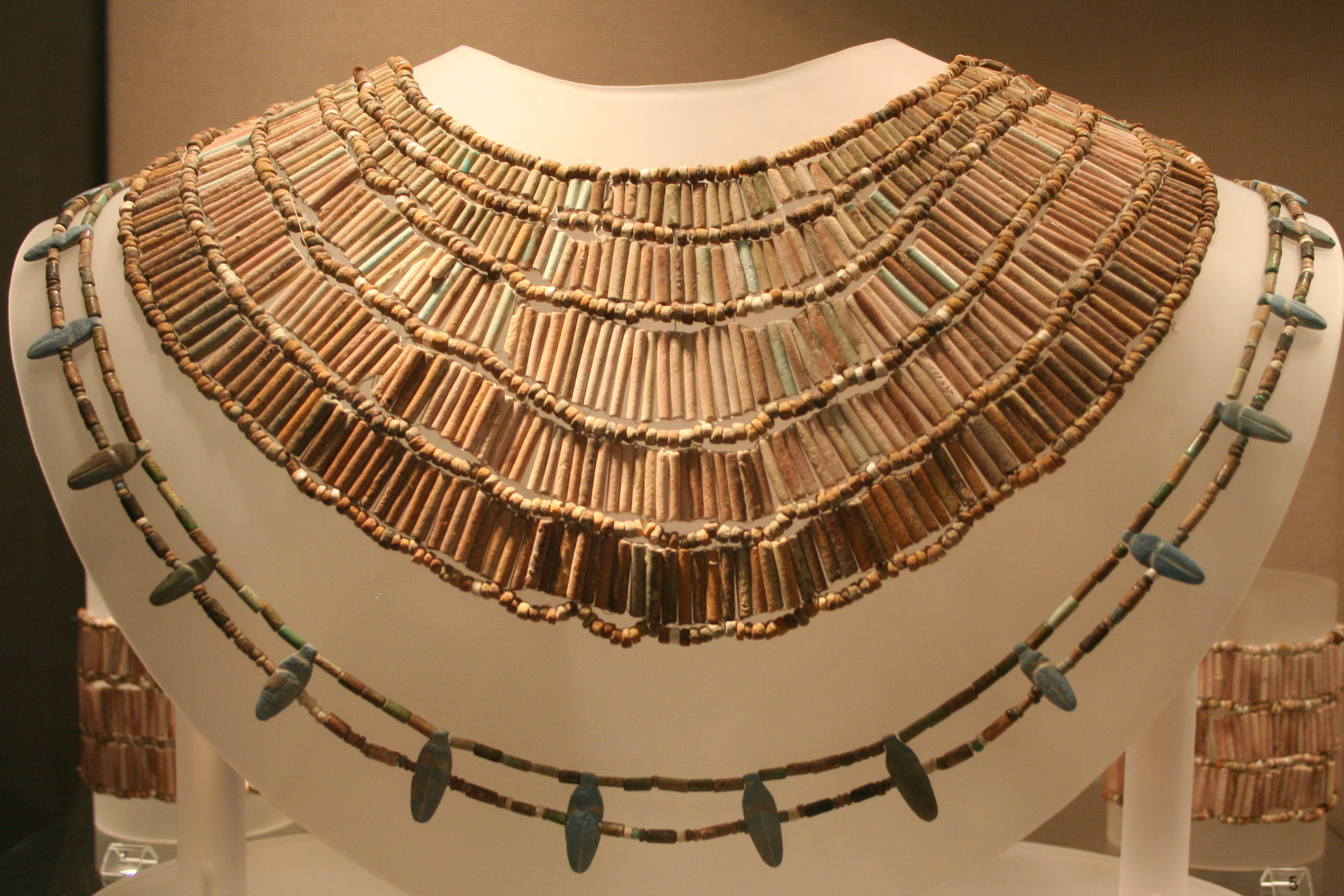
Halskragen und Kette, Mastaba D 208
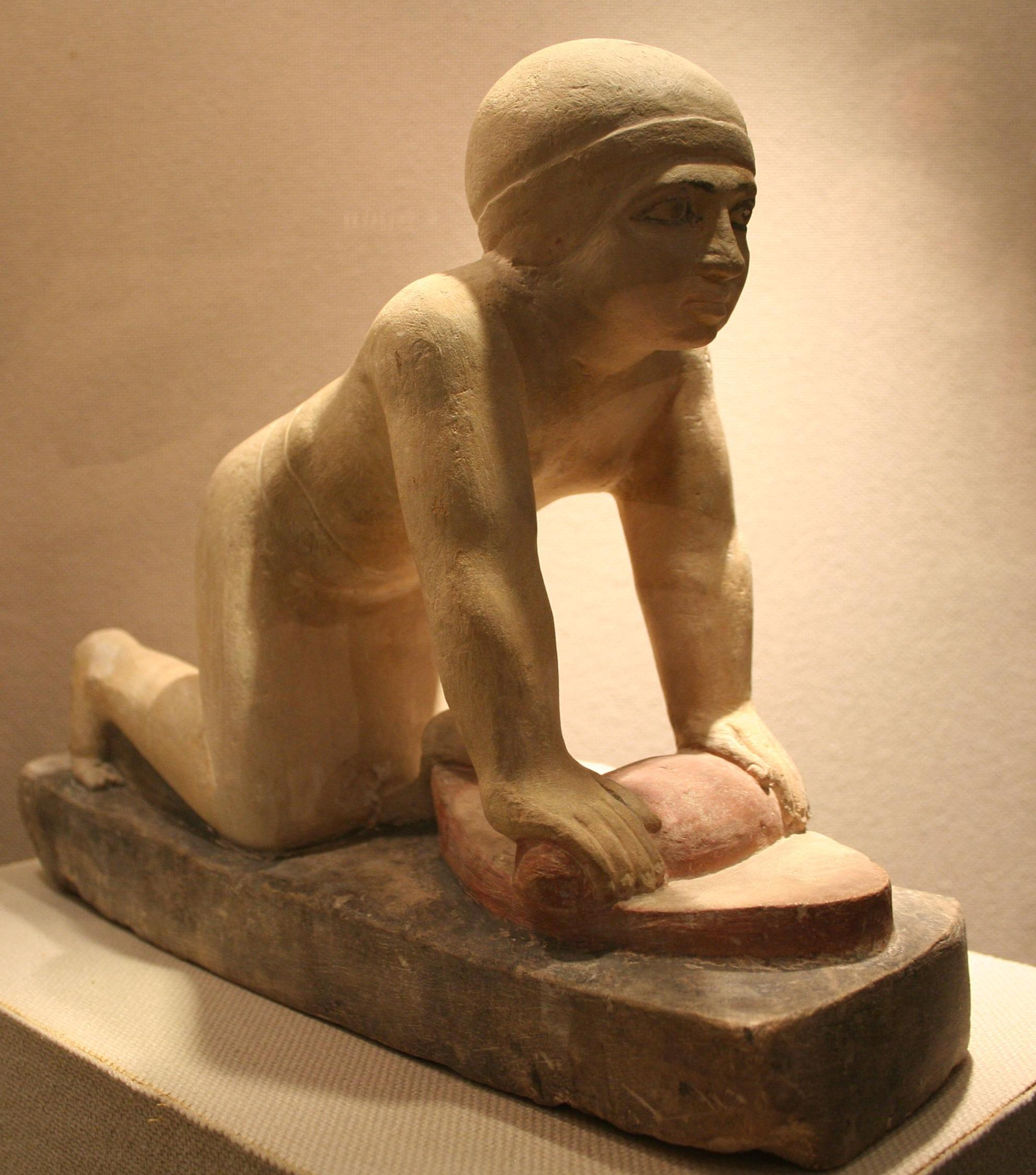
Dienerfigur, Mastaba D 29

1910 wandten sich die Leipziger Grabungen dem Taltempel der Chephren-Pyramide zu. Von hier stammen bedeutende Statuenfunde, allen voran zahlreiche Fragmente von Statuen des Chephren. Nach Leipzig gelangten unter anderem vier Köpfe kleinerer Königs-Statuen. Der erste (Inv.-Nr. 1945) besteht aus anorthosischem Gneis und hat eine Höhe von 17,2 Zentimeter. Der König trägt einen Kinnbart sowie das königliche Kopftuch, das aber nur noch in Resten erhalten ist. Der Statuenkopf weist sehr individuelle Gesichtszüge auf und zählt zu den Prunkstücken der Leipziger Sammlung. Ein zweites Stück (Inv.-Nr. 1946) zeigt Chephren im gleichen Ornat. Es besteht aus Metagrauwacke und ist 9 Zentimeter hoch. Das Kopftuch ist hier fast vollständig erhalten, ebenso wie die rechte Schulter. Die beiden letzten Stücke (Inv.-Nr. 1947 und 1948). sind aus Kalkstein gefertigt und zeigen den König mit der roten Krone von Unterägypten. Das erste misst 8 Zentimeter und besitzt Augen, deren Iris einst aus Feuerstein eingelegt war. Die Augenlider wiesen ursprünglich einen Kupferbelag auf. Beim zweiten Stück ist auch der Oberkörper teilweise erhalten, es weist jedoch starke Beschädigungen auf. Der König ist im Ornat des Jubiläumsfestes dargestellt. Auch hier weisen die Augenlider Reste eines Kupferbelages auf. Darüber hinaus ist das Leipziger Museum noch im Besitz einiger kleinerer Bruchstücke weiterer Chephren-Statuen. Weitere Funde aus dem Tempelbezirk sind der aus Kalkstein gefertigte Statuenkopf einer Königin sowie mehrere Keulenköpfe mit dem Namenszug des Chephren.

Funde aus dem Taltempel der Chephren-Pyramide in Gizeh
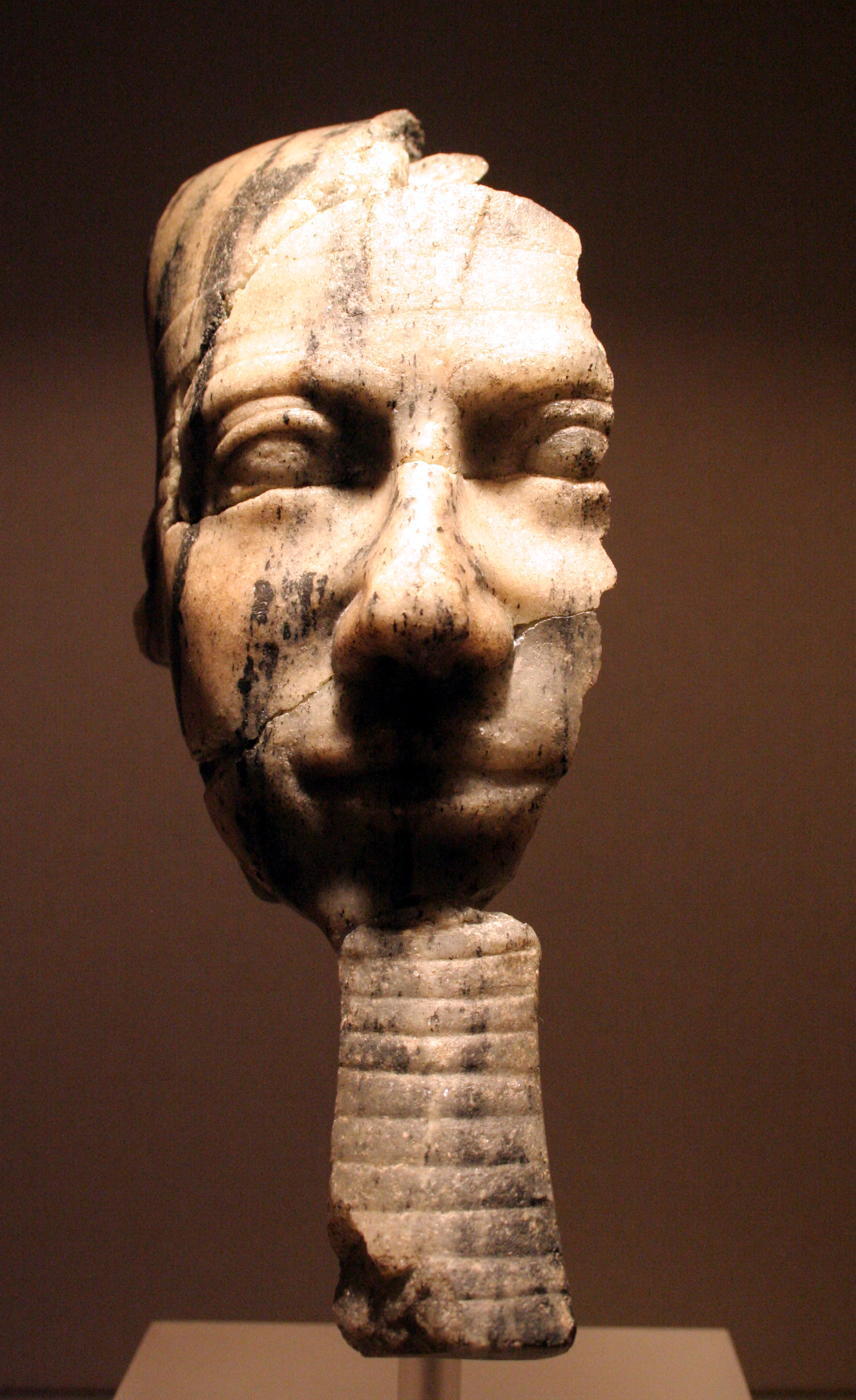
Kopf einer Statue des Chephren
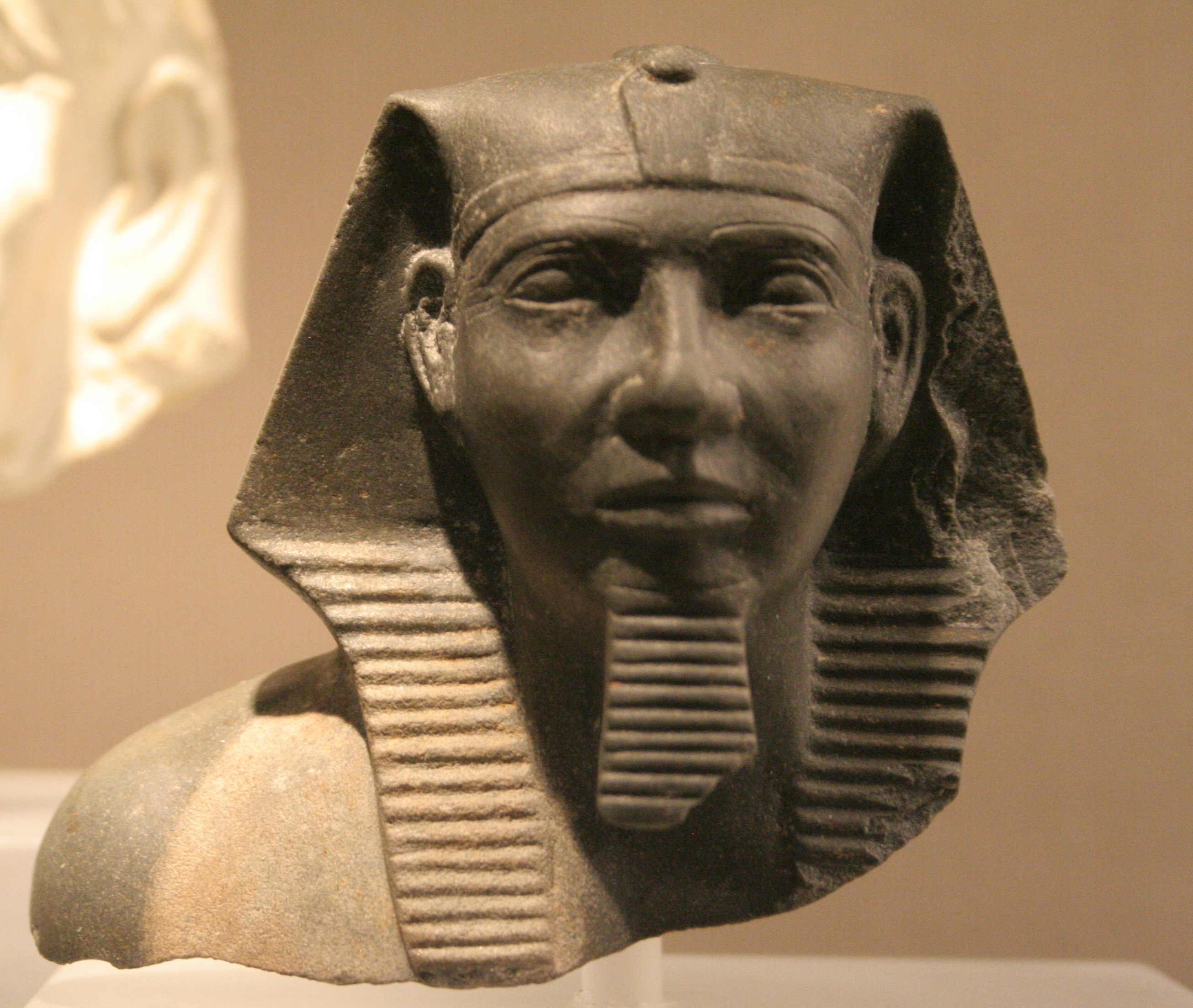
Kopf einer Statue des Chephren
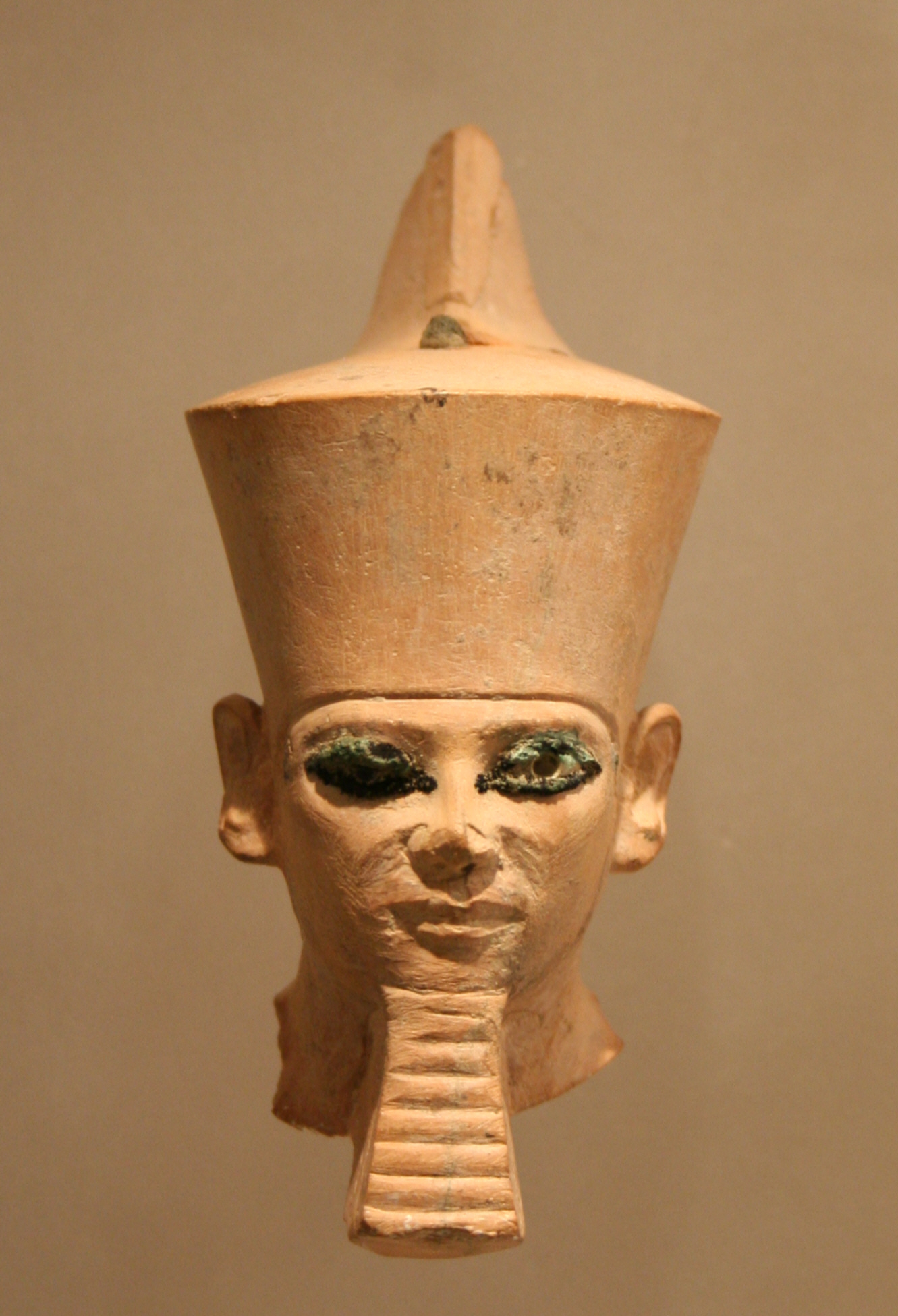
Kopf einer Statue des Chephren
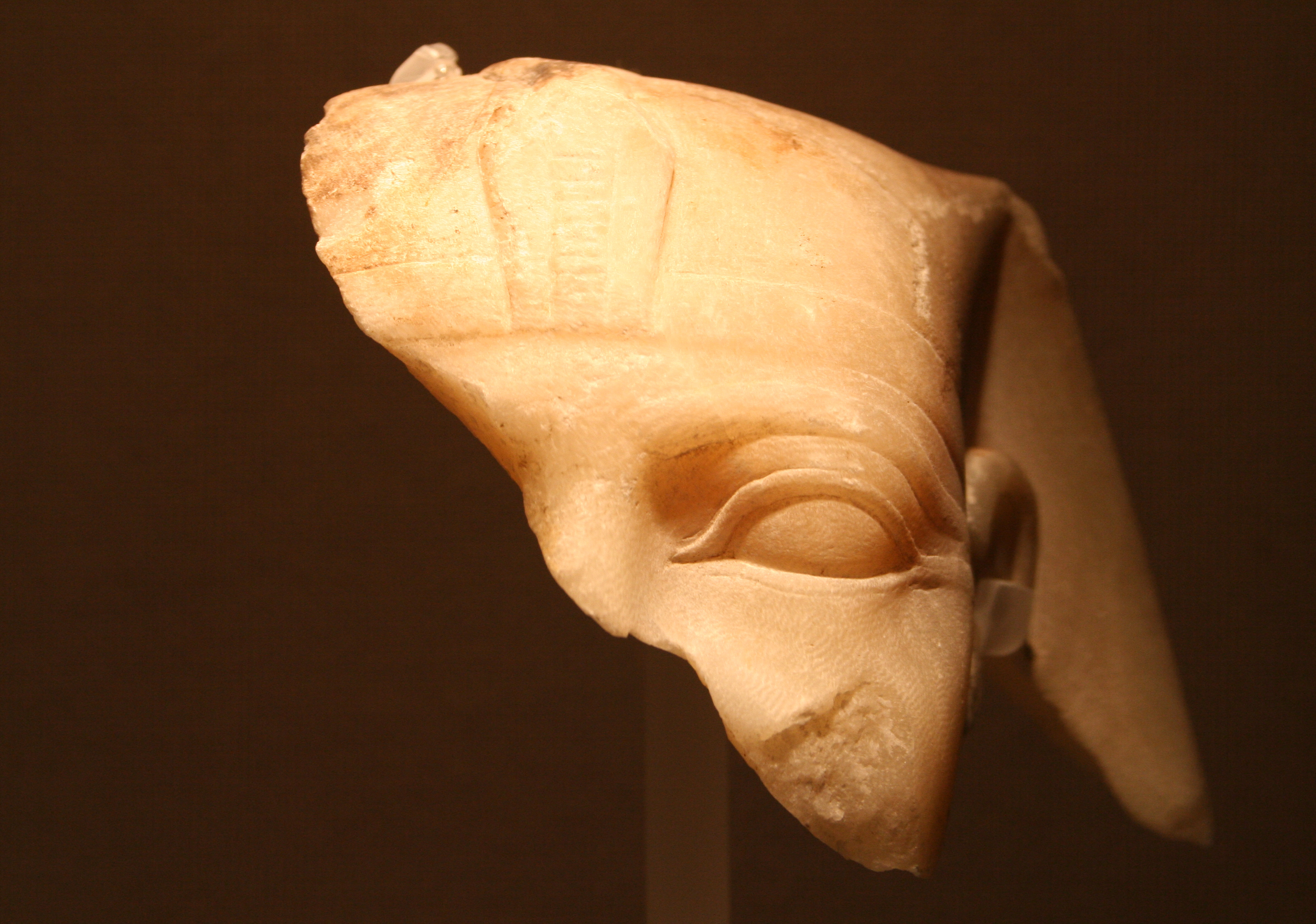
Fragment einer Statue des Chephren
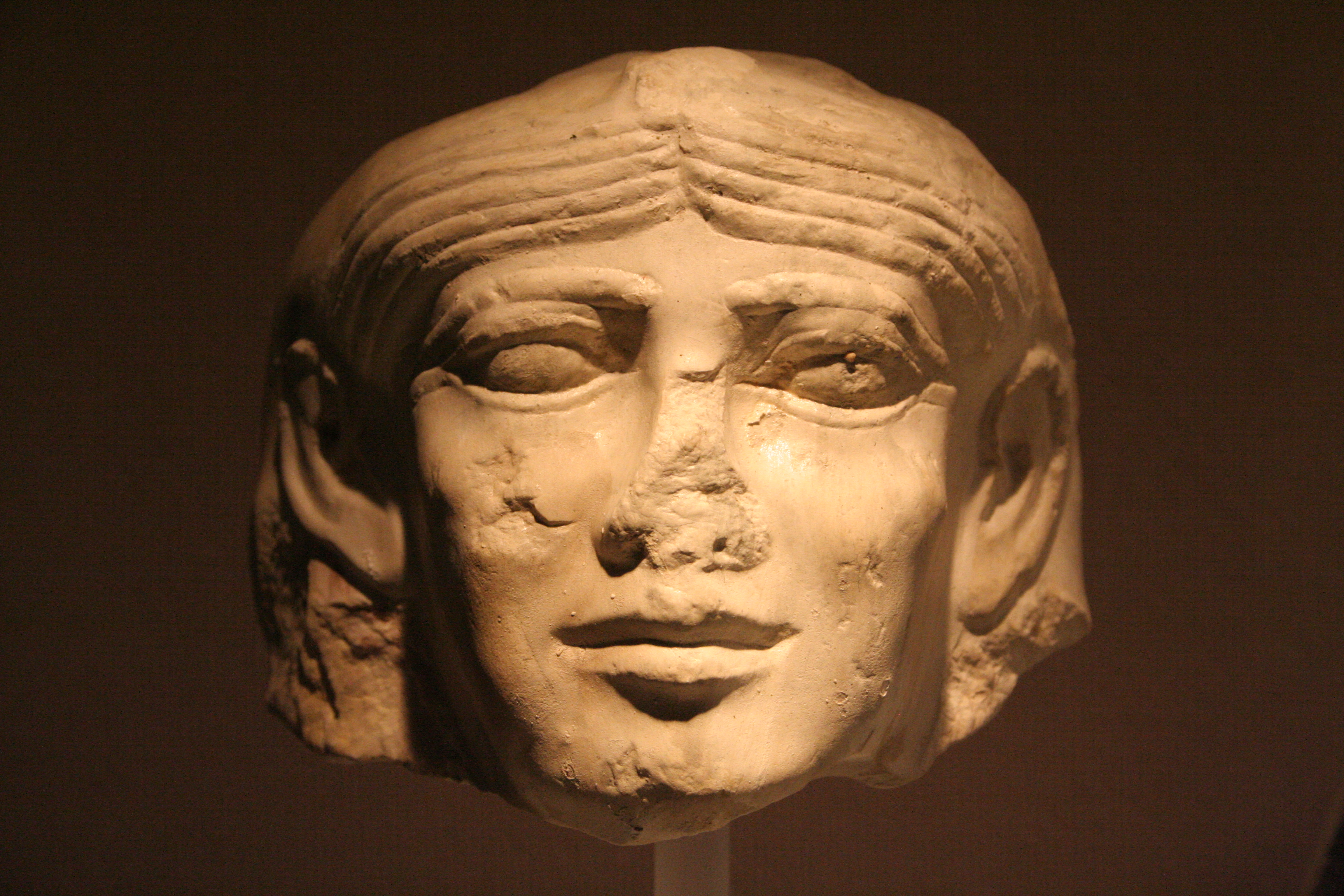
Kopf der Statue einer Königin

Weitere Stücke aus dem Alten Reich stammen von Grabungen der Deutschen Orientgesellschaft in Abusir. Hierbei handelt es sich hauptsächlich um Teile von Wandreliefs und das Oberteil einer Scheintür. Ebenfalls aus Abusir stammt die Grabausstattung des Herischefhotep aus der Ersten Zwischenzeit. Es handelt sich um eines der wenigen annähernd vollständigen Grabensembles aus dieser Zeit und umfasst den inneren Sarg des Herischefhotep aus bemaltem Holz, die Mumienmaske und Mumienbinden, mehrere Bögen und Stöcke, eine Kopfstütze, Sandalen, eine hölzerne Statue des Verstorbenen, eine hölzerne, weibliche Dienerfigur, ein Küchenhofmodell, ein Kornspeichermodell sowie vier Bootsmodelle.

Funde aus Abusir
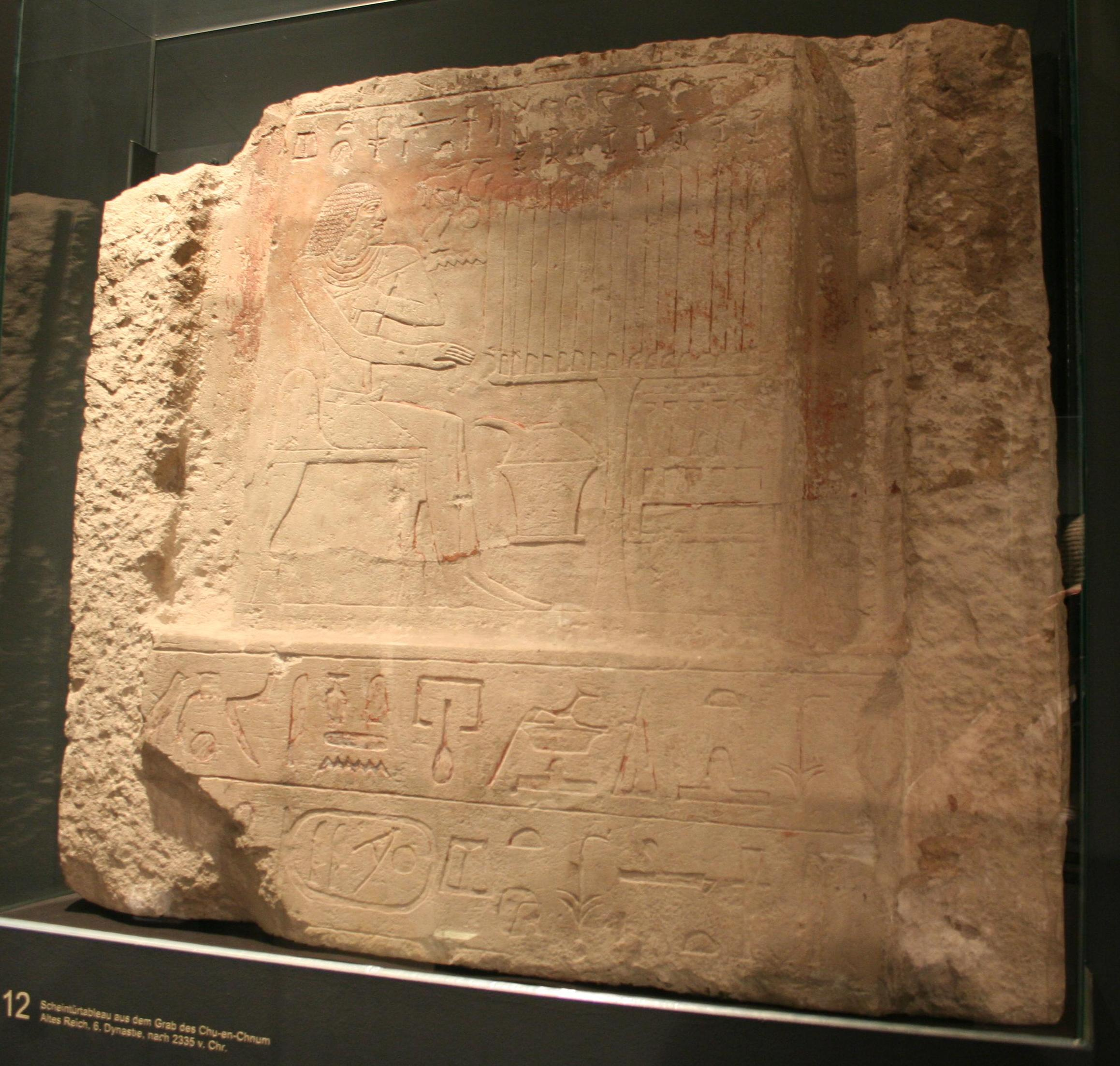
Oberer Teil einer Scheintür
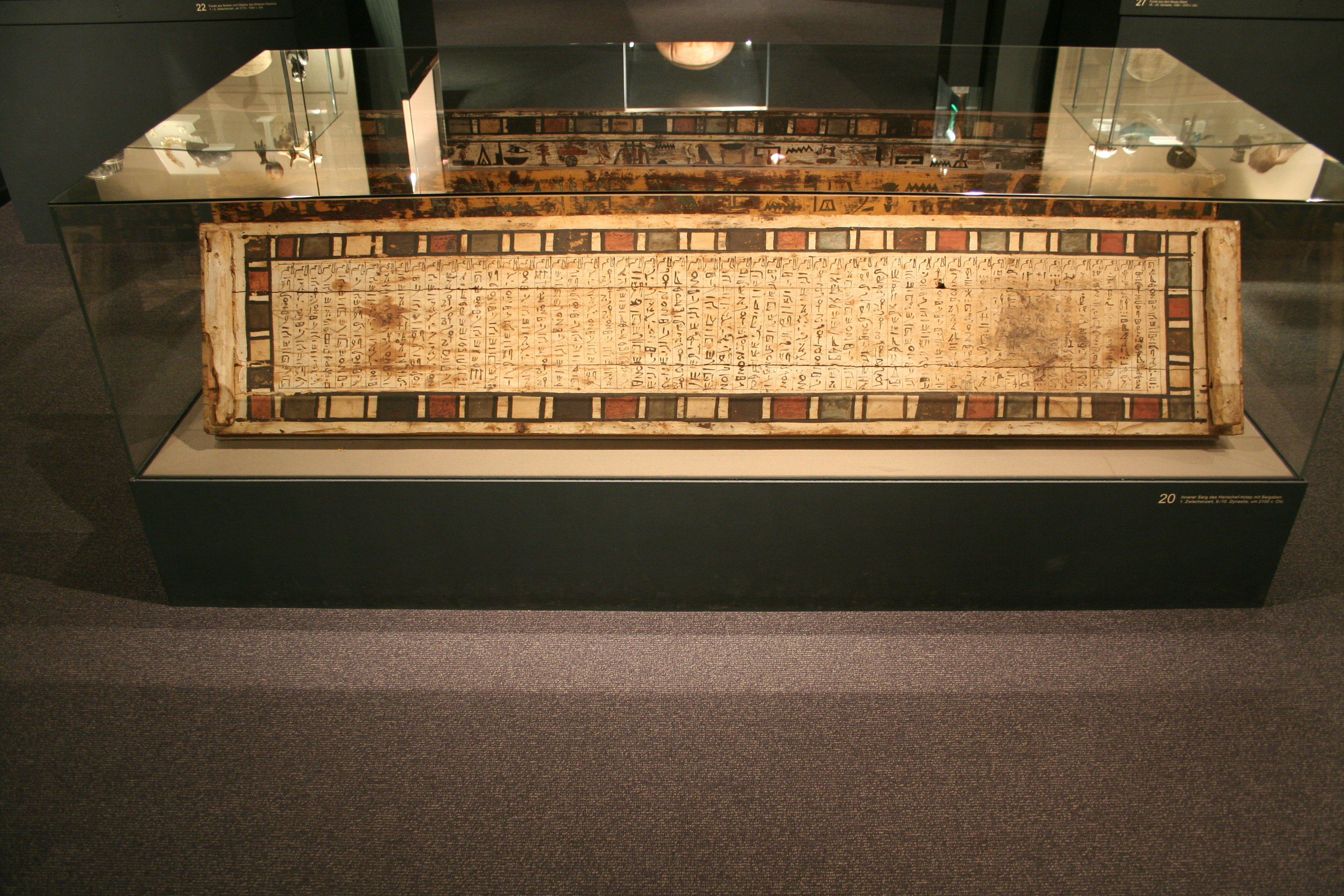
Sarg des Herischefhotep
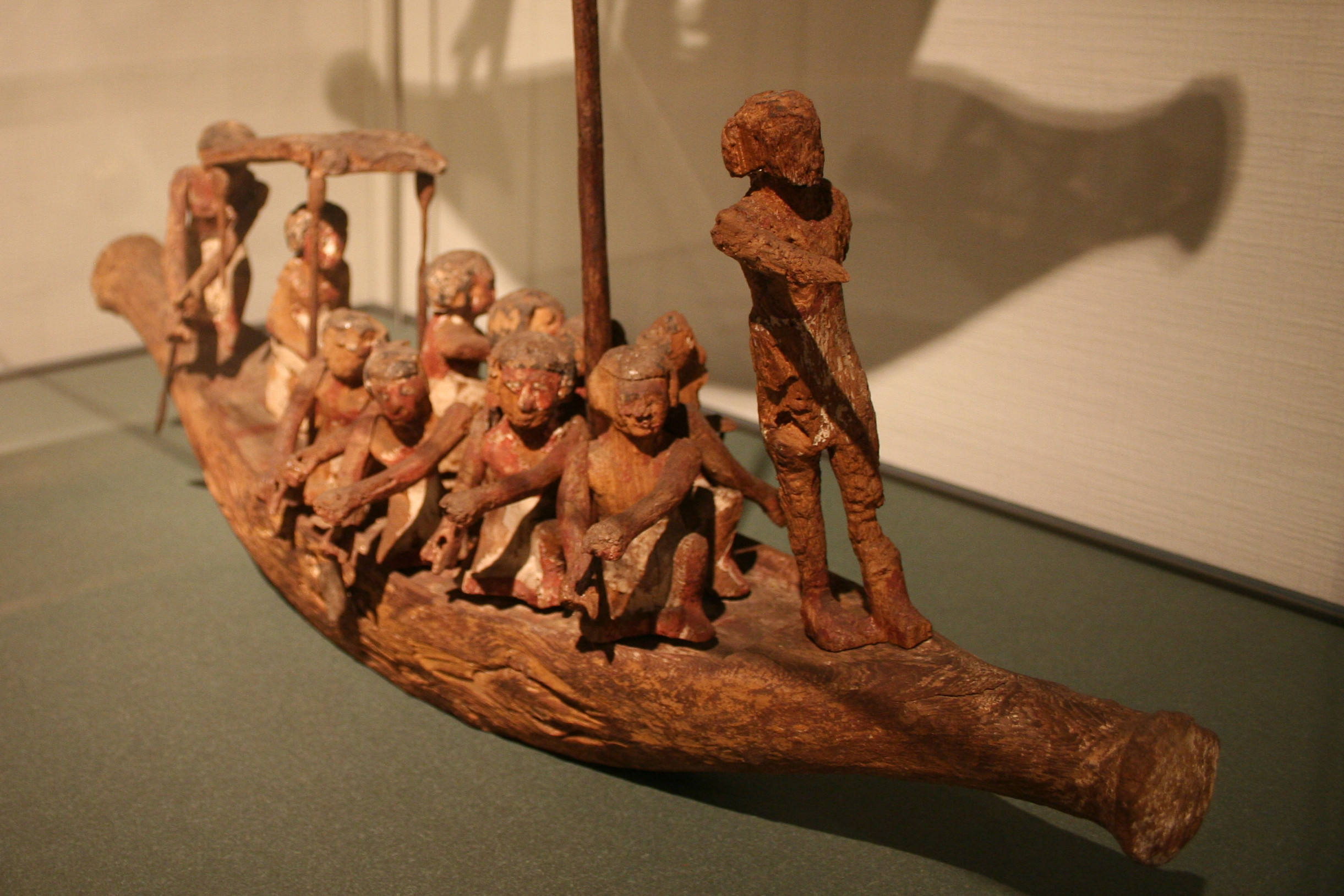
Bootsmodell aus dem Grab des Herischefhotep
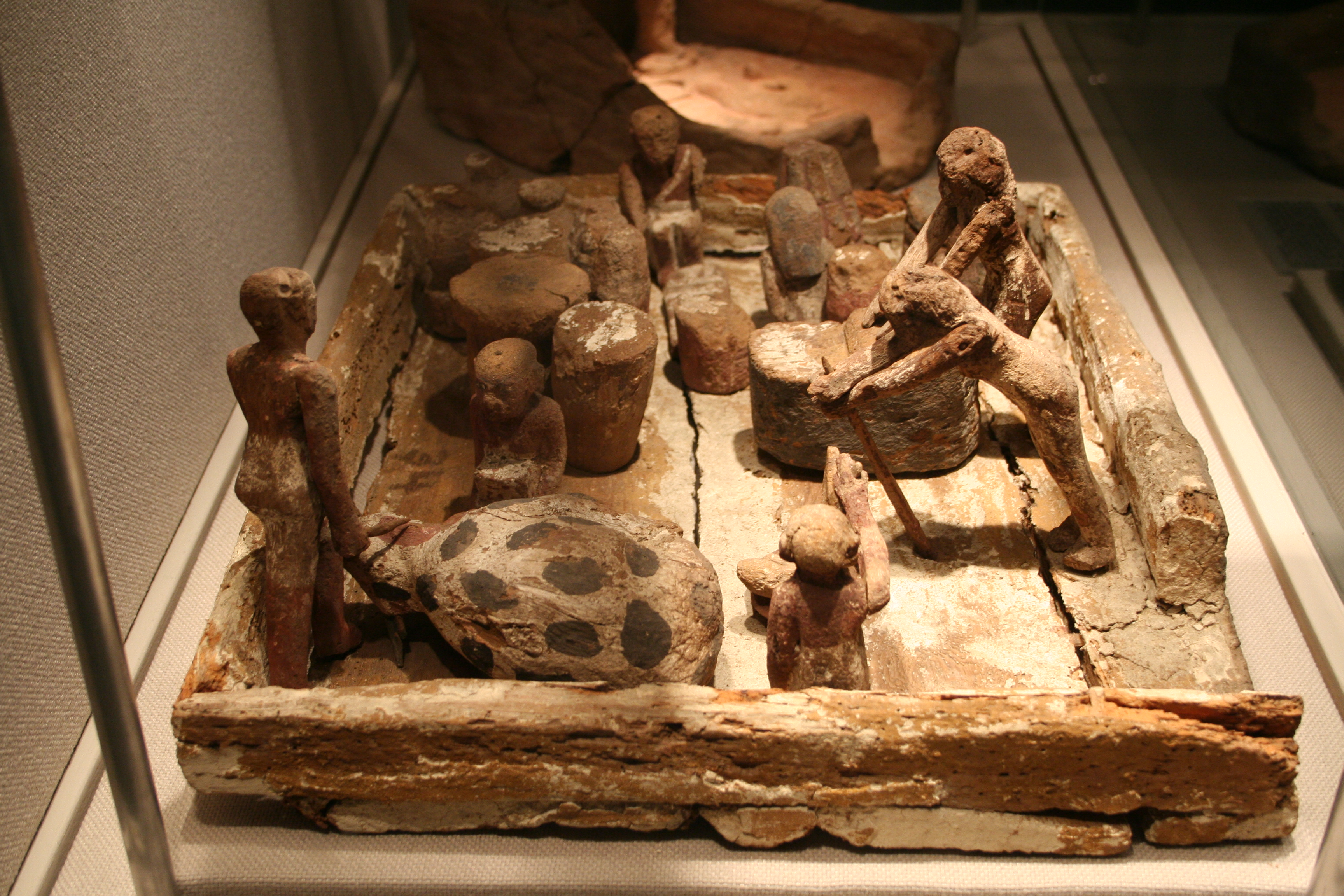
Küchenhofmodell aus dem Grab des Herischefhotep

### Mittleres Reich und Zweite Zwischenzeit
Die meisten ägyptischen Sammlungsstücke des Mittleren Reichs stammen aus dem Kunsthandel. Hierzu gehören zahlreiche Statuen, darunter Königsplastik wie die beiden aus Diorit gefertigten Statuenköpfe von Sesostris I. und einer unbekannten Königin, aber auch Privatplastik wie die Standfigur des Renu oder weitere Figuren von Frauen und Männern aus Holz, Elfenbein und Kalkstein. Daneben enthält die Sammlung einige Zaubermesser aus Elfenbein, Gedenksteine, Salbgefäße aus Alabaster und ein Hausmodell aus Ton.

Funde aus der Zeit des Mittleren Reichs
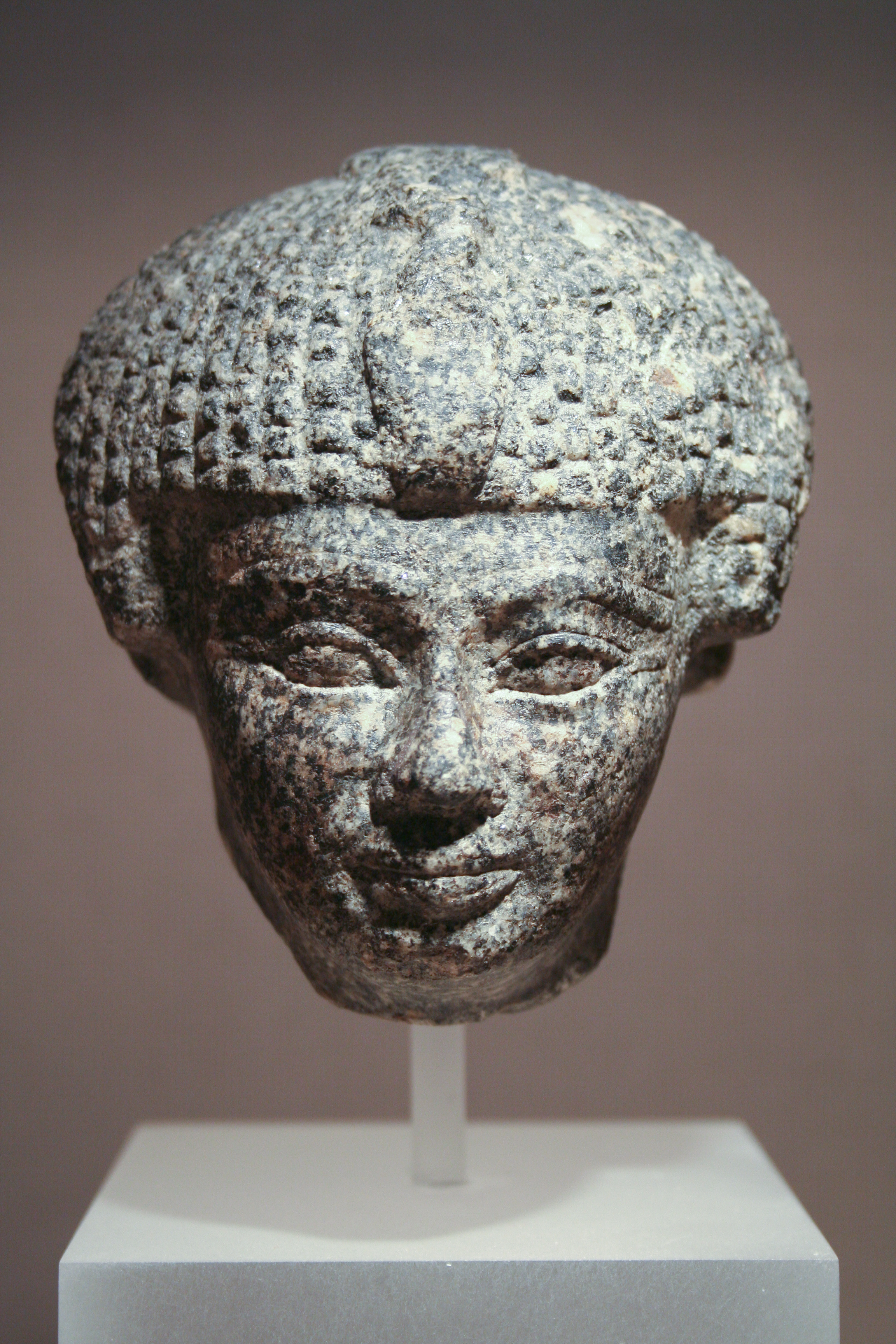
Kopf einer Statue Sesostris’ I., Fundort unbekannt
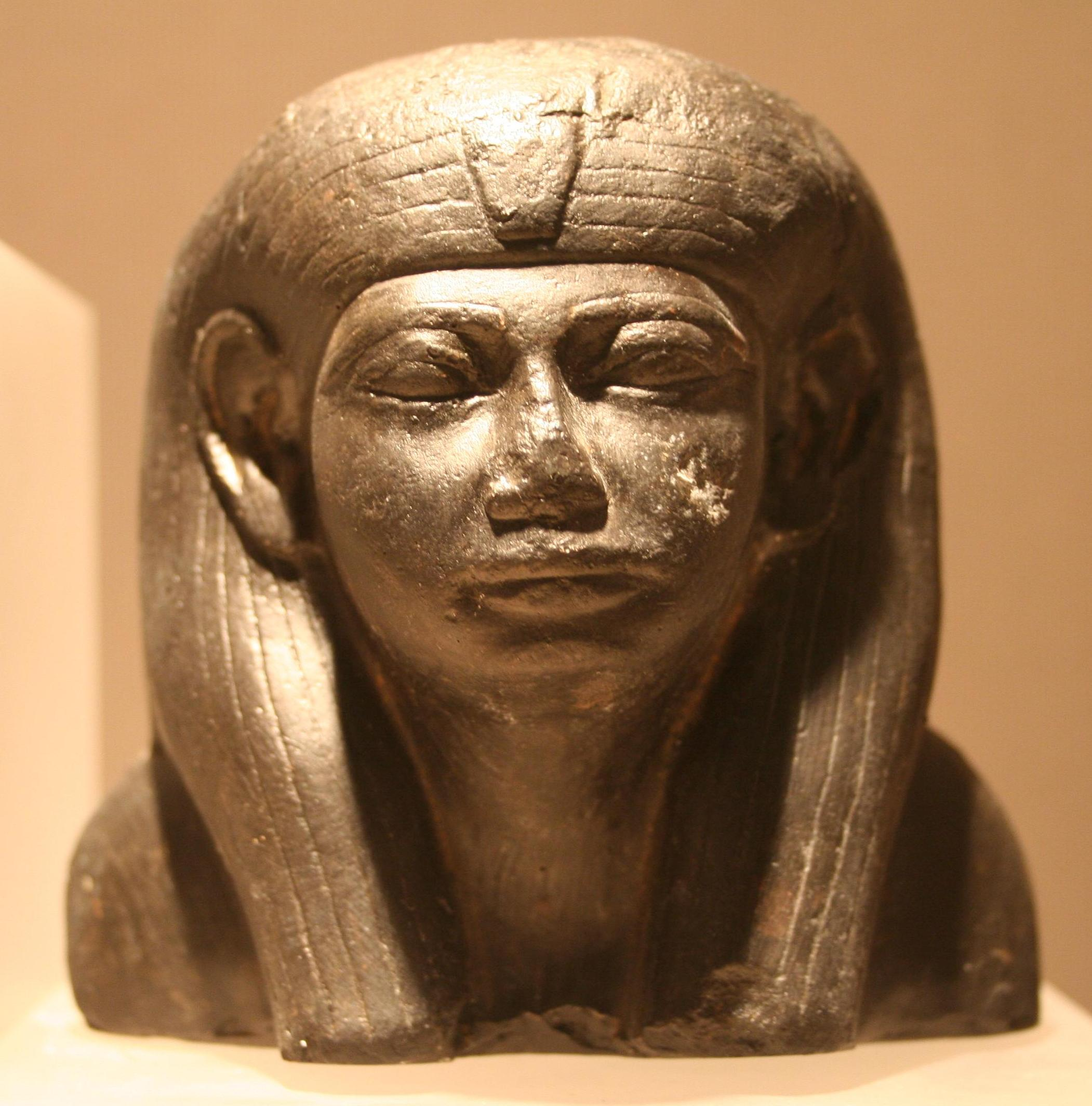
Oberteil der Statue einer Königin, Fundort unbekannt
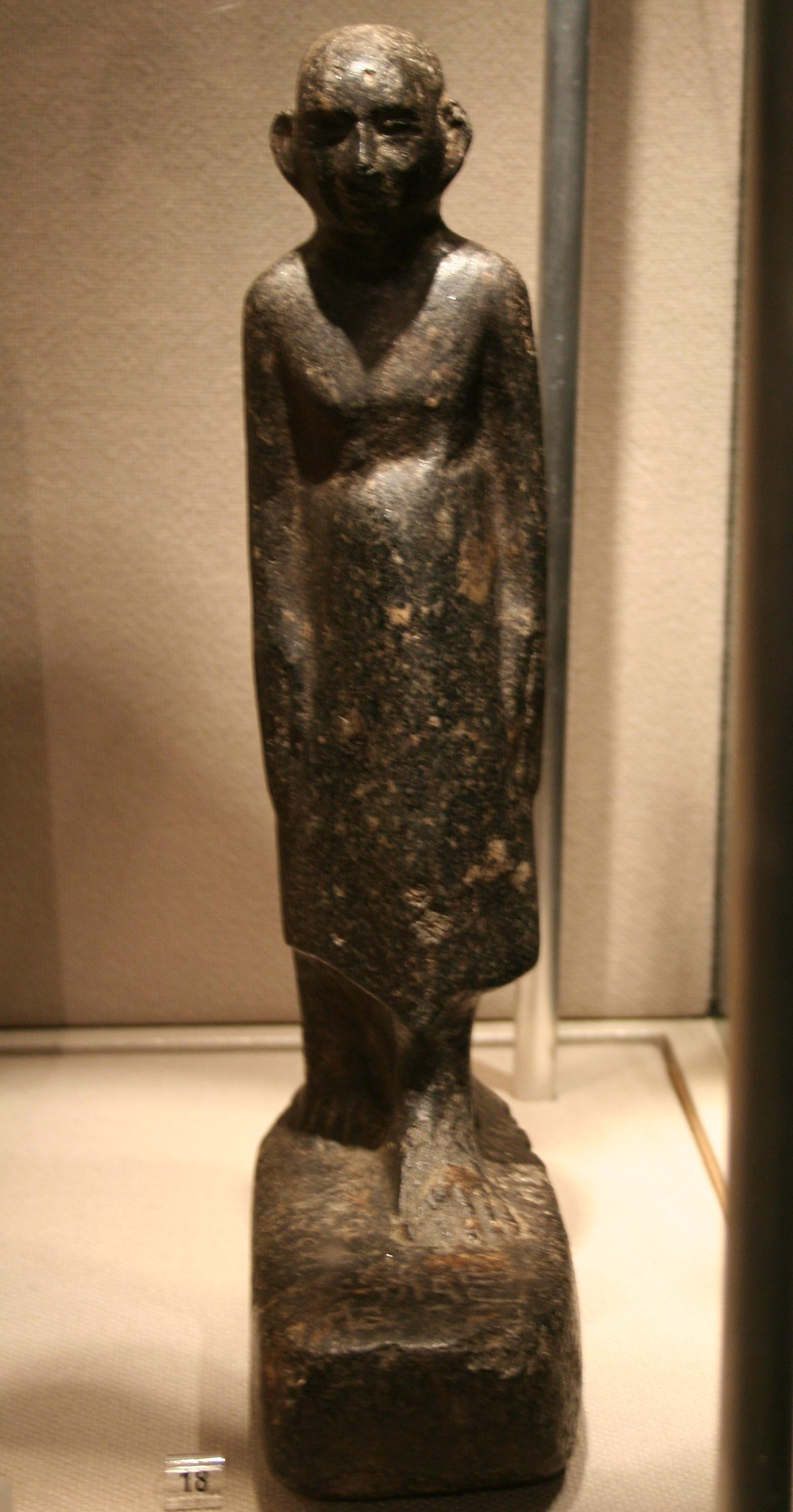
Statue des Renu, Fundort unbekannt
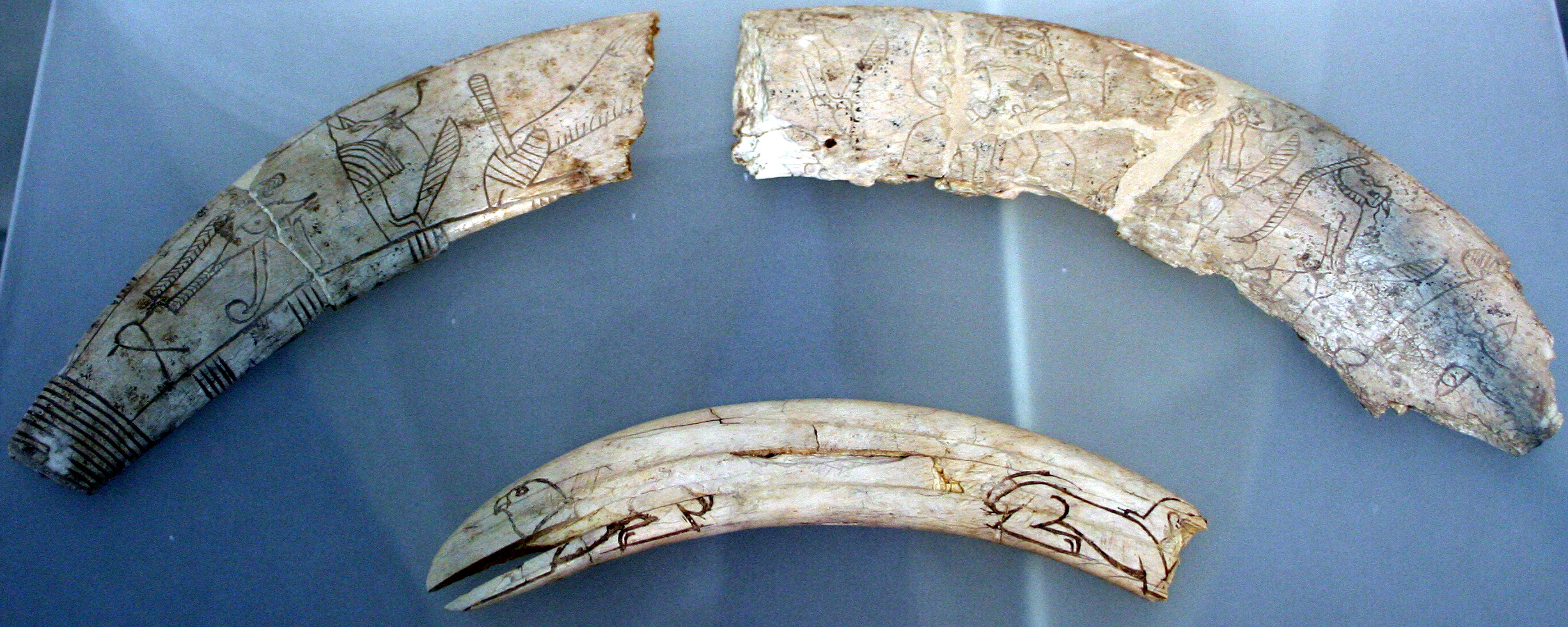
Zaubermesser, Fundort unbekannt
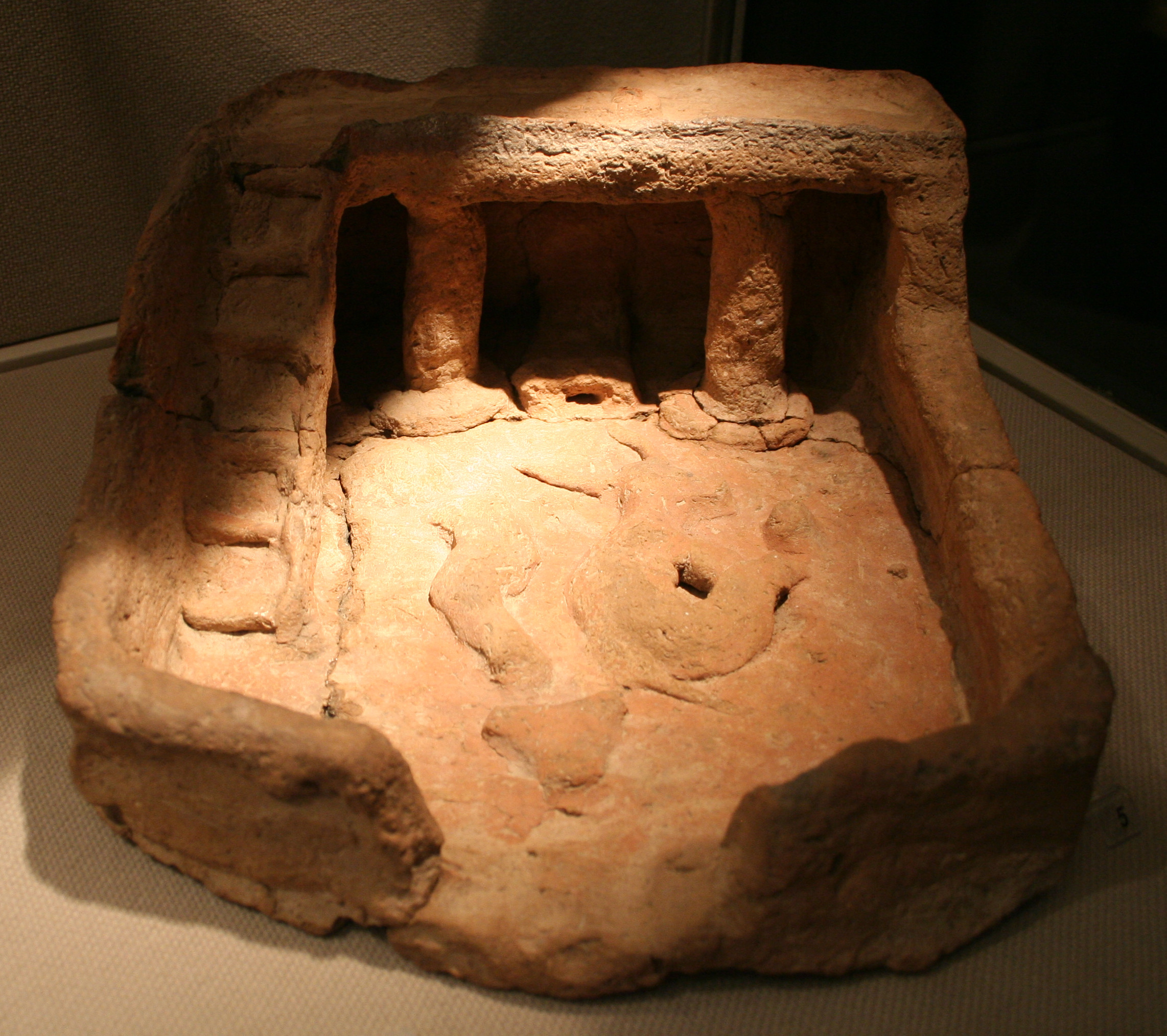
Hausmodell, Fundort unbekannt

Einen weiteren Sammlungsschwerpunkt bilden Funde aus Nubien, die vor allem aus den ab 1912 von Steindorff durchgeführten Grabungen in Aniba stammen. Etwa zeitgleich zum Mittleren Reich in Ägypten existierte dort eine heute als C-Gruppe bezeichnete Kultur. Auch hier macht wieder die Keramik einen großen Teil der Funde aus. Charakteristisch sind hier Ritzmusterschalen mit weiß oder farbig ausgefülltem geometrischem Dekor. Weitere herausragende Stücke sind Rinderstatuetten aus Ton, die wohl als Symbolisches Speiseopfer ins Grab mitgegeben wurden, und der Kopf einer Frauenfigur aus Ton. Bei diesem Stück sind die Gesichtszüge nur angedeutet. Seitlich sind große Löcher angebracht, in denen vielleicht ursprünglich Haarbüschel saßen. Daneben stammen aus Aniba zahlreiche Schmuckstücke aus den verschiedensten Materialien.
Weitere nubische Fundstücke wurden von George Andrew Reisner erworben, der etwa zeitgleich mit Steindorff in Kerma grub. Von dort gelangten mehrere typische Keramik-Gefäße der Kerma-Kultur nach Leipzig, aber auch weitere Schmuckstücke und vor allem zahlreiche Elfenbeinschnitzereien und Glimmer-Figuren in Form von Tieren und Pflanzen.

Funde aus Aniba
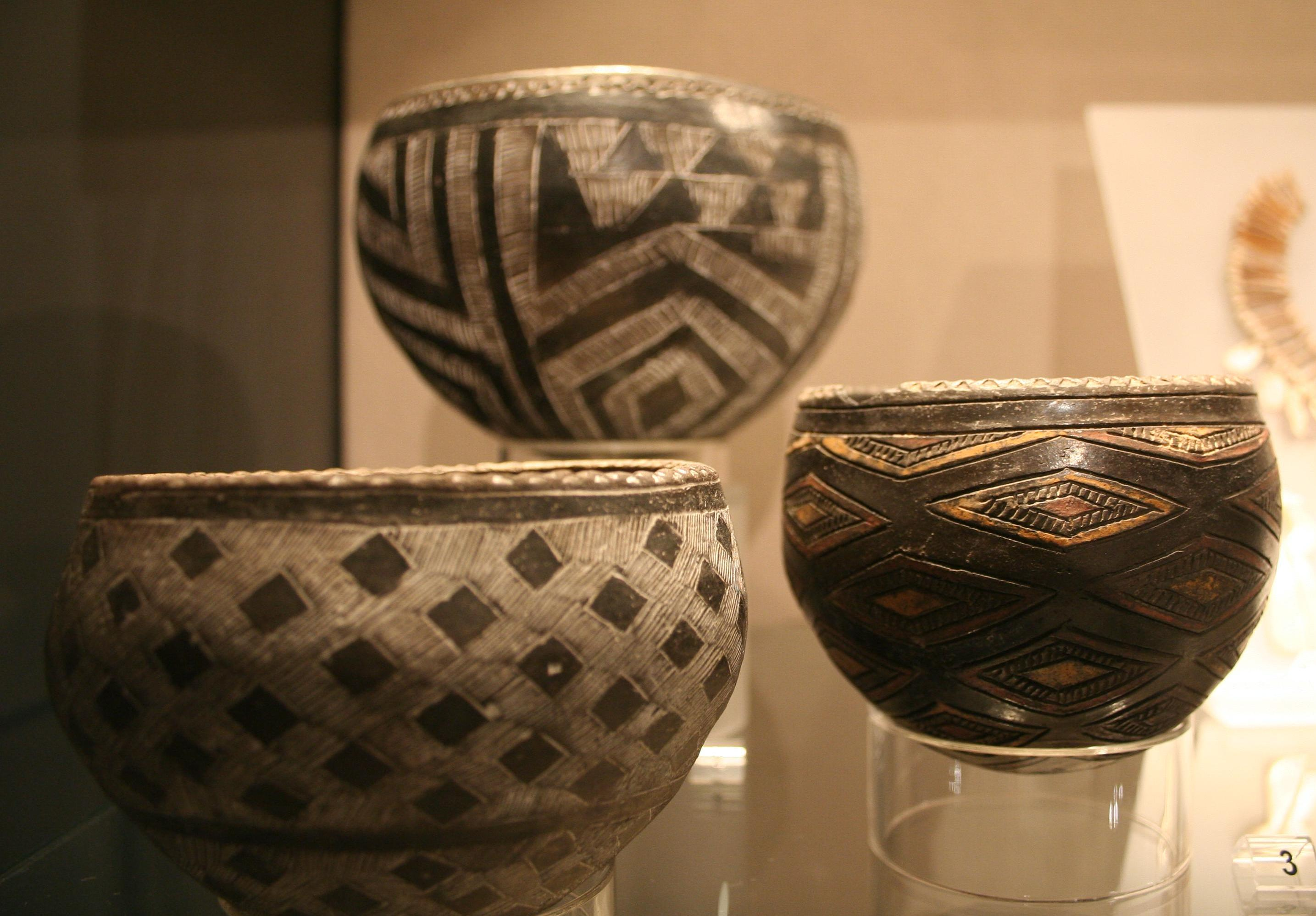
Keramik-Schalen
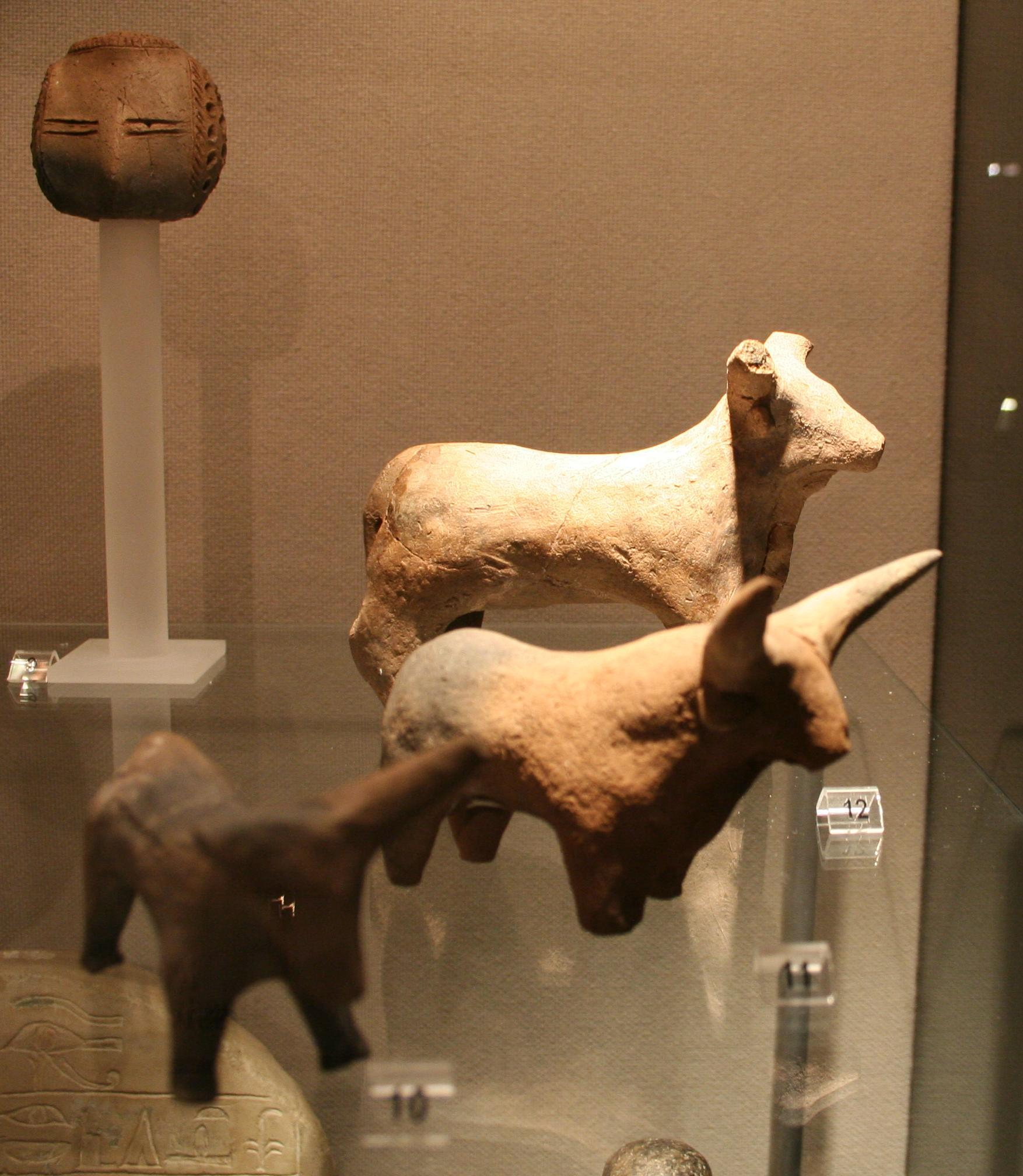
Rinder-Statuetten
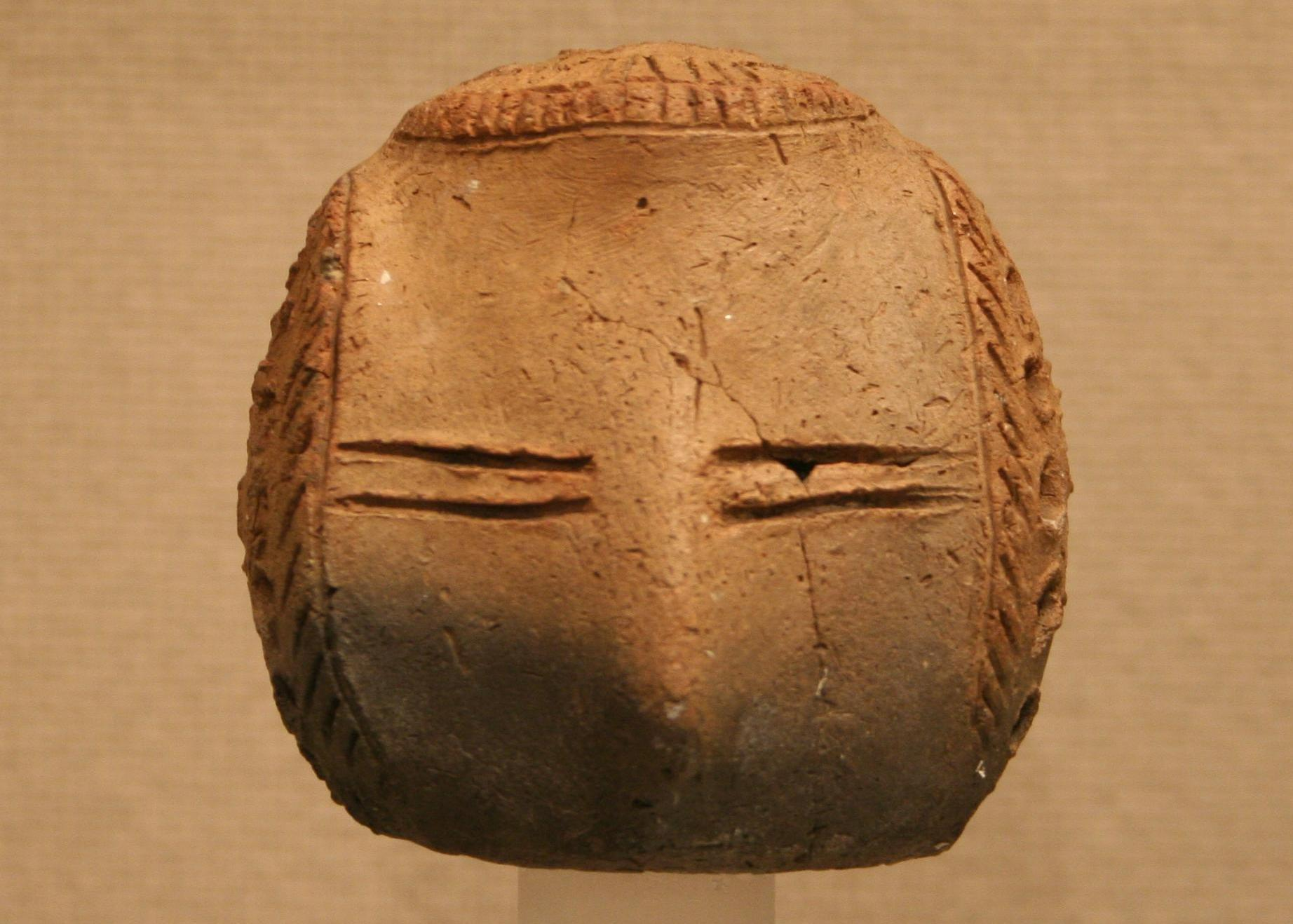
Kopf einer Frauenstatuette
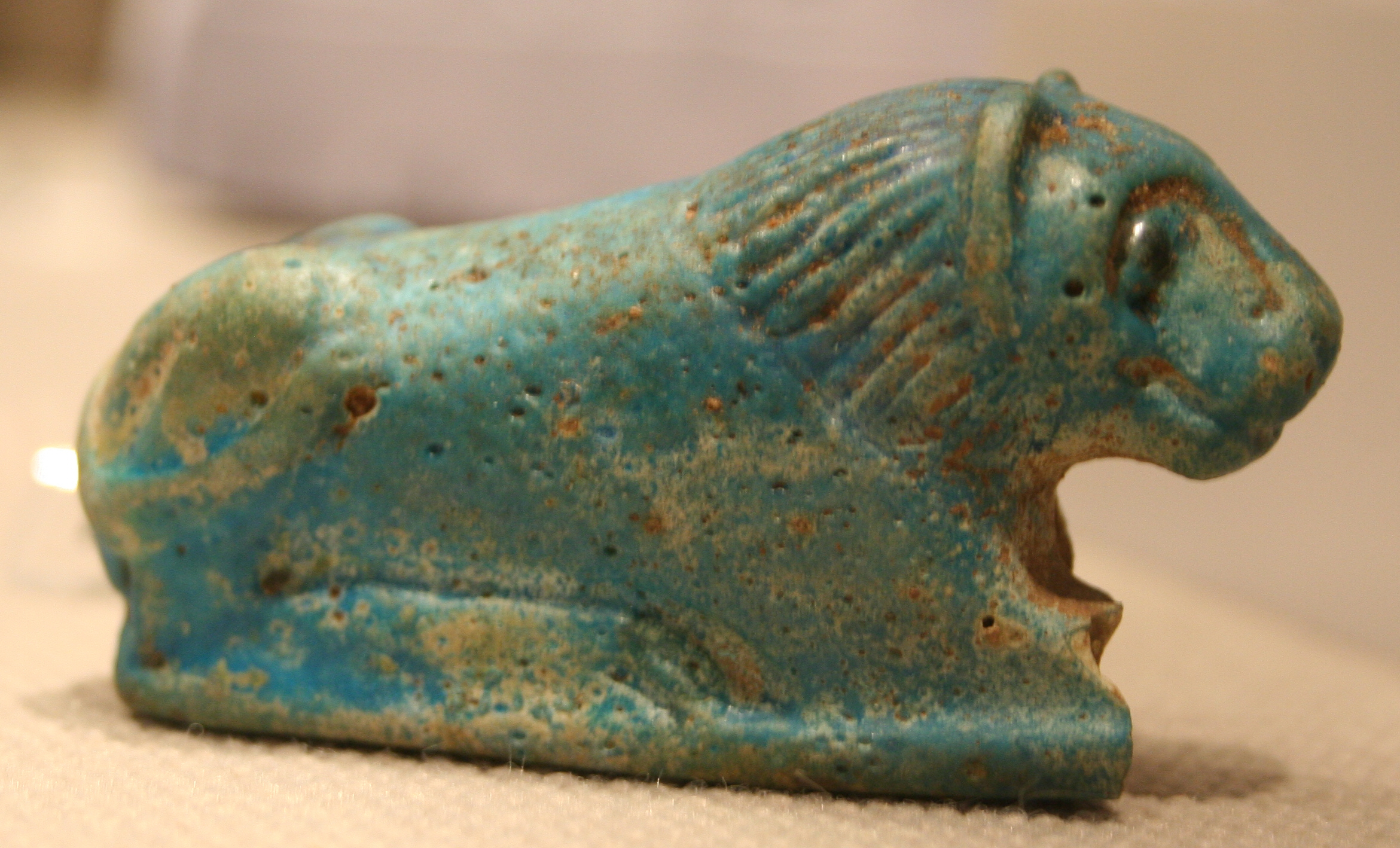
Löwen-Statuette
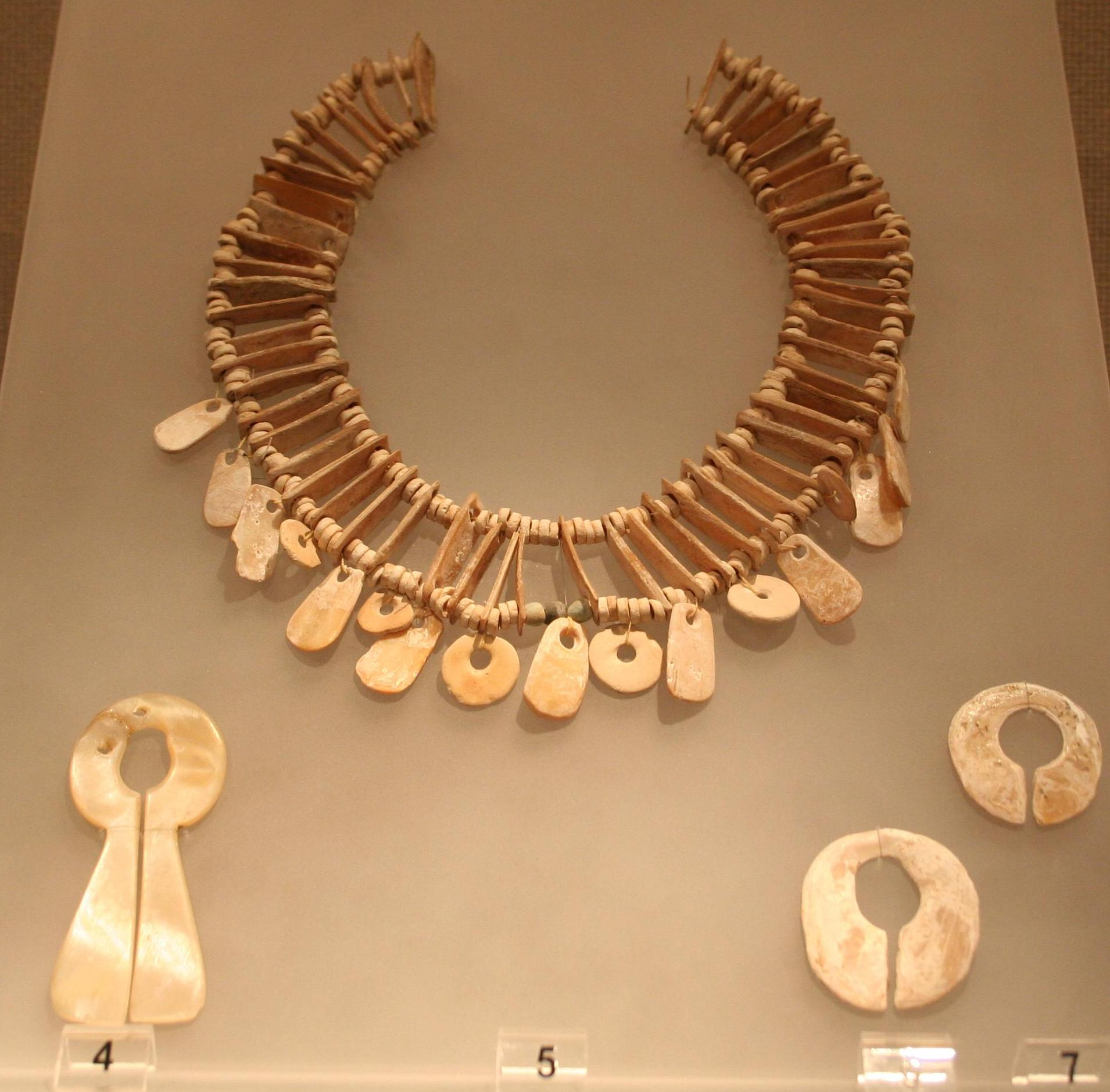
Schmuck

### Neues Reich und Dritte Zwischenzeit
Aus dem Neuen Reich besitzt die Leipziger Sammlung ein reichhaltiges Spektrum an Funden, von denen viele aus dem Kunsthandel stammen, darunter zahlreiche Kleinfunde wie Uschebti, Skarabäen, Ostraka und Kleinplastiken (bspw. der Kopf einer Statuette Amenophis’ II.), aber auch mehrere Stelen und Relief-Bruchstücke. Einige wenige Stücke des Neuen Reichs stammen auch aus Grabungen in Abusir und in Qau el-Kebir.

Funde aus der Zeit des Neuen Reichs
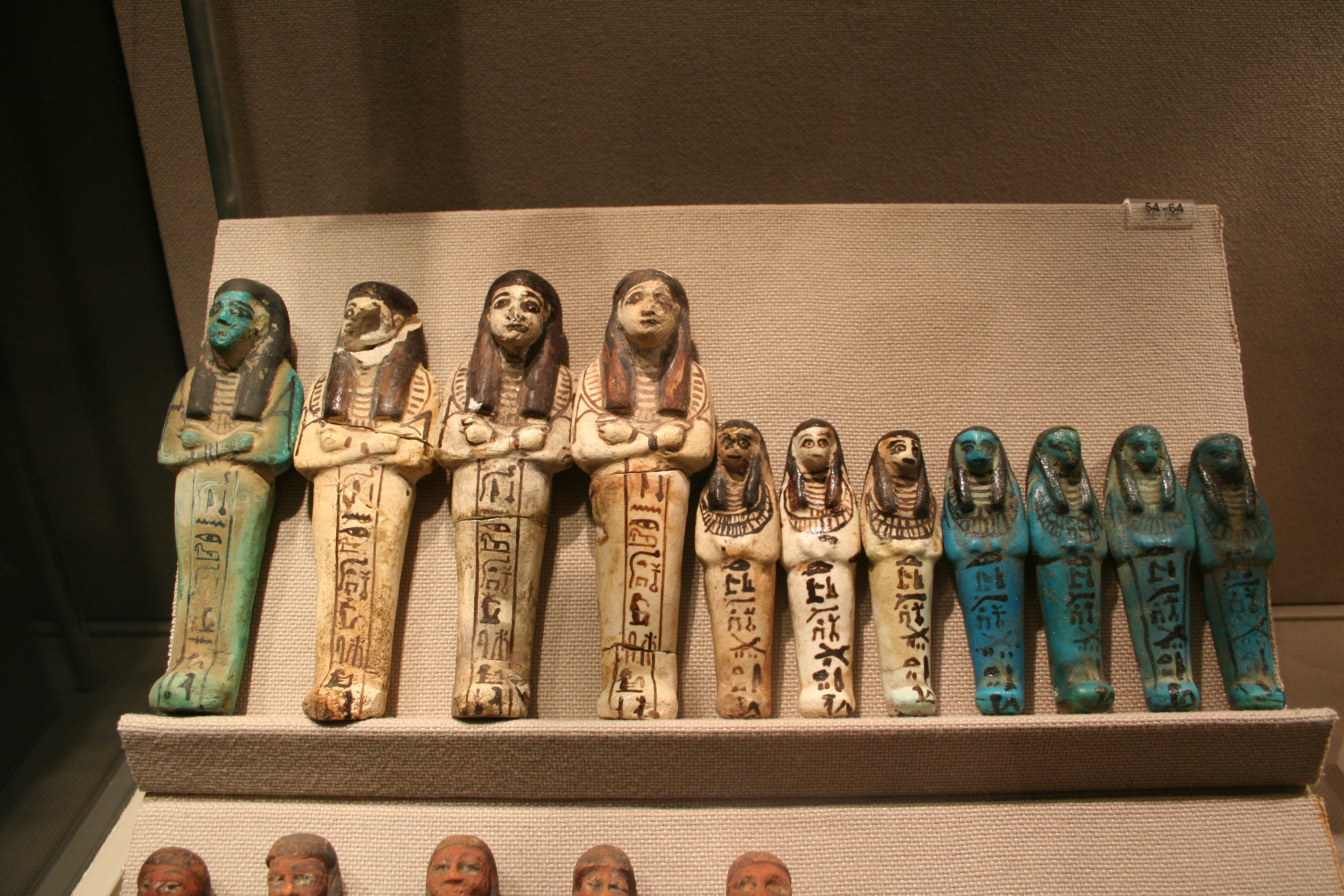
Uschebtis
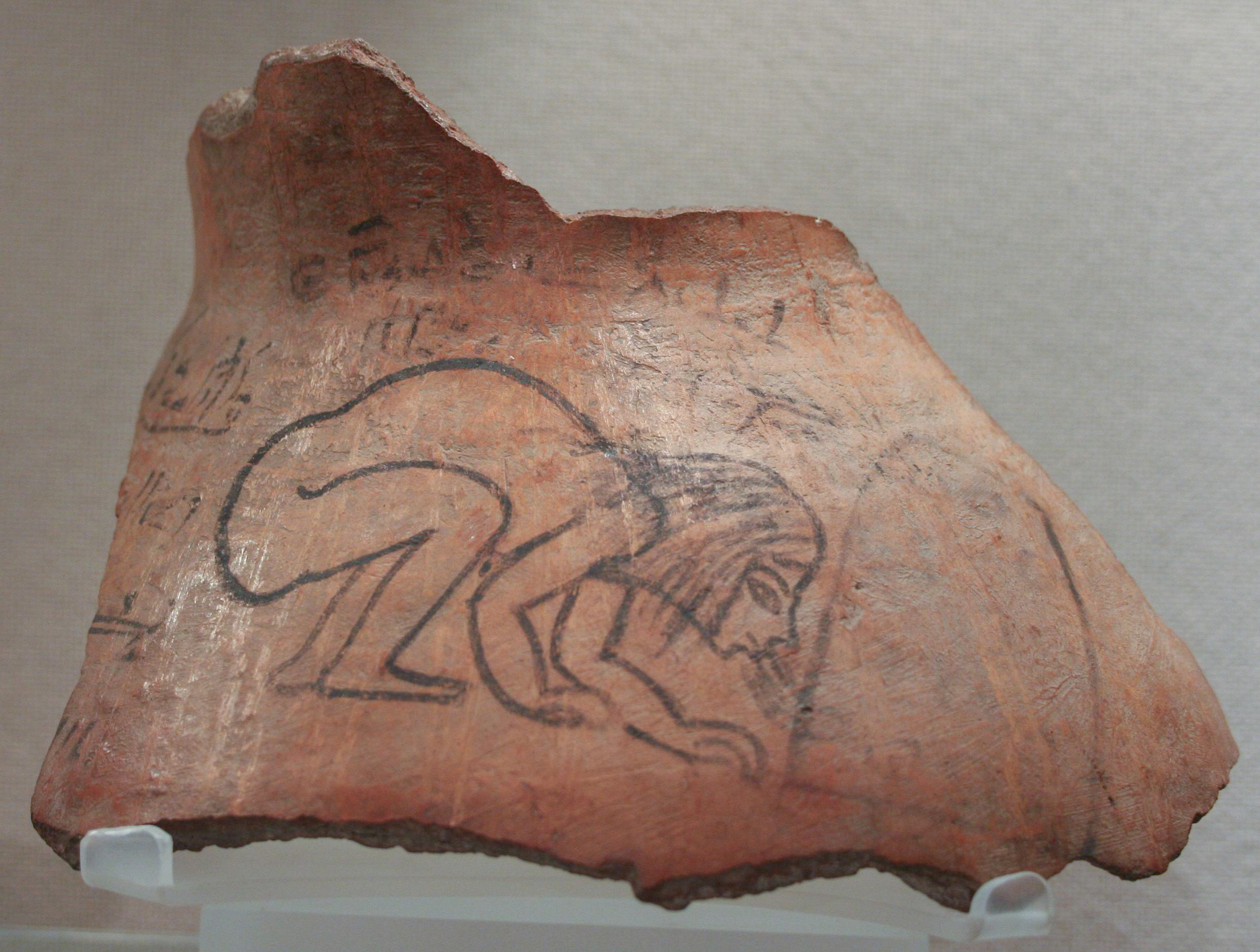
Ostrakon mit der Zeichnung eines Mädchens, das einen Ofen anbläst
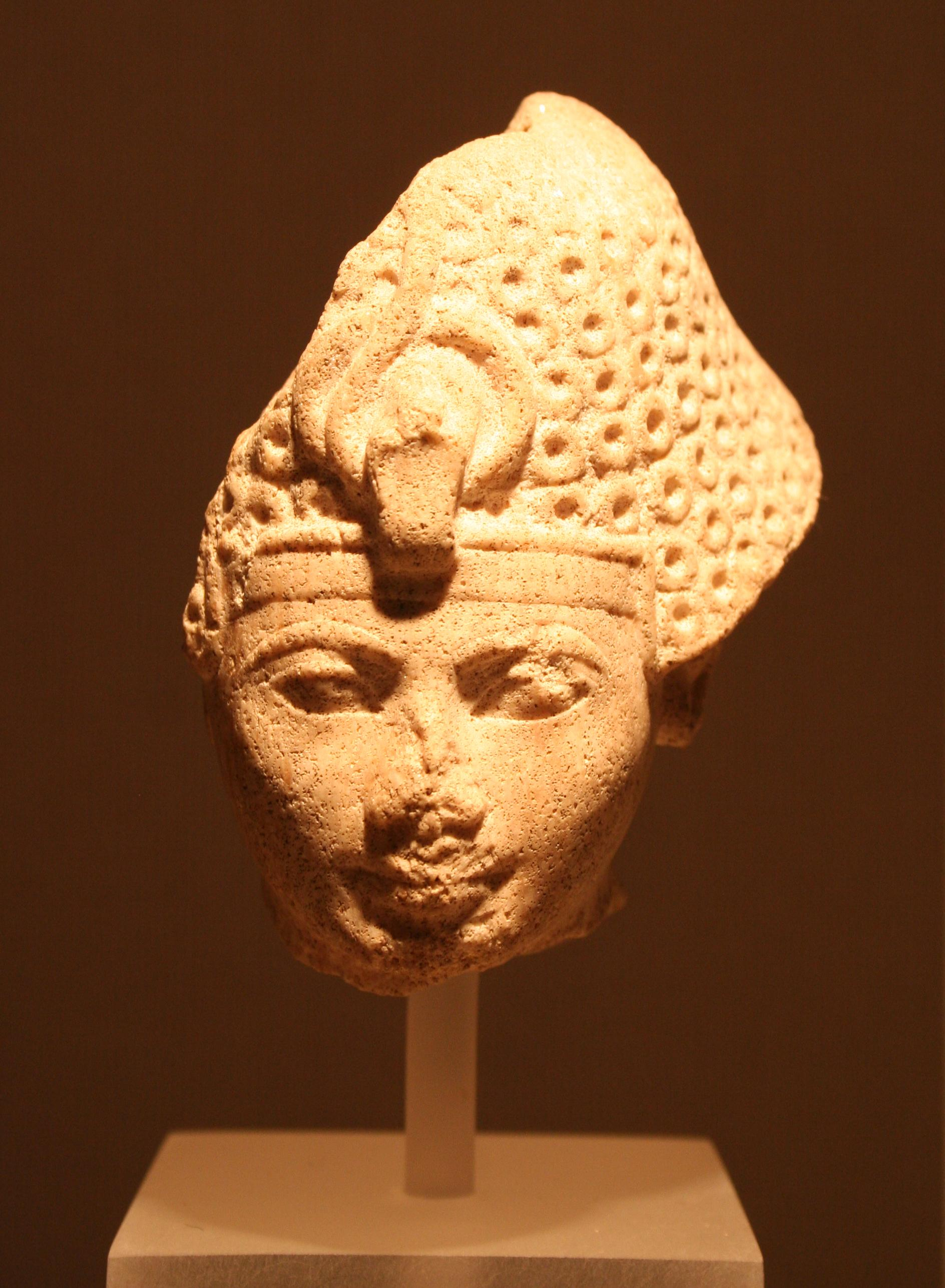
Kopf einer Statue Amenophis’ II.
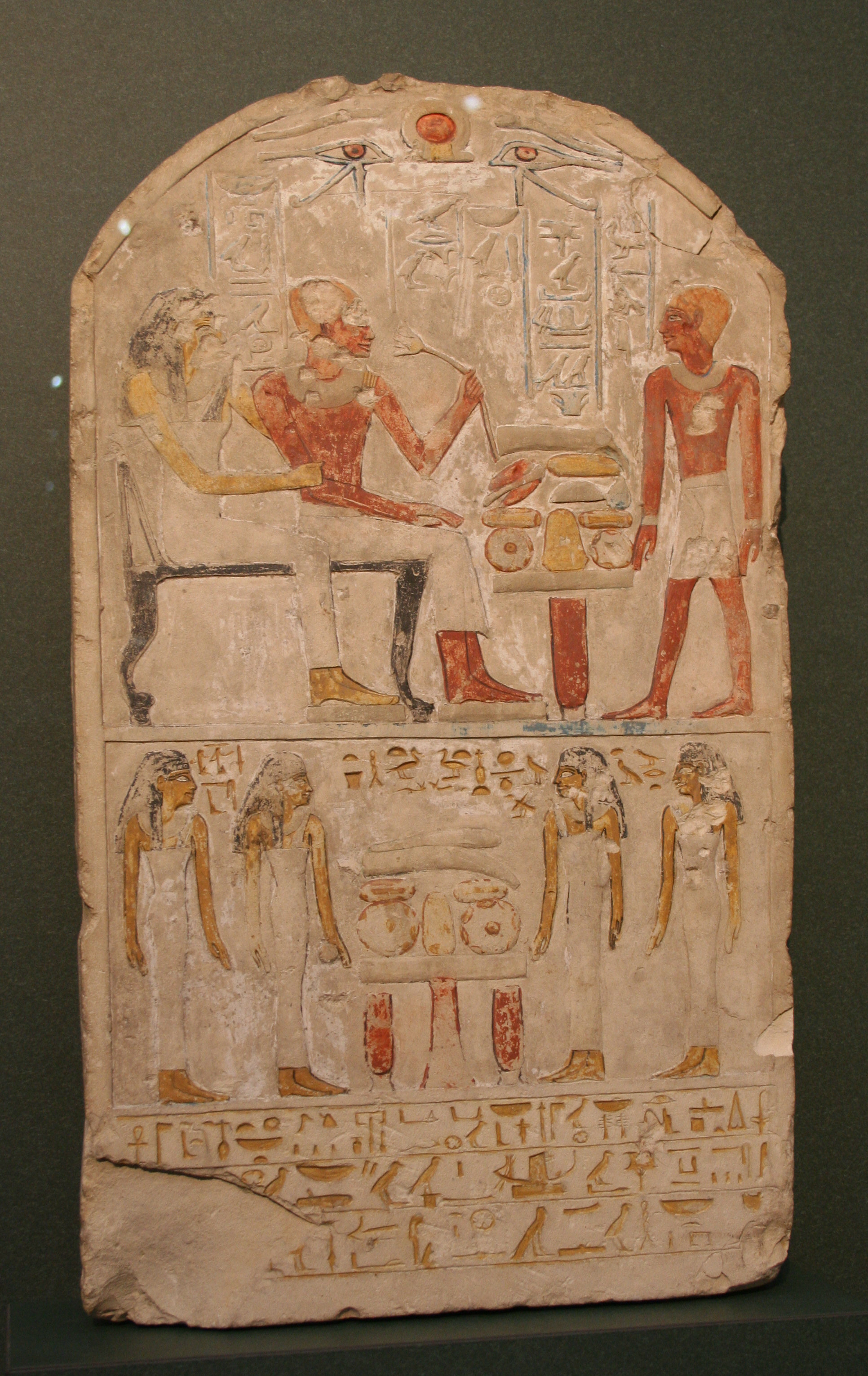
Grabstele des Wersu
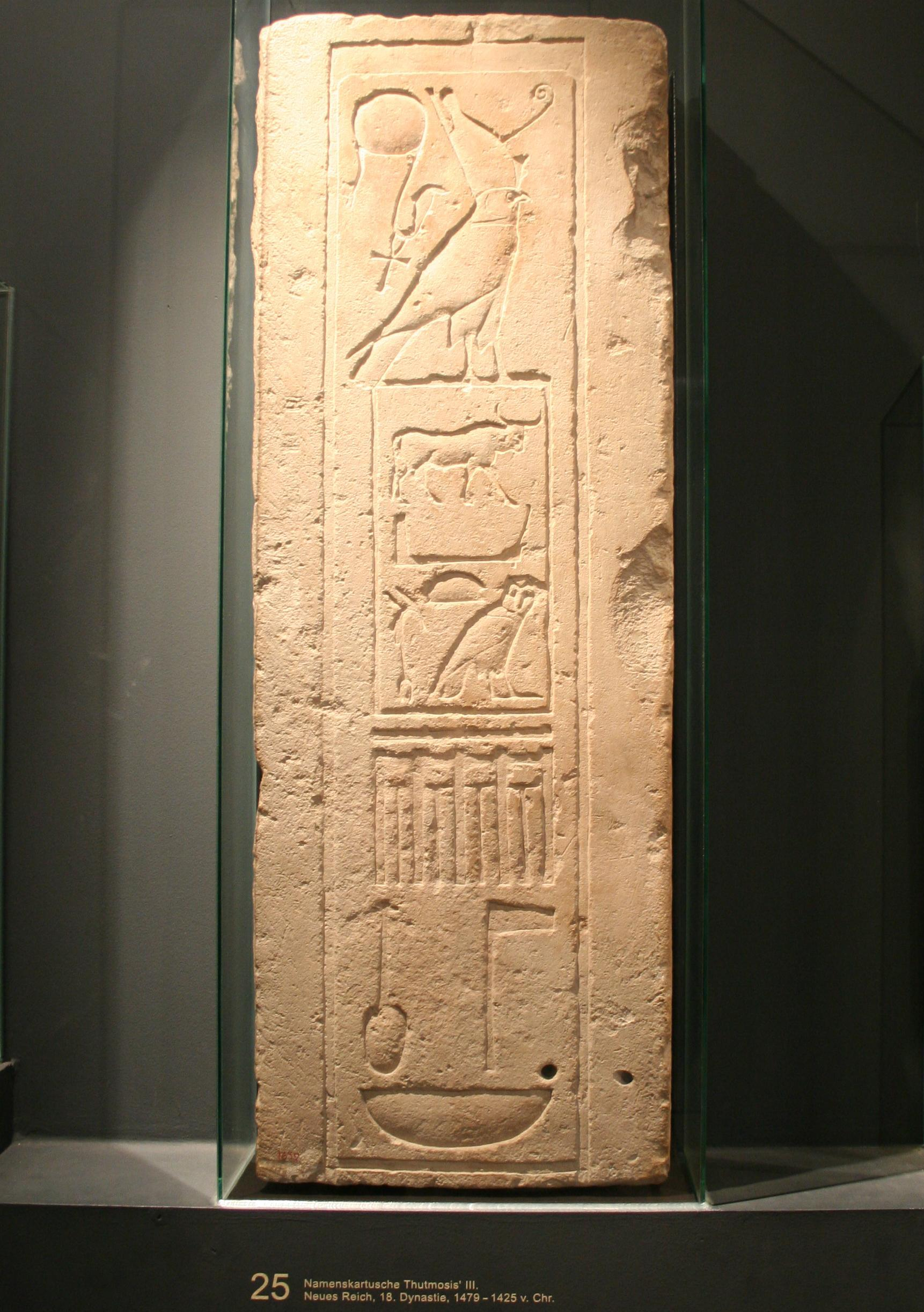
Relief mit dem Horusnamen Thutmosis’ III.

Einen Schwerpunkt bilden aber auch hier Funde aus Aniba. Auch aus dem dortigen Friedhof des Neuen Reichs stammen viele Kleinfunde, darunter Uschebtis, Skarabäen, Messer, Werkzeuge, Schmuck (bspw. ein Pektoral) und Schminkutensilien. Hinzu kommen Keramikgefäße, teilweise mit Verzierung, wie etwa eine Schale aus blauer Kieselkeramik, die auf ihrer Innenseite einen See mit Fischen und Lotosblüten abbildet. Weitere Gegenstände aus Aniba sind bronzene Schalenuntersätze, Mumienmasken und die beiden Statuen des stellvertretenden Vizekönigs von Kusch, Ruju. Bei den beiden Stücken handelt es sich um eine Sitzfigur und um einen Würfelhocker.

Funde aus Aniba
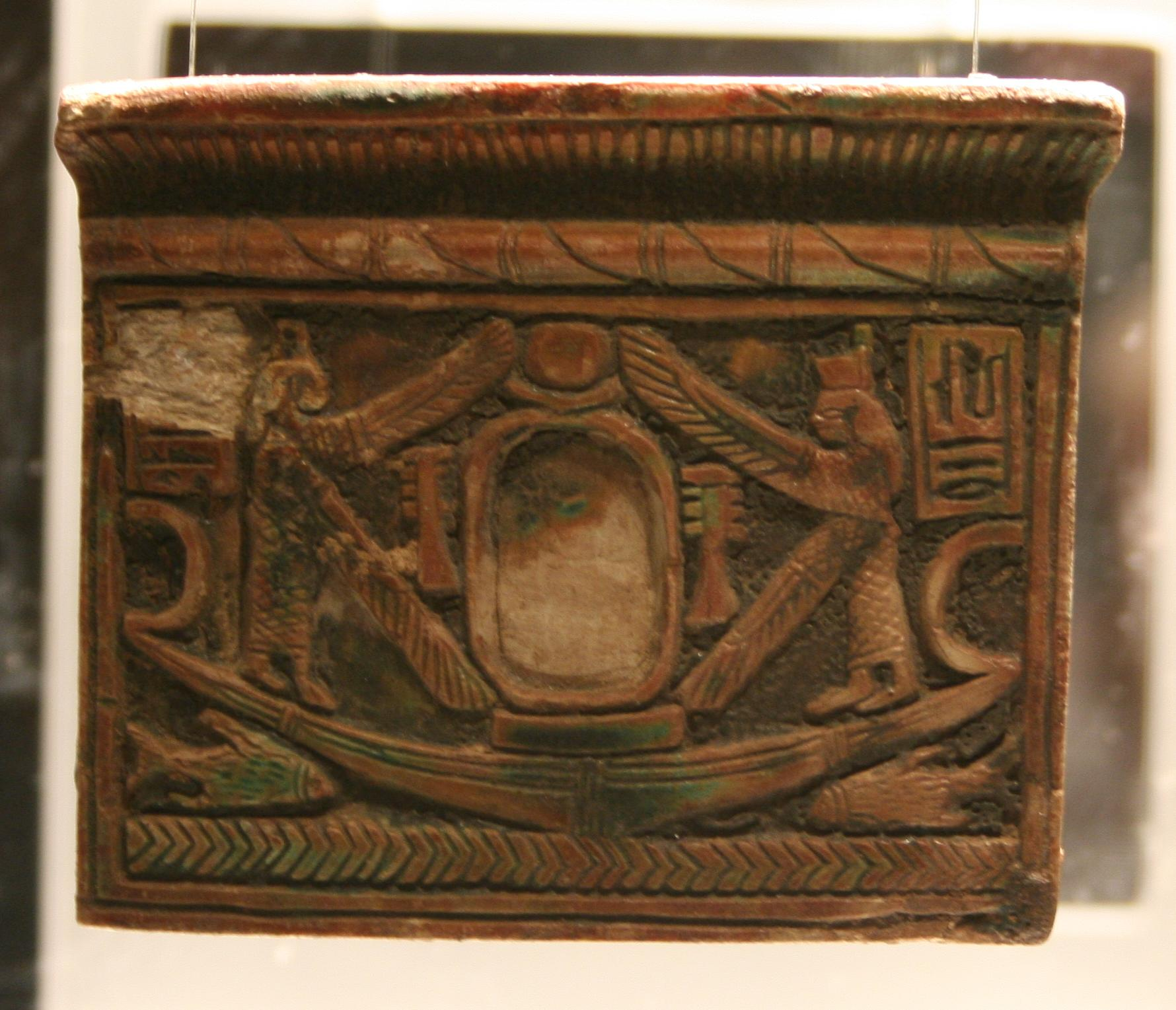
Pektoral
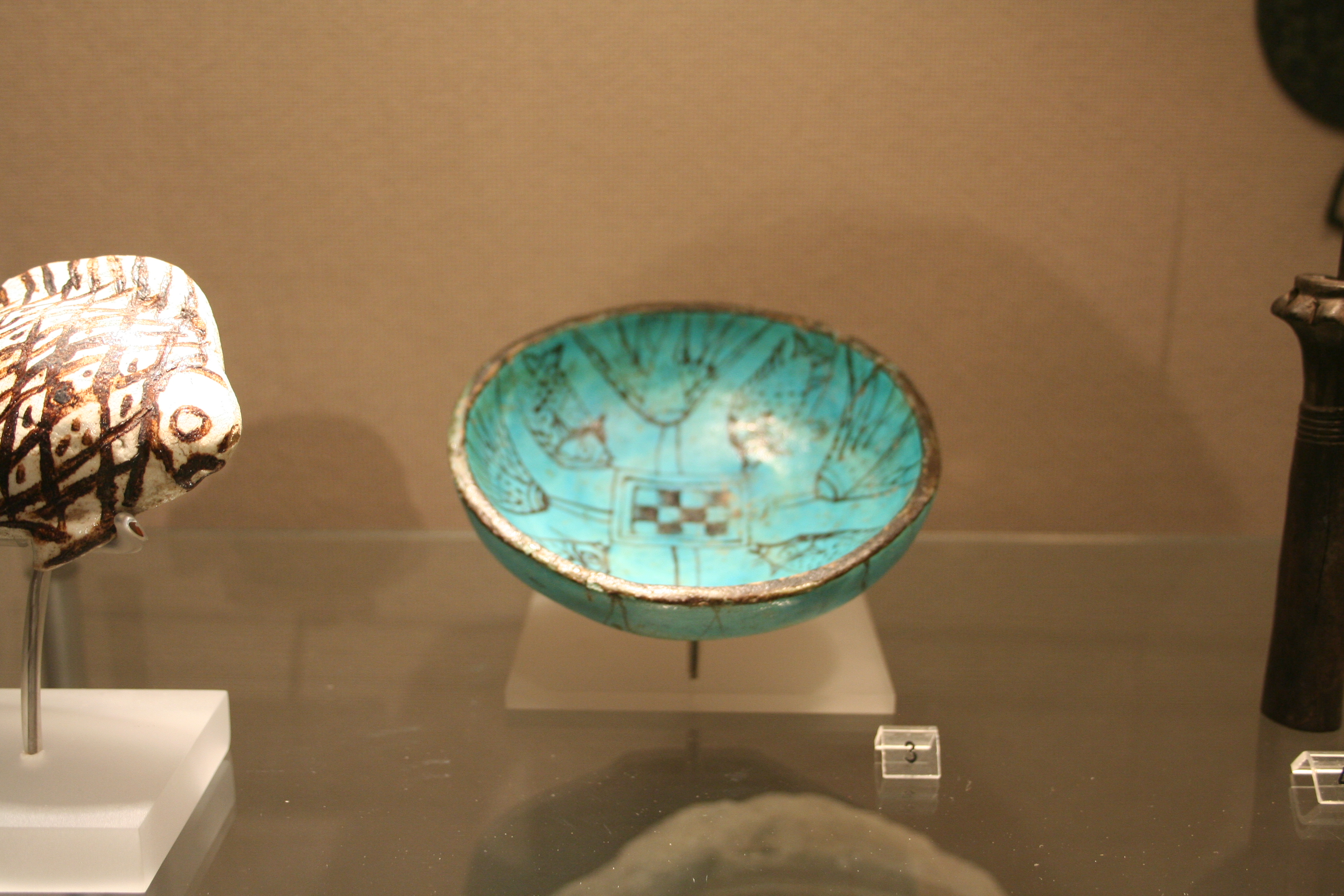
Keramik-Schale
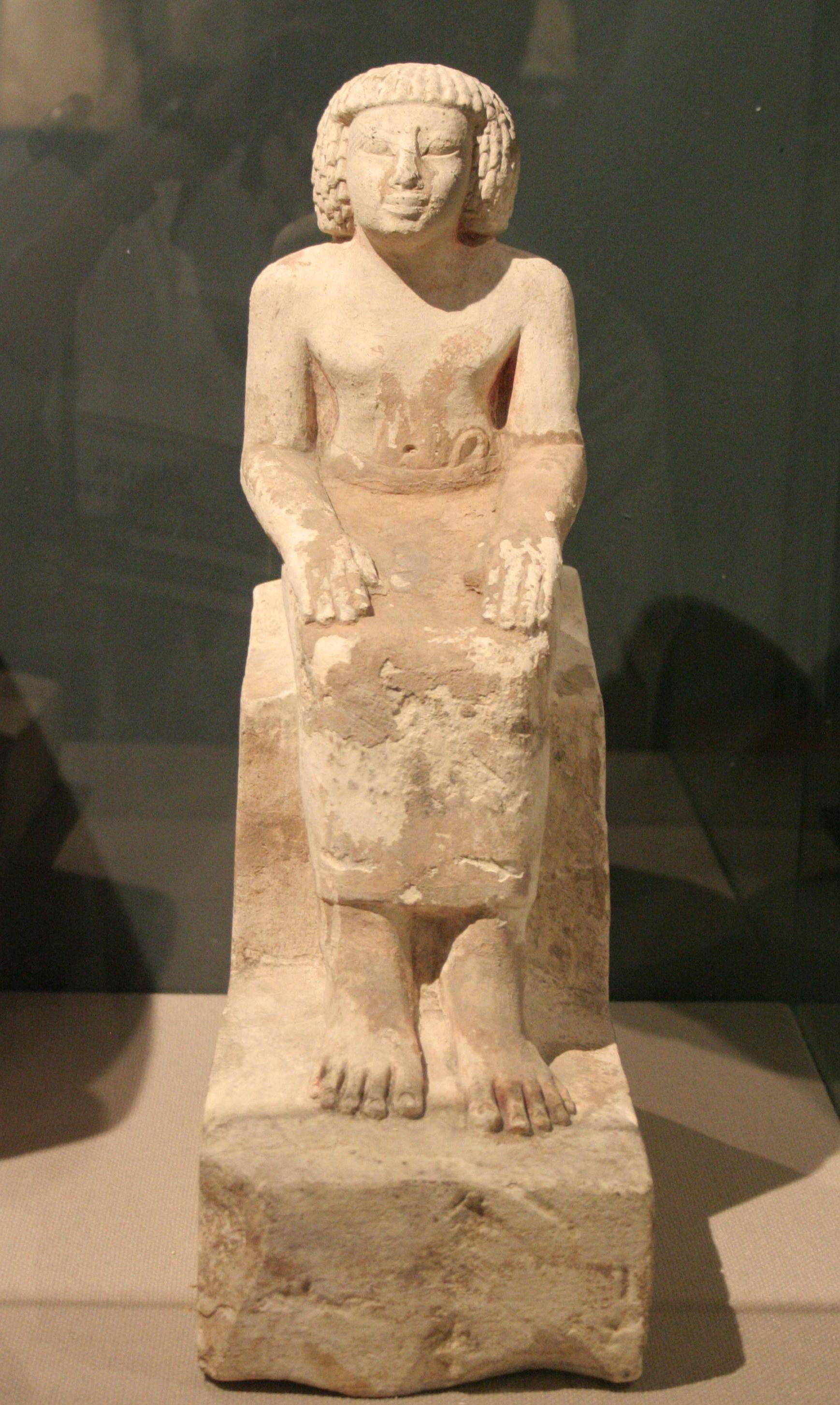
Sitzfigur des Ruju
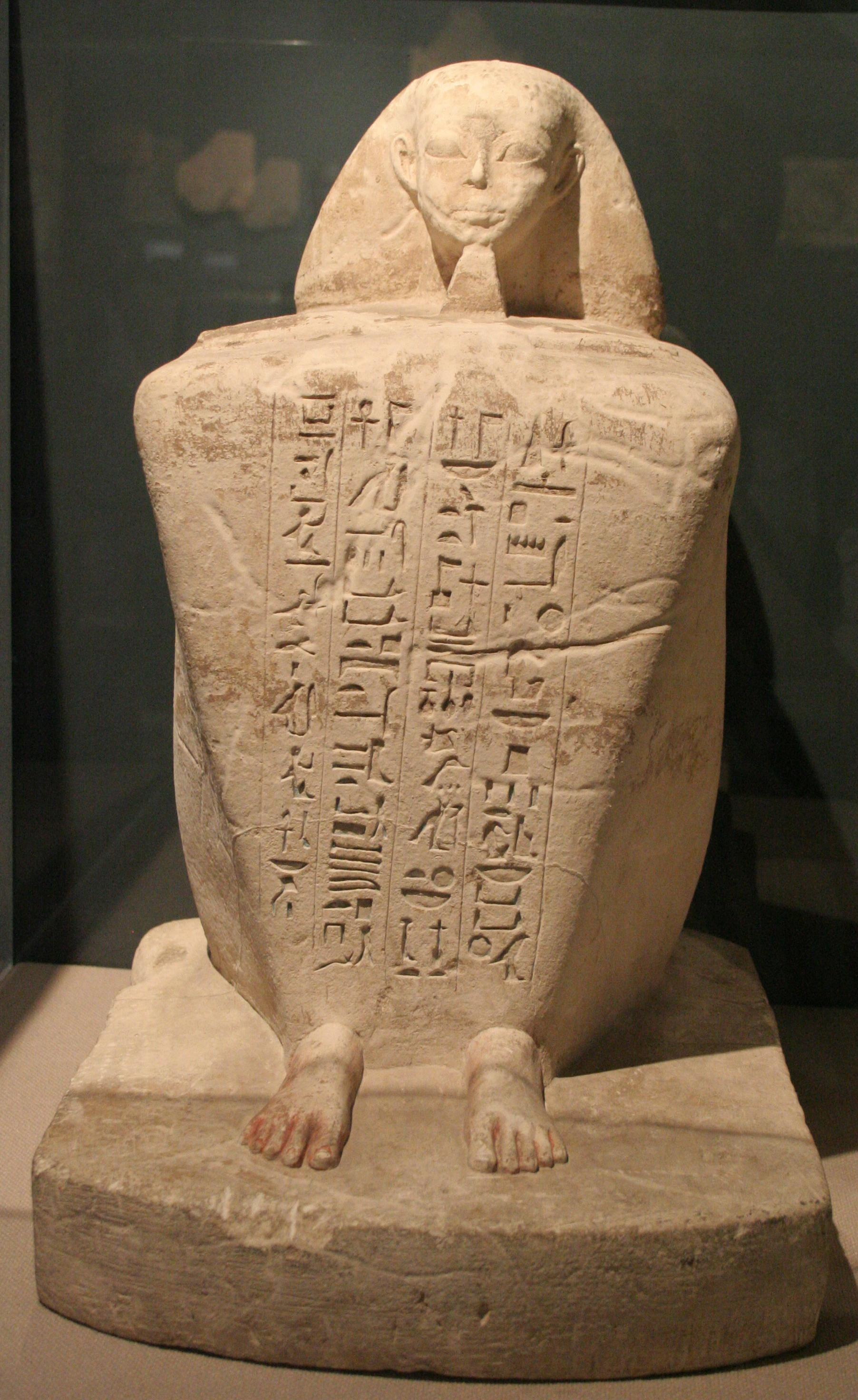
Würfelhocker des Ruju

### Spätzeit und ptolemäisches Ägypten
Der größte Teil der spätzeitlichen und ptolemäischen Funde stammt aus dem Kunsthandel. Hierzu gehört auch das älteste Stück der Leipziger Sammlung, der anthropomorphe Sarkophag des Hedbastiru. Er besteht aus Zedernholz und ist 212 cm hoch. Als Sarg des Hedbastiru steht er als Kulturgut in Sachsen unter Kulturgutschutz.
Bei den weiteren Stücken handelt es sich um Relief-Bruchstücke, Stelen, Statuen, Amulette sowie zahlreiche spätzeitliche Kleinbronzen von Göttern und heiligen Tieren sowie ptolemäische Terrakotten von ägyptischen Gottheiten in griechischem Stil. Hinzu kommen noch einige Mumien von Menschen und Tieren.

Funde aus der Spätzeit und dem ptolemäischen Ägypten
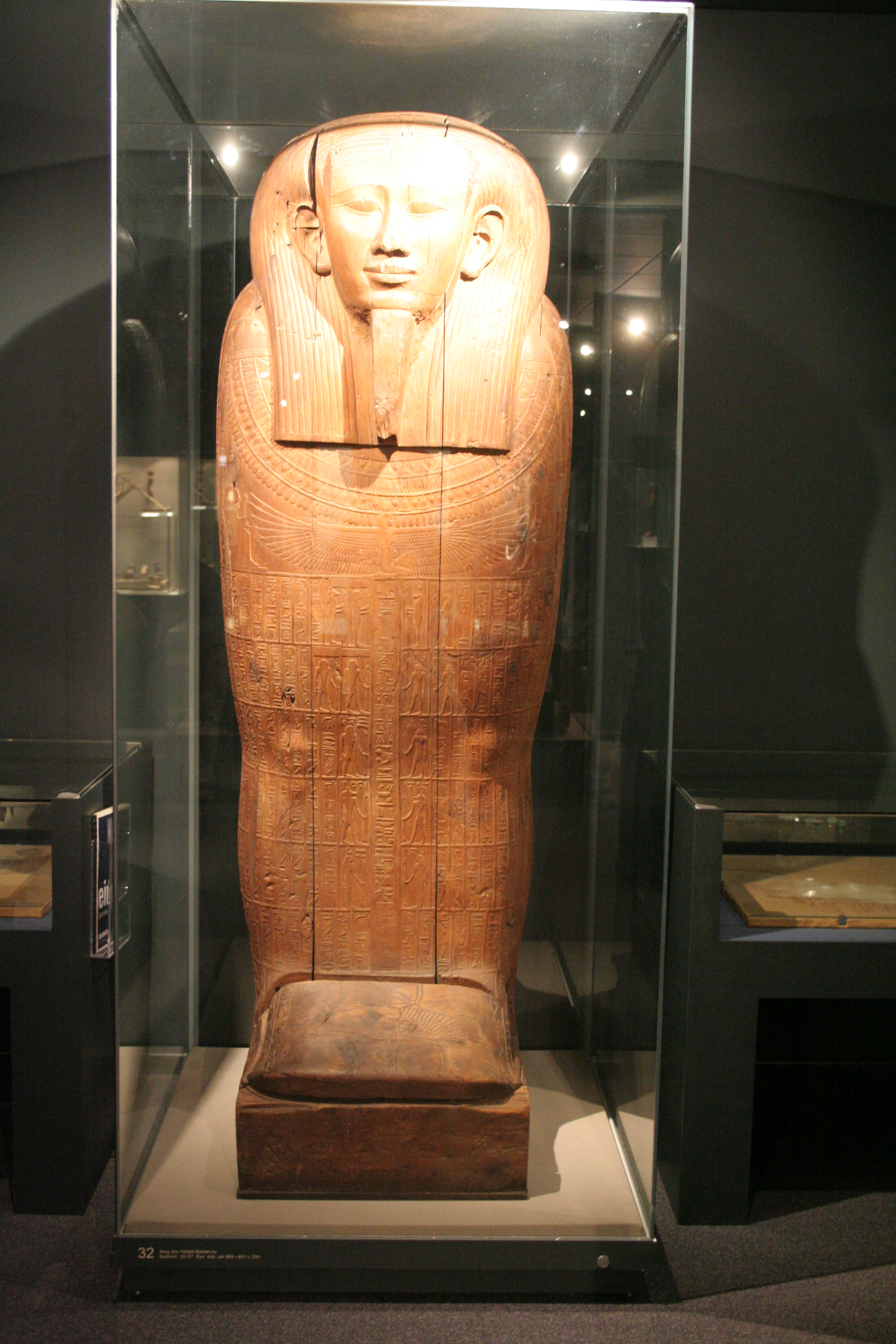
Sarkophag des Hedbastiru
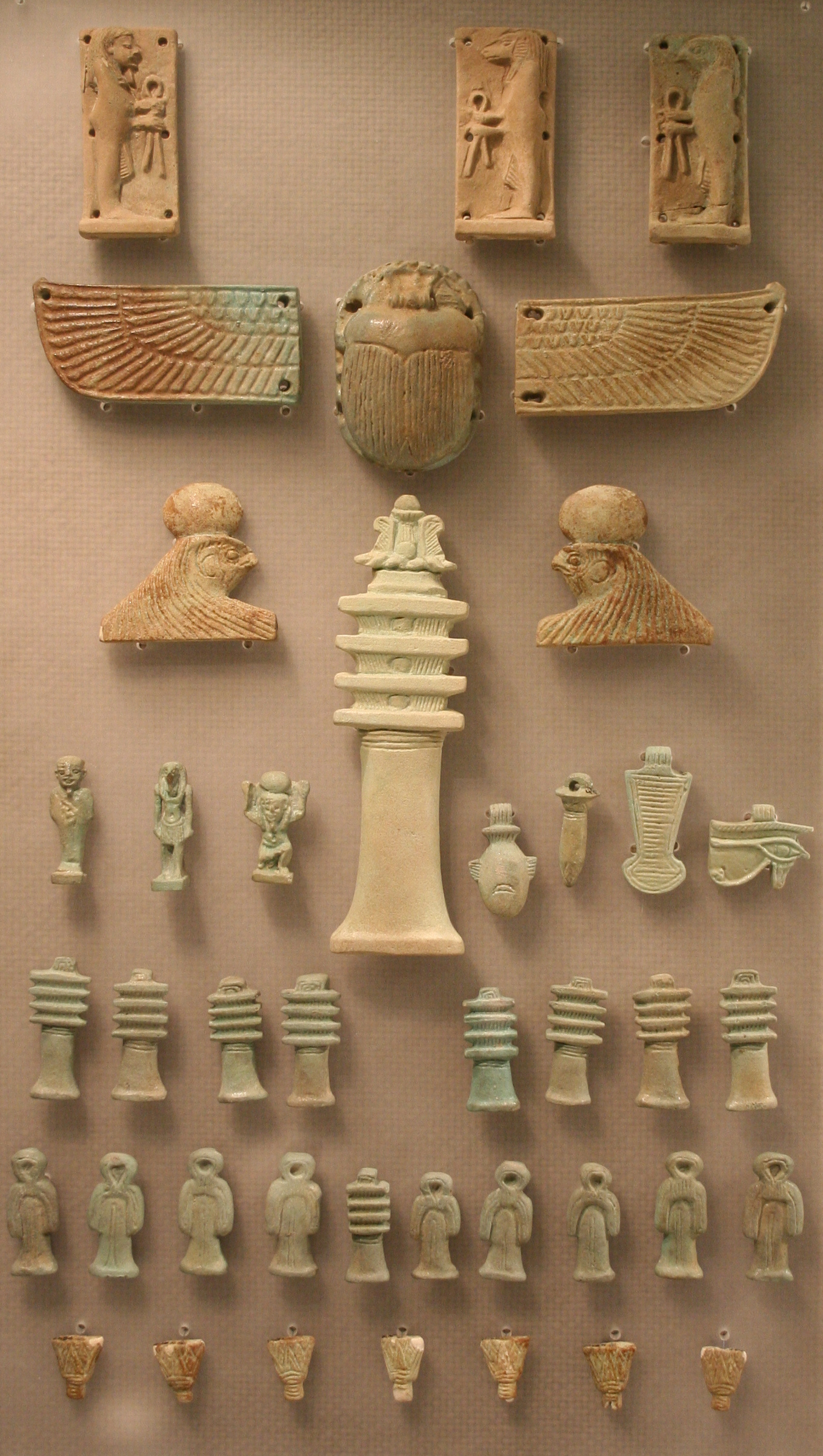
Amulette
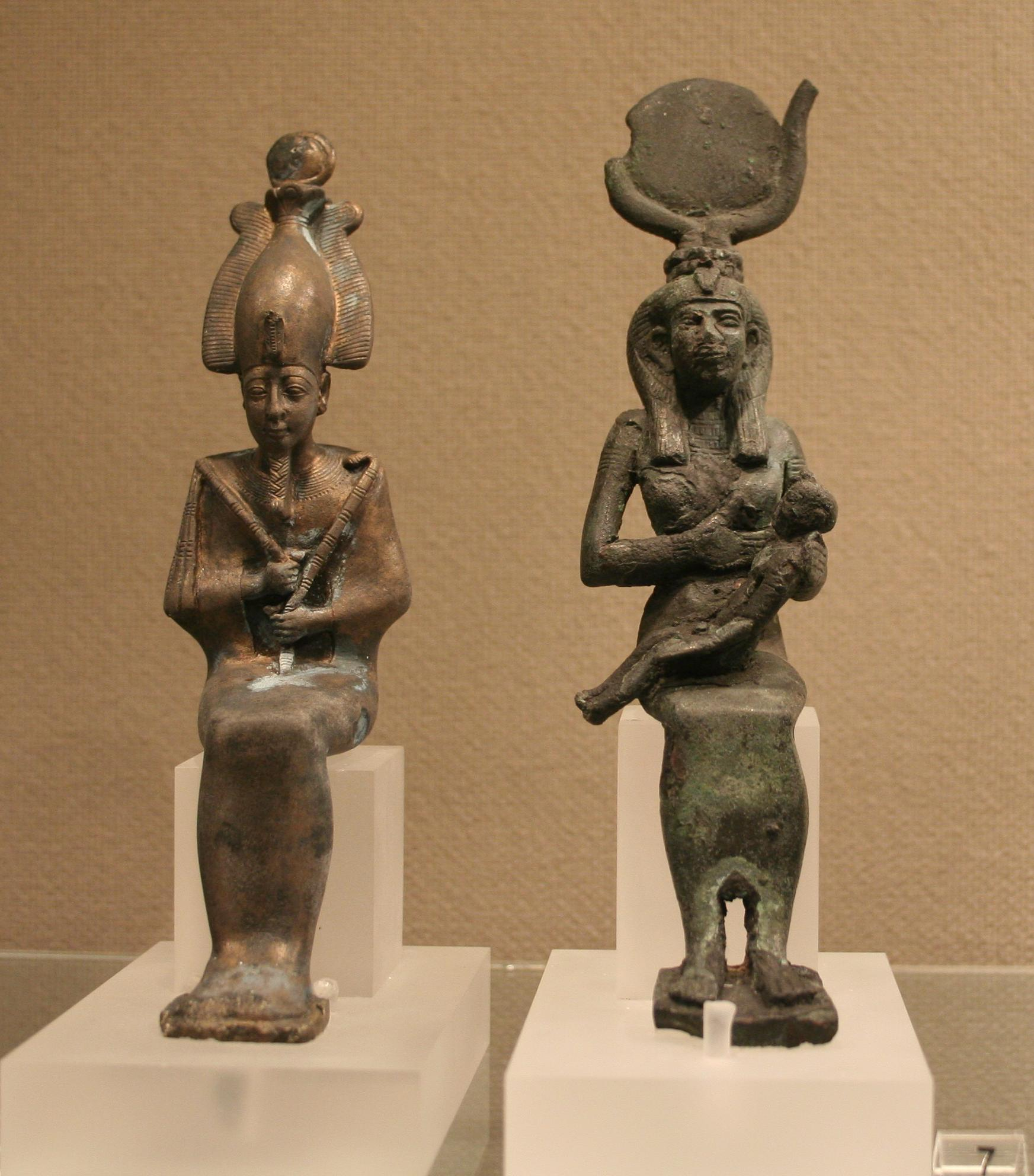
Statuetten des Osiris und der Isis mit Horus
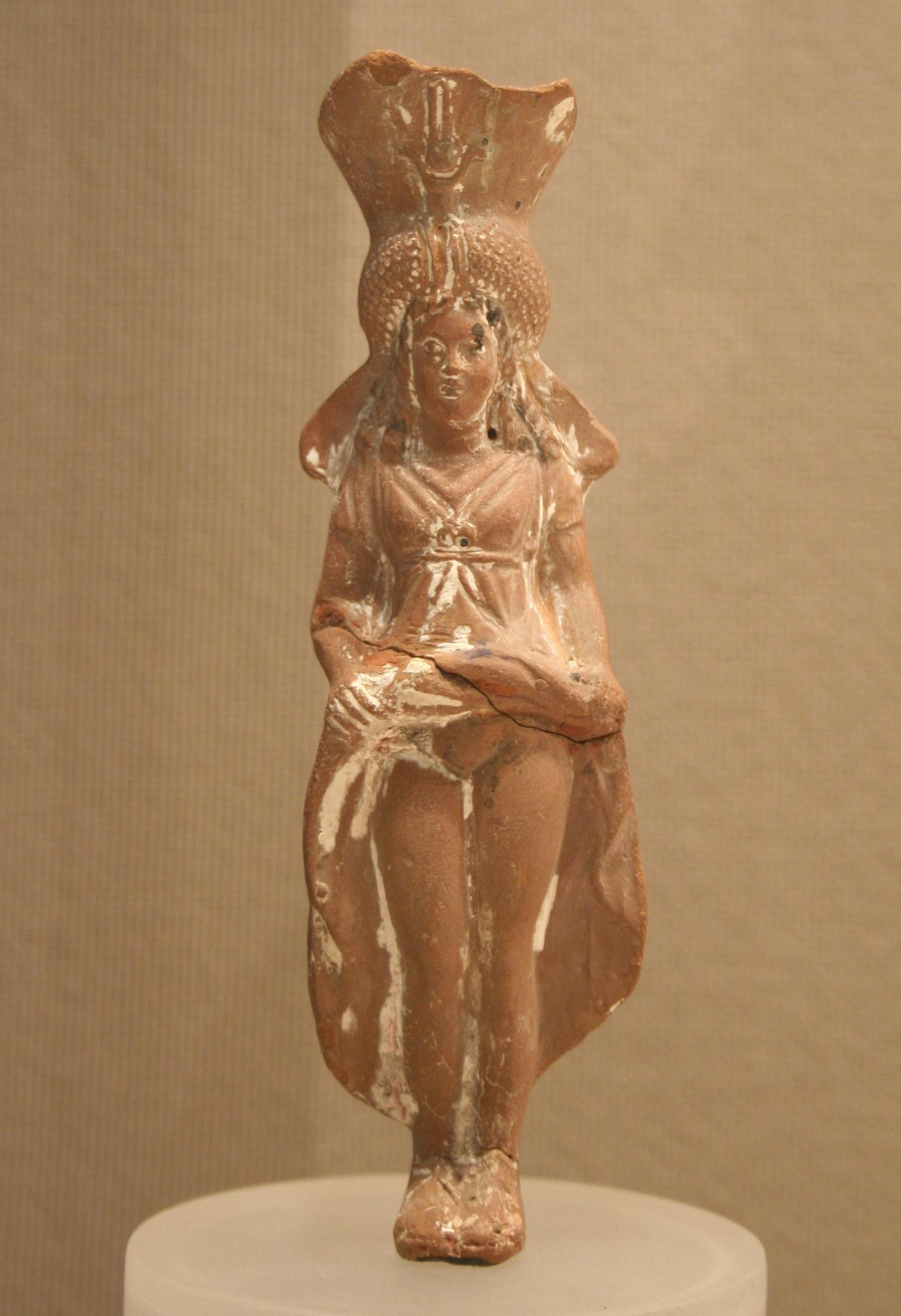
Terrakotta-Figur der Isis-Aphrodite
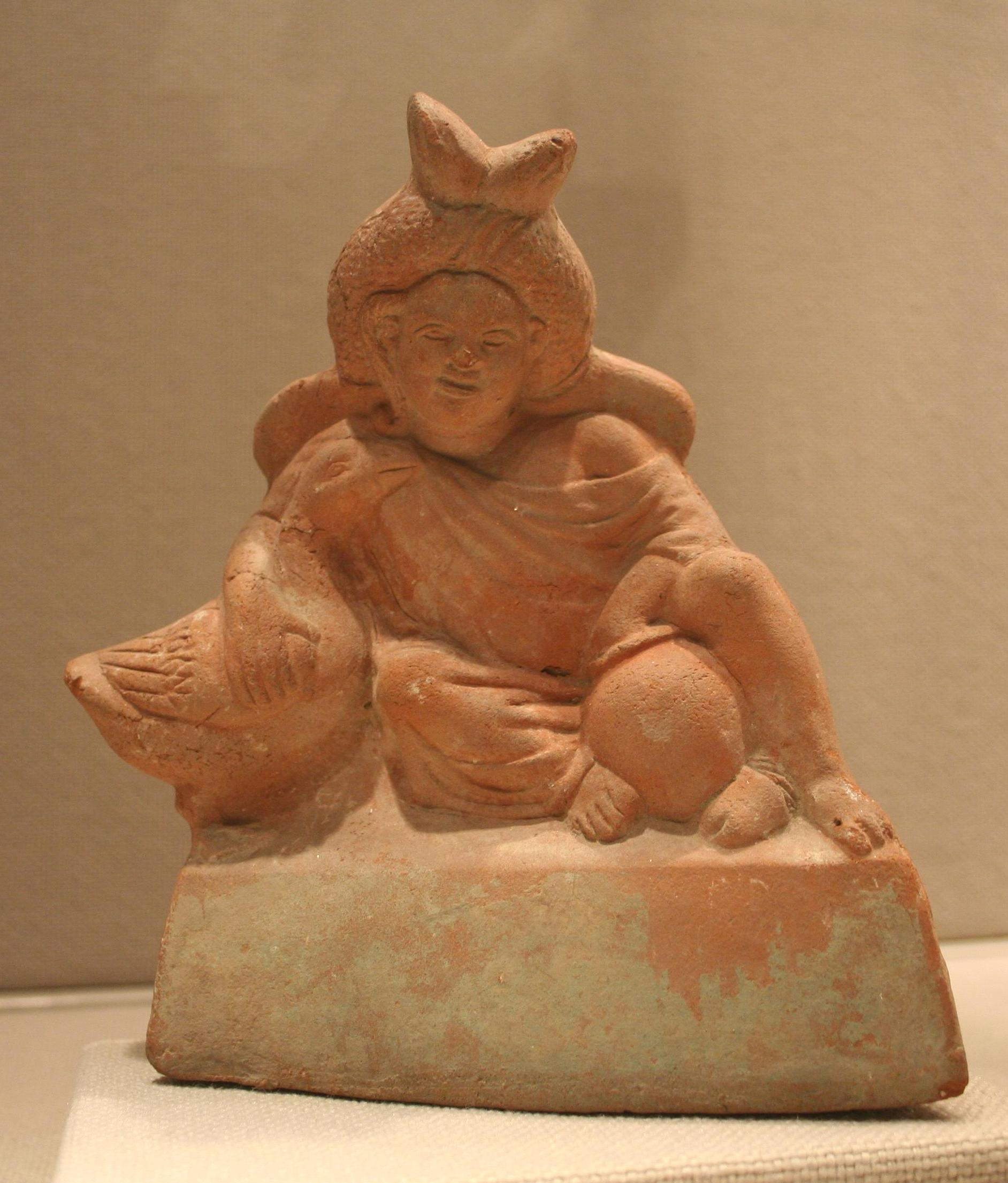
Terrakotta-Figur des Harpokrates

### Römisches, koptisches und arabisches Ägypten
Aus römischer Zeit besitzt die Leipziger Sammlung einige Münzen und Öllampen. Die herausragenden Stücke aus dieser Zeit sind aber ein verziertes Gefäß aus blauer Kieselkeramik, ein sehr qualitätvoll gearbeiter Statuenkopf eines Mannes aus Basalt, die vollständige Mumie eines jungen Mannes aus Hawara sowie Mumienmasken aus Stuck. Aus koptischer Zeit stammen mehrere Stofffragmente, Ostraka, Papyrusfragmente und Gefäße. Größere Gegenstände sind mehrere Grabsteine und ein Fries mit der Darstellung des Apostels Petrus. Jüngstes Ausstellungsstück ist eine Stele mit arabischer Inschrift aus der Fatimidenzeit.

römische, koptische und arabische Funde
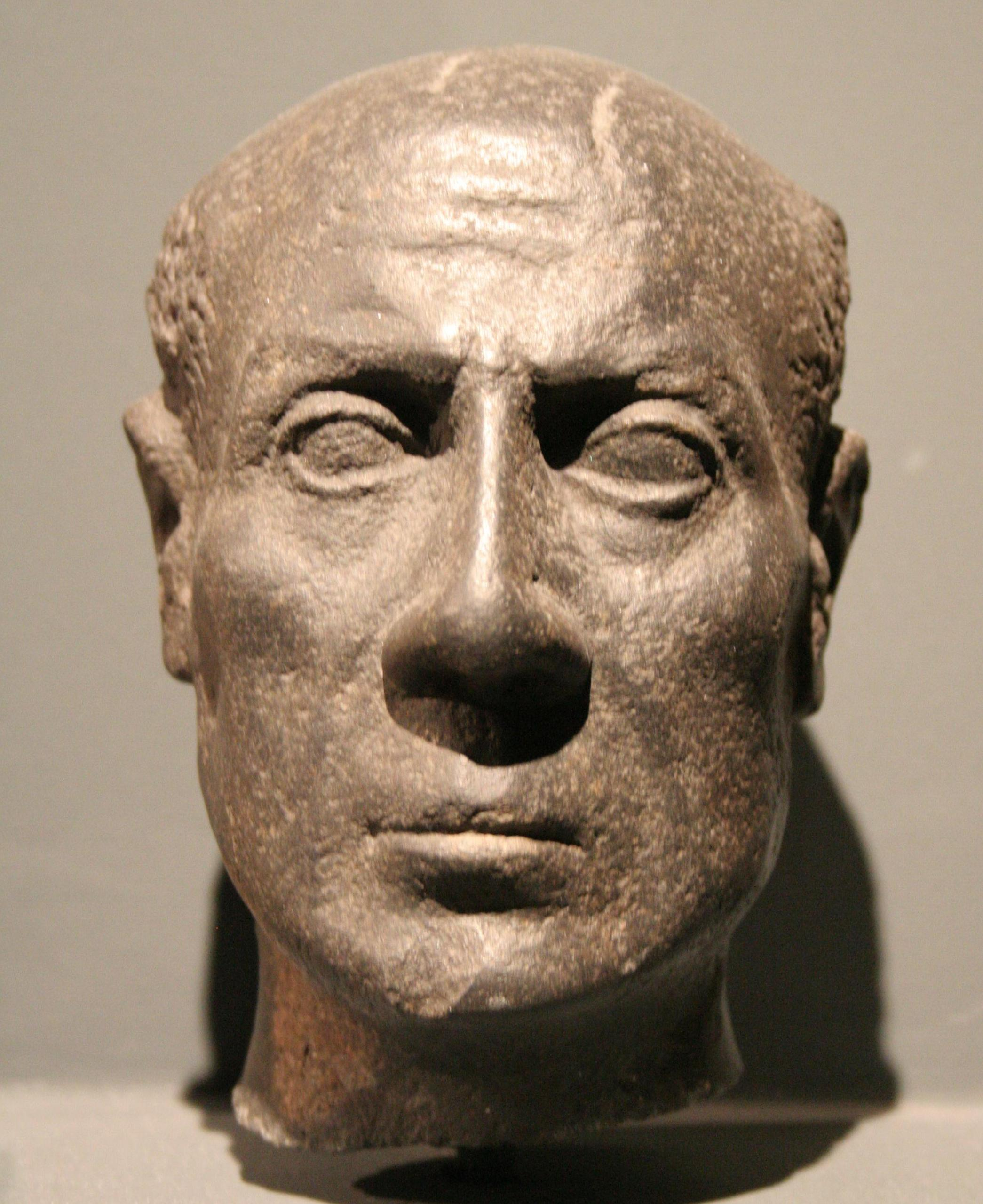
Kopf der Statue eines Mannes
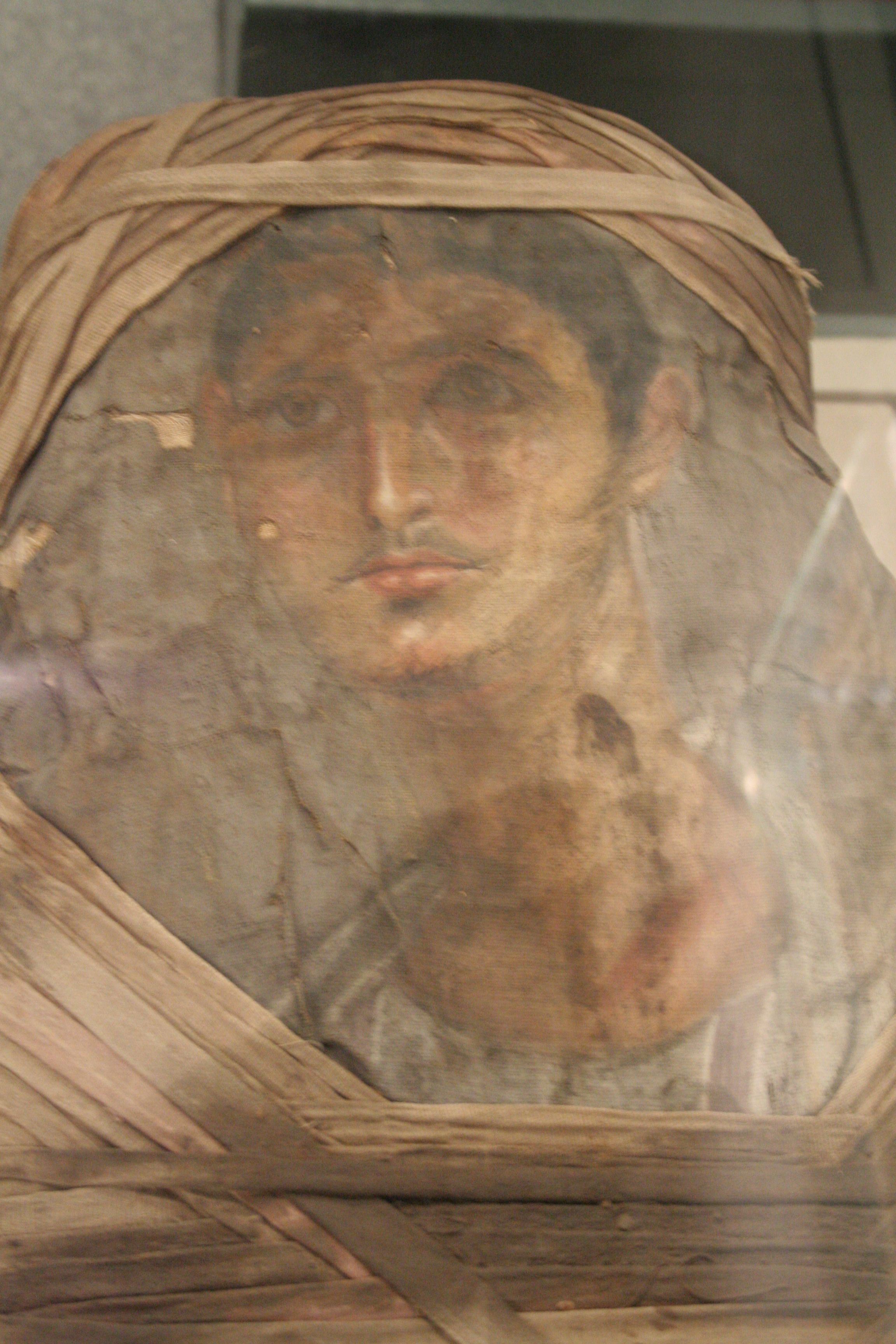
Mumie mit Porträt eines jungen Mannes
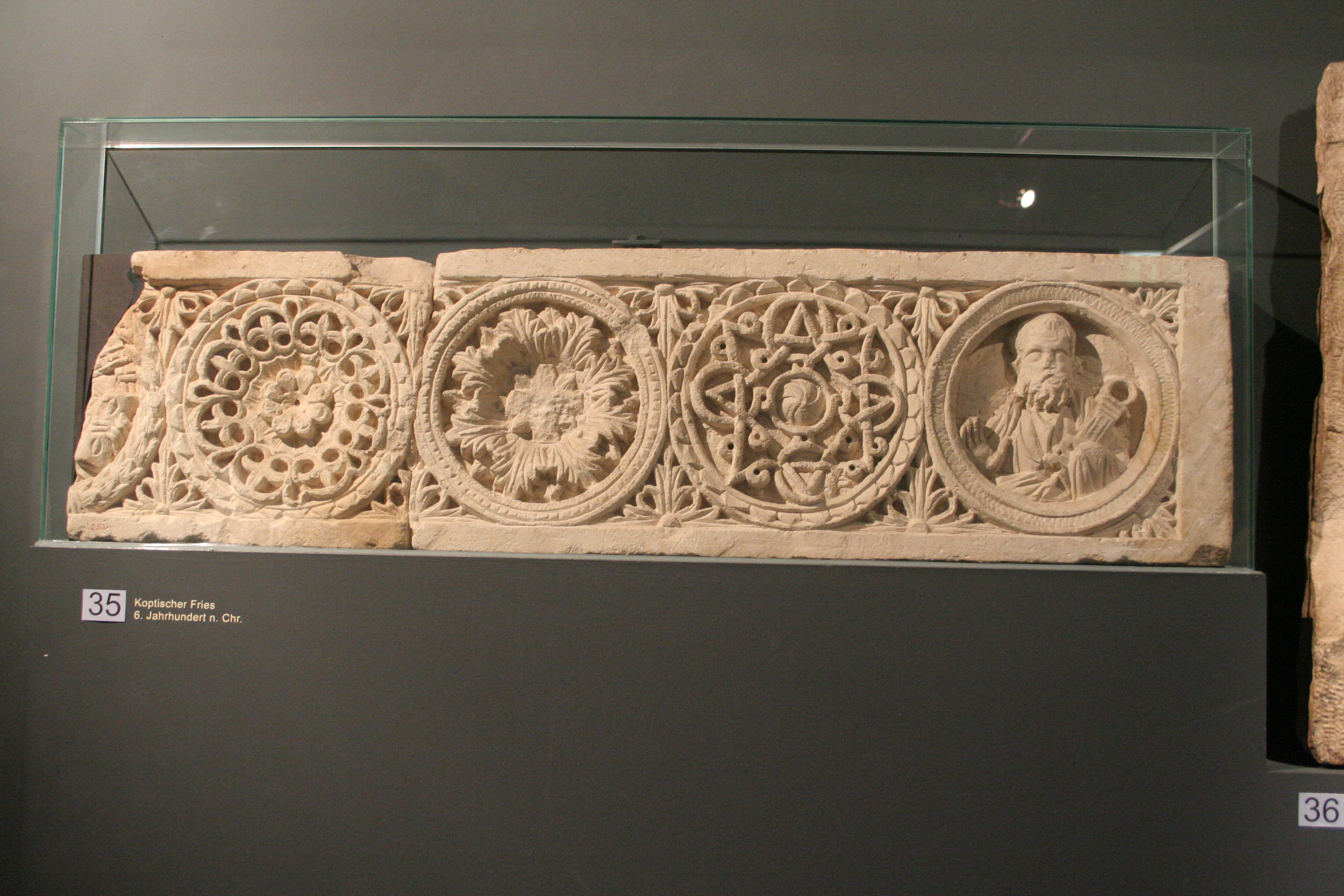
Koptischer Fries
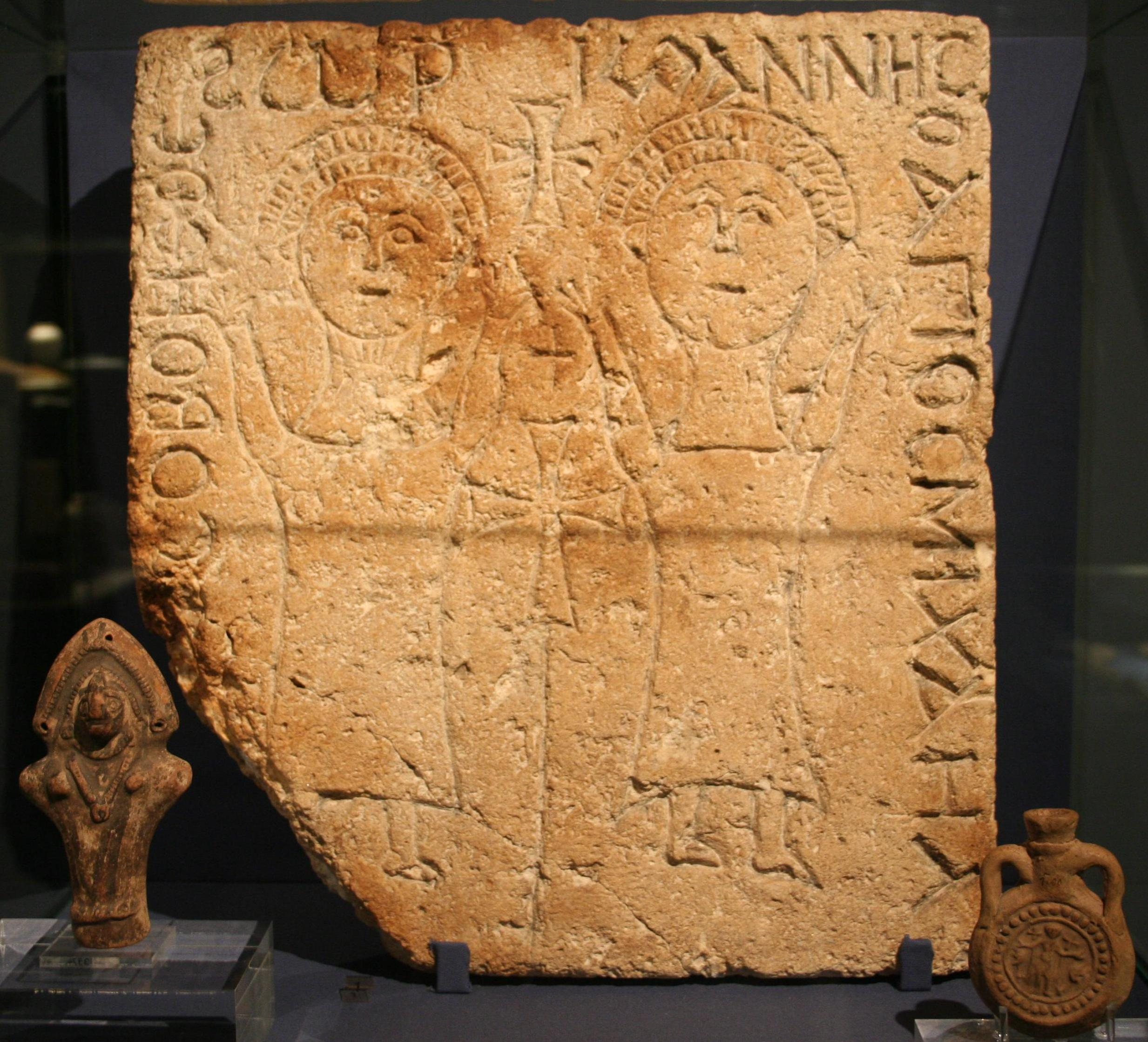
Koptischer Grabstein
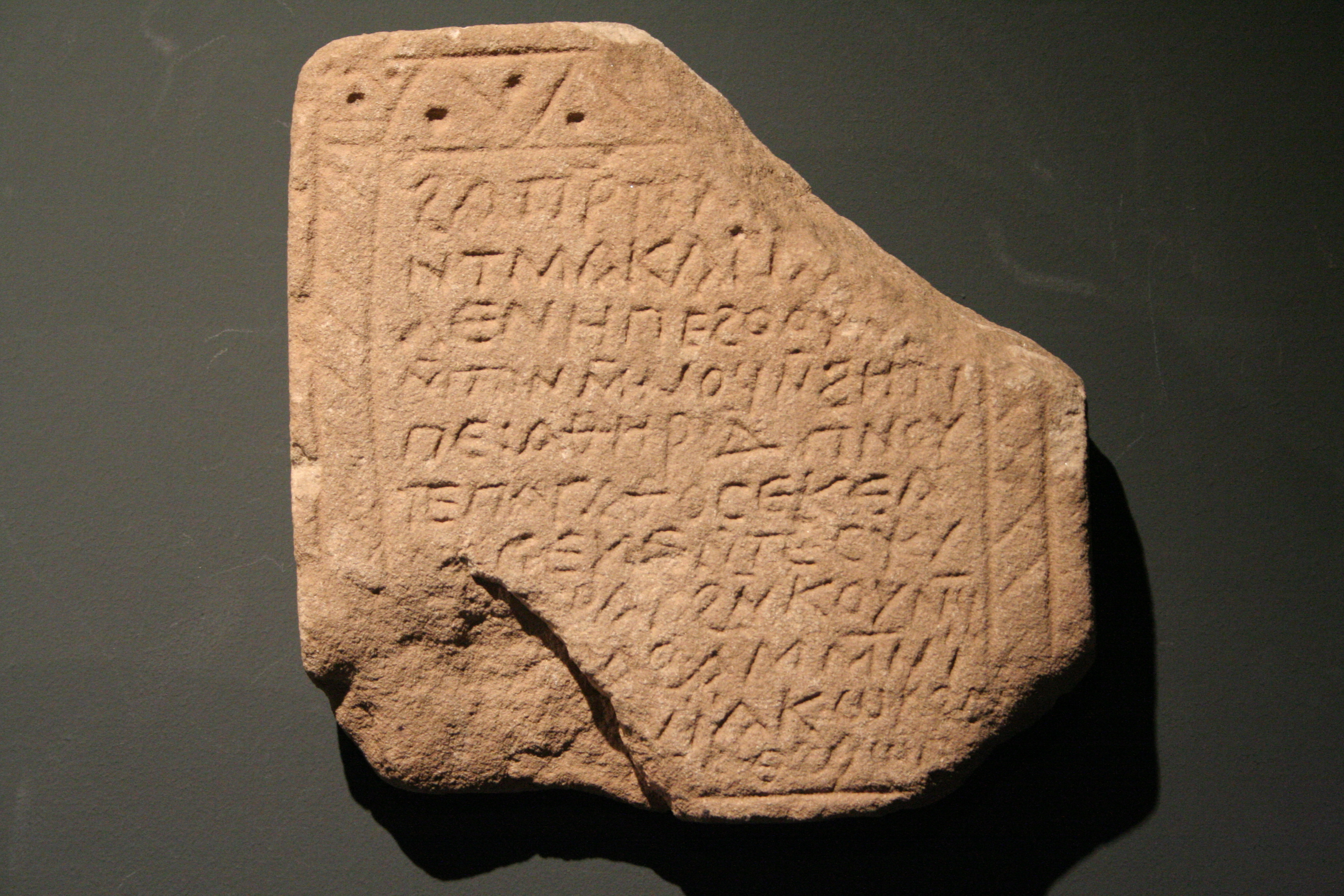
Koptische Grabstele
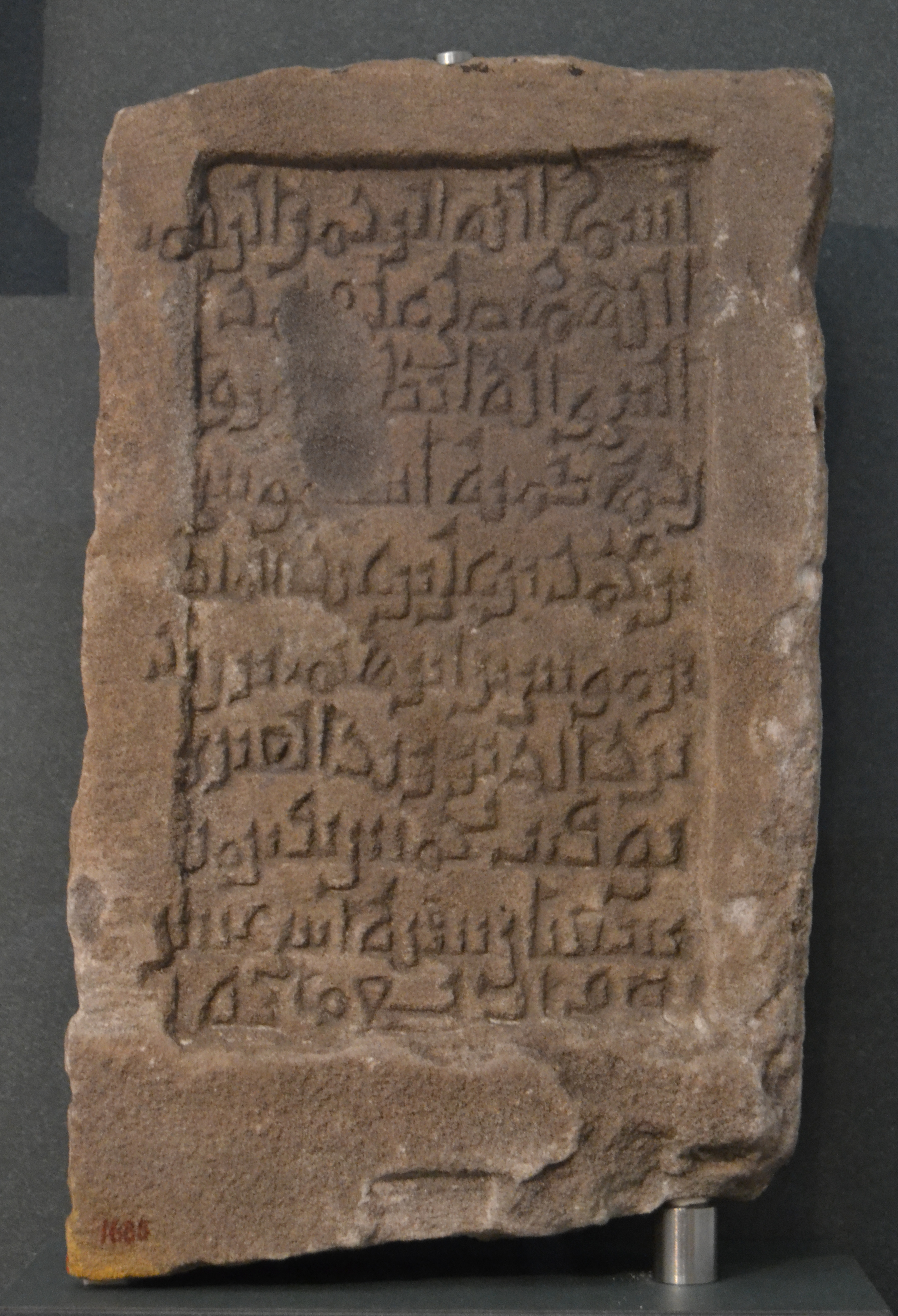
Fatimidische Stele

### Moderne Modelle und Nachbauten
Ein weiteres Highlight ist das Pyramidenmodell, welches 1909 in Auftrag gegeben wurde und die Pyramiden- und Totentempelanlage des Sahure aus der 5. Dynastie (2496–2483 v. Chr.) detailgetreu im Maßstab 1:75 nachbildet. Mit einem Mechanismus, der die Pyramide öffnet, ist auch das Innere einsehbar.

### Kriegsverluste

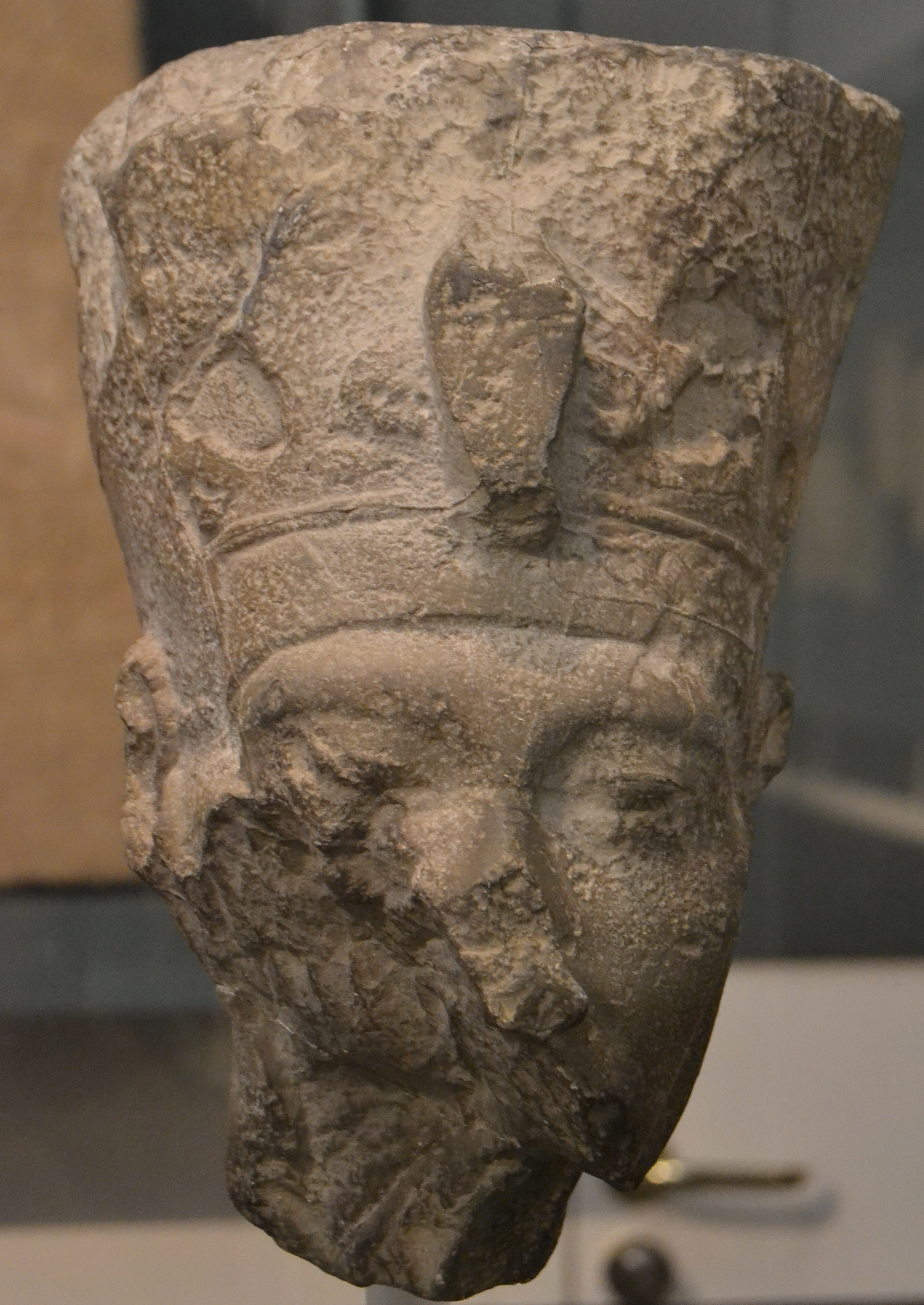
Gipsabguss eines im Zweiten Weltkrieg zerstörten Kopfes der Nofretete aus Amarna

Obwohl der Großteil der Sammlung während des Zweiten Weltkriegs ausgelagert wurde, fielen doch zahlreiche Stücke dem Bombenangriff am 4. Dezember 1943 zum Opfer. Hierzu gehören die von Georg Ebers erworbenen Gipsabgüsse aber auch mehrere Originale, darunter der Kopf einer figürlichen Darstellung der Nofretete von einer Grenzstele aus Amarna und mehrere große Reliefs, darunter eines aus dem Totentempel der Sahure-Pyramide in Abusir aus der 5. Dynastie und eines aus Meroe, das die Königin Amanitenmomide (1. Jh. n. Chr.) zeigte, die Osiris ein Opfer darbringt.

## Ausstellungskonzept
An seinem aktuellen Standort im Krochhochhaus verfügt das Museum über zehn Räume, die jeweils eigenen Themen gewidmet sind. Die große Halle hinter dem Eingang bietet einen umfassenden Überblick über die Statuen und Reliefs vom Alten Reich bis in arabische Zeit. Das folgende Zwischengeschoss beherbergt den Sarkophag des Hedbastiru und wird ansonsten für Sonderausstellungen genutzt. Von den beiden Seitenräumen widmet sich einer der Vor- und Frühzeit Ägyptens, der andere der Entwicklung der Schriftkultur. Hier werden ägyptischen Fundstücken mit Keilschrift versehene Tontafeln aus der Sammlung des altorientalischen Instituts der Universität Leipzig gegenübergestellt. Im hinteren Bereich des Zwischengeschosses folgen zwei Räume, in denen zum einen die nubischen Funde aus Kerma und Aniba und zum anderen die Grabausstattung des Herischefhotep präsentiert werden. Im Treppenhaus sind zwei Vitrinen angebracht, von denen die untere Fundstücke von der ptolemäischen bis zur arabischen Zeit und die obere Funde aus der Amarnazeit zeigt. Im zweiten Stockwerk ist ein Raum dem Totenkult gewidmet. Hier werden mehrere Mumien und Grabbeigaben aus verschiedenen Zeitstufen präsentiert. Ein zweiter Raum beherbergt das Modell der Sahure-Pyramide sowie weitere Ausstellungsstücke zum Thema Totenkult, darunter Grabreliefs, Mumienmasken und Tiermumien. Im dritten und größten Raum befindet sich das Schaumagazin des Museums.

## Einbindung des Museums in den Lehr- und Kulturbetrieb
Die Sammlung, die als Lehrschausammlung für den praktischen akademischen Unterricht aufgebaut wurde, findet auch heute aktive Einbindung in die Lehre und bietet den Studierenden Zugang zu den Originalen. Anhand der Sammlung soll auch in Zukunft die museale Theorie und Praxis vermittelt werden. Das Ägyptische Museum bietet daher auch die Möglichkeit für Praktika.
Die regelmäßigen Öffnungszeiten und Führungen im Museum werden durch Sonderausstellungen, Monatsvorträge, Lesungen oder musikalische Abende ergänzt, die es dem breiten Publikum ermöglichen, ein fundiertes Wissen über die altägyptische Kunst und Kultur zu gewinnen. Seit 2011 finden in der Halle des Museums zudem Konzerte, Lesungen und Diskussionsveranstaltungen statt.